# Аполлон-15 (работа на Луне)
Лунный модуль «Аполло́на-15» «Фа́лкон» (англ. Falcon — сокол) совершил посадку на юго-восточной окраине Моря Дождей (в Болоте Гниения), у отрогов лунных Апеннин, вблизи борозды Хэдли. Астронавты Дэвид Скотт (командир экипажа) и Джеймс Ирвин (пилот лунного модуля) оставались на Луне дольше, чем все предыдущие экспедиции, почти трое суток — чуть менее 67 часов. Они совершили три выхода на поверхность (внекорабельная деятельность, ВКД) общей продолжительностью 18 часов 34 минуты 46 секунд, в ходе которых впервые использовали лунное транспортное средство — «Лунный Ровер». Это позволило астронавтам удаляться от лунного модуля на гораздо бо́льшие расстояния, чем прежде, и увеличило научную отдачу миссии. Всего в ходе трёх поездок Скотт и Ирвин проехали 27,9 км и собрали 77 кг образцов лунной породы.

## Первый день на Луне

### «Стоячий» выход из корабля

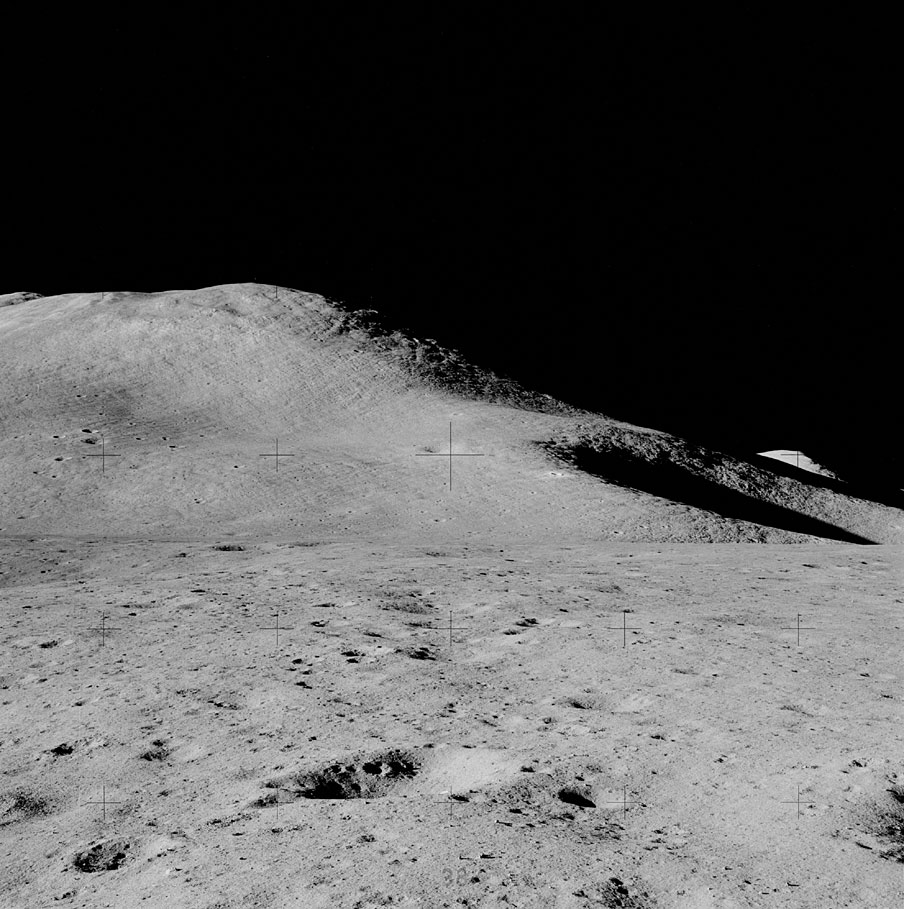
Гора Хэдли Дельта и кратер Св. Георга. Снимок сделан Дэвидом Скоттом во время «стоячего» выхода

Экипажи предыдущих экспедиций «Аполлонов» в первые часы после посадки на Луну обычно готовились к выходу на поверхность. Но к моменту посадки «Аполлона-15» прошло уже больше 11 часов с тех пор, как Скотт и Ирвин проснулись после предыдущего ночного отдыха. И, если бы они сейчас попытались осуществить полноценную 8-часовую внекорабельную деятельность, тогда в итоге у них мог получиться сверхнапряжённый 26-часовой рабочий день. Поэтому, прежде чем предпринимать первый выход на поверхность, решено было уделить несколько часов работе внутри лунного модуля, а затем предоставить астронавтам 8 часов для полноценного сна. Для того, чтобы заполнить остаток дня высадки, Скотт и Ирвин давали учёным и специалистам в Хьюстоне подробные описания окружавшей их местности. Но они не ограничились видами из двух окон лунного модуля, выходивших на одну сторону корабля. Надев гермошлемы и перчатки скафандров, астронавты через два часа после посадки начали так называемый «стоячий» выход из корабля (англ. Stand-up EVA). Скотт открыл верхний люк лунного модуля и убрал стыковочные узлы. Затем, встав на обшивку двигателя взлётной ступени, он высунул голову, плечи и руки из корабля. Так командир смог осмотреть окрестности во все стороны и сделать панорамные снимки с помощью 70-мм камеры с большим 500-мм объективом. Солнце ещё было низко, оно поднялось над горизонтом всего на 13°. Скотт доложил на Землю, что горы вокруг очень большие, но они все имеют скруглённые формы. «Меня поражает, — сказал он, — что совсем нет остроконечных пиков».
Позднее Скотт вспоминал, что до полёта специалисты по фотокартографии говорили, что в районе высадки практически нет скал и крупных валунов. Однако у них не было фотографий с деталями поверхности менее 20 метров. А вот специалисты по радиолокации, напротив, уверяли, что в Хэдли существуют целые поля гигантских валунов, особенно у подножия горы Хэдли Дельта, куда были запланированы две поездки на «Лунном Ровере». Но во время «стоячего» выхода Скотт не обнаружил практически ни одного крупного камня или валуна. «Условия для езды вполне приличные», — доложил он Хьюстону. Через 33 минуты после начала выхода Скотт вернулся в кабину, поставил на место стыковочное оборудование и закрыл люк. Первая в истории космонавтики и единственная на сегодняшний день «стоячая» внекорабельная деятельность была завершена. Скотт, кстати, впоследствии сожалел, что она получила такое немного странное название. «Лучше было назвать это обзором позиции (англ. Site Survey)», — говорил он.
После наддува кабины Скотт и Ирвин сняли скафандры. Они стали первыми среди астронавтов, побывавших на Луне, кому посчастливилось забраться в свои гамаки и заснуть без тяжёлого космического снаряжения. Ирвин впоследствии вспоминал:

Гамак Дэйва висел сверху, в направлении от передней части кабины к задней, а мой под ним — перпендикулярно. Мой гамак был немного наклонён, и ноги слегка болтались. В лунном модуле было шумновато: работали всякие насосы и вентиляторы. Ощущения были такими, как будто спишь в котельной. Но как же было комфортно! Гамаки походили на матрасы, наполненные водой, а мы были лёгкими, как пёрышки. Из трёх ночей, проведённых на Луне, именно в первую я спал лучше всего.
Оригинальный текст (англ.)
Dave was sleeping fore and aft, and I was athwart ship, with my hammock slung under his. I noticed that my hammock was bowed out a little bit and my feet were sort of dangling off. It was noisy in the LM with the pumps and fans running, something like sleeping in a boiler room. But, man, it was comfortable sleeping! Those hammocks felt like waterbeds, and we were light as a feather. The first night’s sleep was the best I had the three nights we were there.

### Первая поездка по Луне

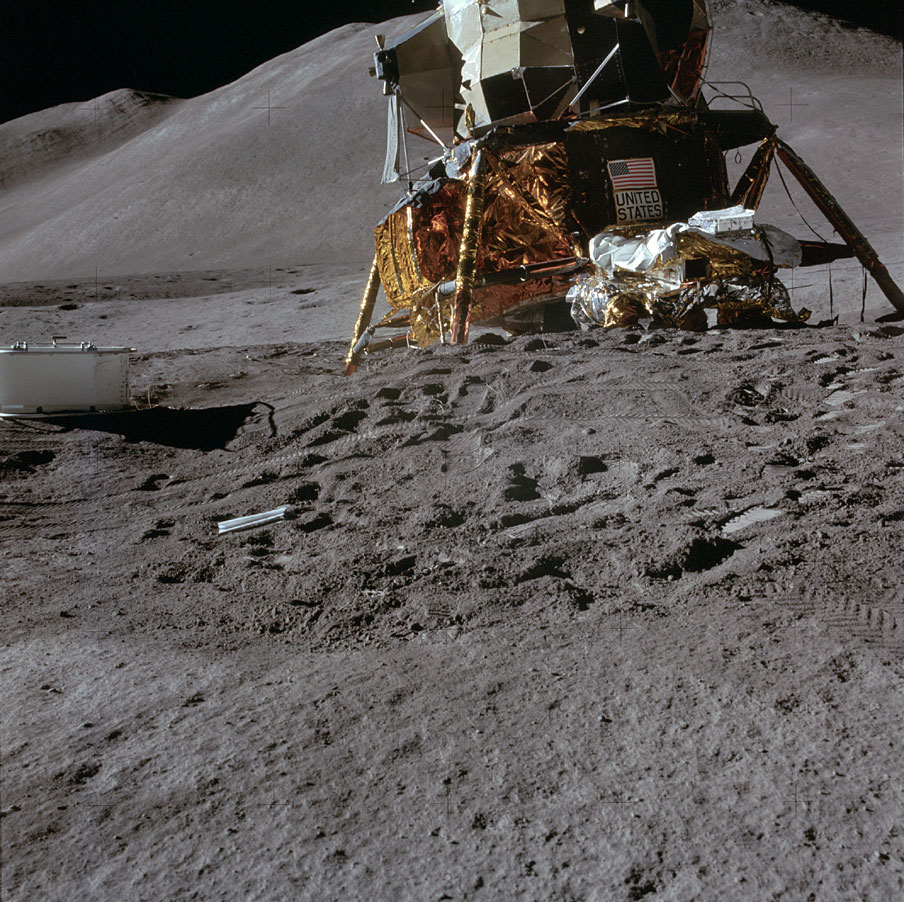
С этого угла хорошо виден значительный наклон лунного модуля. На заднем плане — гора Хэдли Дельта

Первую ночь на Луне Скотт и Ирвин спали хорошо, но вместо 8 часов им удалось поспать всего пять с половиной. Накануне работа продолжалась дольше намеченного, а утром Хьюстон разбудил их на час раньше запланированного. Телеметрия показывала небольшую утечку из кислородного бака посадочной ступени. Как выяснилось, причиной был неплотно закрытый клапан трубки сброса мочи за борт. Из 43 кг кислорода, находившихся в баке, было потеряно 3,6 кг. Это было не очень страшно, потому что резерв на случай непредвиденных обстоятельств составлял ровно половину бака. Утечка была довольно быстро устранена, и вскоре астронавты начали готовиться к первому выходу на поверхность.
Скотт и Ирвин обнаружили, что, слегка подтянувшись на направляющих под потолком кабины, они могут влезать в скафандры обеими ногами одновременно. В условиях гравитации в шесть раз меньшей, чем на Земле, это было совсем несложно. Через 4 часа 12 минут после побудки Скотт, нагнувшись, начал разгерметизировать кабину, открыв в выходном люке клапан сброса давления. Ирвин, стоявший у иллюминатора в своём правом углу, увидел, как из клапана вылетают кристаллики льда. Он доложил в Хьюстон: «Мы выдуваем влагу. Из переднего люка вылетают кристаллы льда. Это очень красиво. Вы бы видели их траектории!» «Надеюсь, они ровные, в смысле, — траектории?» — уточнил Джо Аллен. «Очень ровные, Джо», — ответил Ирвин (позднее астронавт говорил: «Когда мы разгерметизировали кабину перед вторым выходом, после протечки, оставшаяся влага была высосана через клапан и вылетела в виде ледяных кристаллов. Тут всё было ясно. Но, откуда взялось столько влаги перед первым выходом, совершенно непонятно»). Дальше у астронавтов возникли небольшие проблемы. В кабине в скафандрах было тесно. Сначала выходной люк (открывавшийся внутрь) никак не открывался полностью, цепляясь за не совсем опустившуюся на пол скобу, которая до этого крепила ранцы портативной системы жизнеобеспечения. Затем Скотт никак не мог протиснуться в люк, всё время тоже за что-то цепляясь. Выходить из корабля можно было только задом, предварительно опустившись на колени и на руки и просовывая в люк сначала ноги. Ирвин при этом подсказывал командиру, куда и как двигаться, чтобы не зацепиться. Только через 10 минут после открытия люка Скотт, наконец, выбрался на площадку наверху лестницы. Здесь он сначала дёрнул за шнур и открыл грузовой отсек, тем самым включив телекамеру. Затем на другую сторону от лестницы выбросил мешок с мусором (это было вне поля зрения камеры). Спустившись на грунт, Дэвид Скотт сказал:

Окей, Хьюстон. Стоя здесь, в Хэдли, посреди чудес непознанного, я осознаю, что есть фундаментальная истина нашей натуры. Человек должен исследовать, и это — исследование в величайшем смысле слова.
Оригинальный текст (англ.)
Okay, Houston. As I stand out here in the wonders of the unknown at Hadley, I sort of realize there's a fundamental truth to our nature. Man must explore. And this is exploration at its greatest.

После этого он стал осматривать лунный модуль. Скотт доложил, что «Фалкон» сел на склоне крутизной около 10°, его задняя левая опора стоит примерно на 60 см ниже задней правой, а левая передняя тоже немного ниже правой. Он добавил, что, несмотря на это, в целом лунный модуль и отсек, в который загружен «Лунный Ровер», выглядят нормально. Продолжая осмотр, Скотт сообщил, что он, кажется, всё-таки повредил сопло двигателя посадочной ступени. «Прямо в центре под лунным модулем — небольшое возвышение, — сказал он. — Задняя опора стоит в кратере, а стенка кратера — как раз под соплом двигателя». Колокол сопла был довольно сильно смят по всей окружности. Впрочем, по результатам послеполётного анализа специалисты сделали вывод, что касания сопла о грунт всё-таки не было. Скорее всего, деформация произошла вследствие нарастания давления реактивной струи, отражённой от лунной поверхности.
Примерно через четыре минуты после того, как Скотт ступил на лунную поверхность, Ирвин, получив одобрение своего командира, тоже начал протискиваться в люк. Но, несмотря на то, что в кабине «Фалкона» было уже немного просторнее, у него ничего не получалось. Скотту даже пришлось подойти и вновь подняться по лестнице вверх, чтобы своими подсказками помочь коллеге. Протиснувшись, Ирвин закрыл люк лунного модуля и начал небольшими прыжками спускаться по лестнице. Случайно он промахнулся, не попав ногами на нижнюю ступеньку, и опустился на круглую, как тарелка, нижнюю часть опоры лунного модуля, скользя руками по поручням вниз. И вот тут, когда астронавт уже хотел сойти с тарелки опоры, она неожиданно повернулась. Из-за наклона «Фалкона» тарелка передней опоры едва касалась поверхности и свободно вращалась вокруг оси. Чуть не опрокинувшись назад в самый ответственный момент прямо перед телекамерой, Ирвин крепче ухватился за лестницу руками и в этот миг почти прямо над собой увидел Землю (через 18 лет, в 1989 году, астронавт в одном из интервью признался, что это был единственный раз, когда он смотрел на Землю с поверхности Луны, и зрелище было потрясающим). Справившись с волнением, Ирвин обеими ногами спрыгнул на грунт, немного взбив тёмную лунную пыль. Он посмотрел на юг, в сторону гор, и воскликнул: «Как красиво! Напоминает Сан Вэлли!» (англ. Sun Valley — горнолыжный курорт в штате Айдахо, США).

Затем в 20 метрах от лунного модуля Скотт установил телевизионную камеру, а Ирвин, тем временем, собрал аварийный образец лунного грунта (на случай, если по каким-либо причинам пришлось бы срочно прервать пребывание на Луне). Этот образец стал последним подобным образцом в ходе программы «Аполлон». В оставшихся двух полётах от этой практики решено было отказаться. Далее астронавты приступили к главному. Во всех предыдущих экспедициях одной из первейших задач экипажей была установка комплекта для научных экспериментов ALSEP (англ. Apollo Lunar Surface Experiment Package).

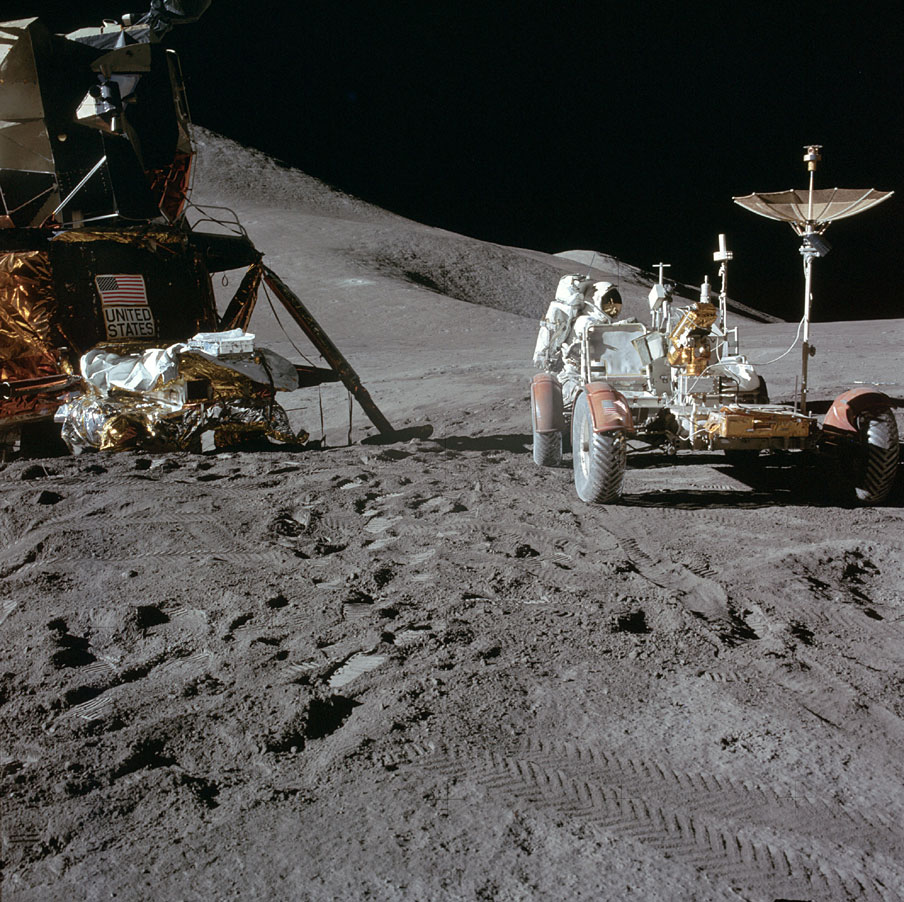
Джеймс Ирвин у «Лунного Ровера». Левее Ирвина хорошо видно изменение цвета лунной поверхности на месте посадки

 Но Скотт и Ирвин первым делом должны были выгрузить «Лунный Ровер», подготовить его к работе и отправиться в первую 4-километровую геологическую поездку к тому месту, где борозда Хэдли вплотную подходит к подножию горы Хэдли Дельта. Во время полёта «Лунный Ровер» стоимостью 40 миллионов долларов США хранился в сложенном состоянии в грузовом отсеке справа от лестницы, если смотреть на лунный модуль. Выгрузка производилась наполовину вручную, наполовину автоматически. К моменту её начала Скотт и Ирвин, несмотря на небольшие задержки с выходом, отставали от графика всего на 3 минуты. Чтобы выгрузить «Лунный Ровер», астронавты должны были осторожно вытягивать его из грузового отсека с помощью двух лентовидных тросов. Луномобиль при этом постепенно раскладывался и опускался на поверхность. Сложенное втрое шасси раскрывалось. Сначала задняя часть, потом — передняя. В той же последовательности разворачивались в рабочее положение колёса.
В начале процесса выгрузки «Лунного Ровера» Джеймс Ирвин всё-таки упал. Пятясь назад, он одной рукой тянул трос, а другой попытался снять происходящее на кинокамеру, но споткнулся и завалился на спину. Дэвид Скотт помог коллеге встать на ноги. Позже Ирвин говорил, что без проблем мог бы подняться и сам, но тогда пришлось бы испачкать весь скафандр грязью. Ведь нужно было бы сначала перевернуться на живот и только потом, опёршись на колени и на ладони, отталкиваться руками от поверхности, чтобы принять вертикальное положение. (Астронавты на Луне называли лунную пыль именно «грязью» — англ. dirt). В целом выгрузка прошла без особых проблем, если не считать того, что «Лунный Ровер», уже развернувшись, никак не освобождался от креплений, которые его держали. Астронавтам пришлось тянуть его за заднюю часть от «Фалкона», а потом приподнимать за передок. После выгрузки луномобиль встал на грунт носом к «Фалкону». Скотт и Ирвин закрепили все агрегаты и детали фиксаторами и вручную, приподняв «Ровер» за боковые ручки, немного его развернули, чтобы не начинать с движения задним ходом. Примерно через 17 минут после начала выгрузки командир впервые запрыгнул на своё сидение.

Во время первого тест-драйва Дэвид Скотт был не очень приятно удивлён, когда обнаружил, что не поворачиваются передние колёса. Но, безуспешно провозившись с переключателями несколько минут, по совету с Земли, решил оставить всё так, как есть. Из предполётных тренировок он знал, что изменять направление движения можно и одними задними колёсами. Конструкция «Лунного Ровера» предусматривала два отдельных рулевых электродвигателя — один для передних колёс, другой — для задних. Если были включены оба двигателя, обе колёсные пары поворачивали в противоположных направлениях, при этом минимальный радиус разворота составлял всего три метра. Но управлять луномобилем можно было и отключив любой из двух двигателей, только радиус разворота при этом увеличивался до 6 метров.

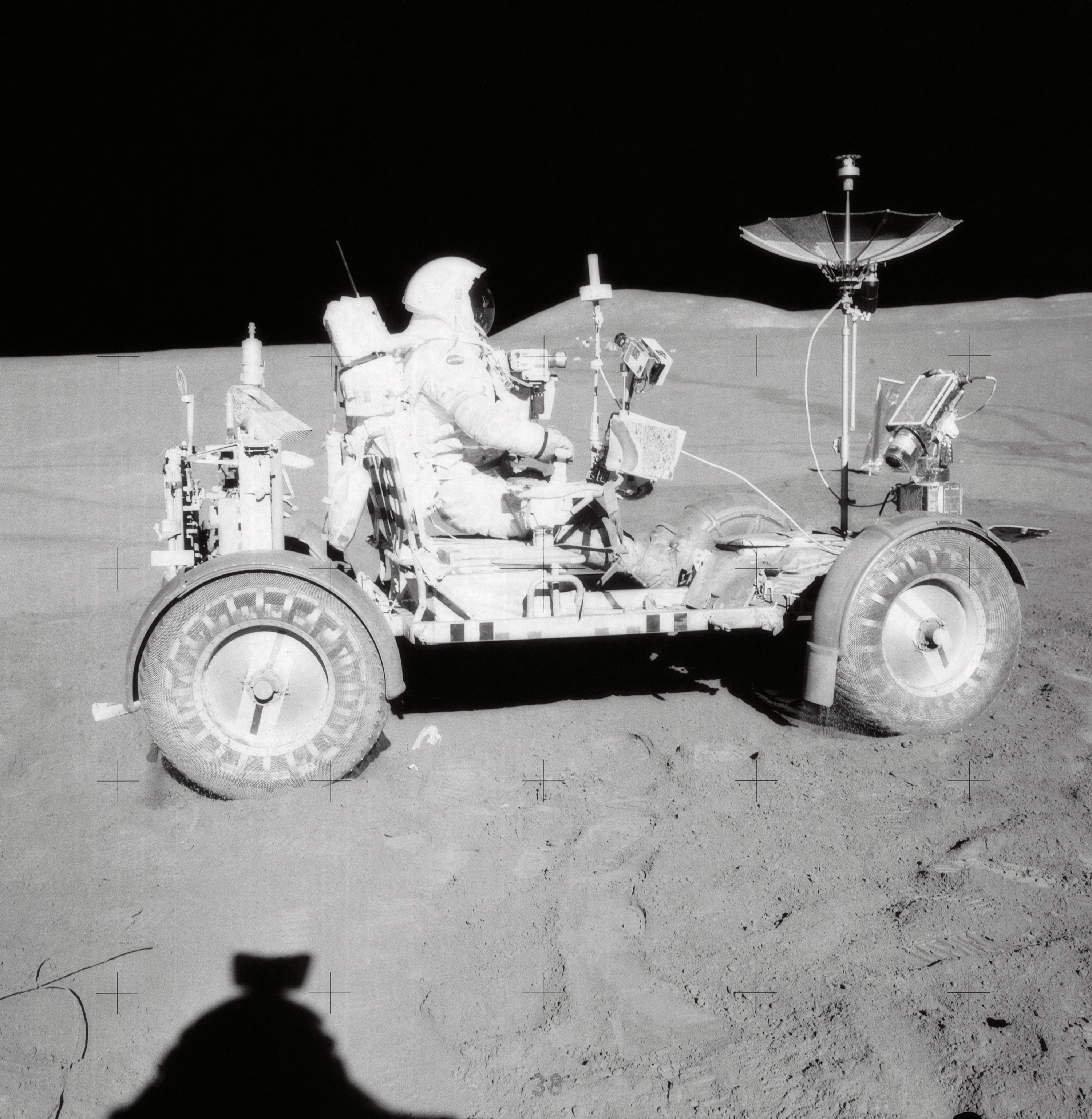
Дэвид Скотт на «Лунном Ровере»

 Ирвин должен был заснять тест-драйв на кинокамеру. Но ничего не получилось, заклинило кассету с киноплёнкой. Затем Скотт смонтировал на «Ровере» и подключил лунный передатчик информации, устройство дистанционного управления телекамерой, саму телекамеру и обе антенны, а Ирвин, тем временем, установил подставку для геологических инструментов и загрузил контейнеры для образцов лунного грунта. Далее Ирвин должен был отнести аварийный образец лунного грунта в кабину «Фалкона». Перед этим Скотт почистил его скафандр щёткой, чтобы внутрь лунного модуля попало как можно меньше пыли, и свернул антенну на ранце. Отнеся образец, Ирвин снова испытал затруднения, выходя из «Фалкона». И Скотту опять пришлось идти к лунному модулю, подниматься по лестнице и помогать напарнику. После этого астронавты достали из грузового отсека и загрузили в кабину корабля очередную дневную порцию пищи, сменные аккумуляторы и кассеты с гидроксидом лития для удаления углекислого газа из ранцев портативной системы жизнеобеспечения, которые им понадобятся после прогулки. Затем Дэвид Скотт вернулся к «Лунному Роверу», чтобы включить навигационную систему. Для этого нужно было поставить лунный автомобиль на относительно ровное место так, чтобы Солнце прямо попадало на солнечный компас, не отбрасывая тени, и перезагрузить всю систему, что занимало около трёх минут. Поскольку направление на Солнце было чётко определено, навигационная система с помощью одноосного гироскопа и счётчиков оборотов на всех четырёх колёсах показывала пройденное расстояние, дистанцию до лунного модуля по прямой и направление, в котором он должен находиться. Но для того, чтобы система работала безошибочно, нужно было ещё и точно знать своё местоположение на поверхности. А этого астронавты пока не знали. Вскоре на своё сидение сел и Джеймс Ирвин. Перед отправкой оставалось только пристегнуться ремнями безопасности. Но тут снова возникли проблемы. Ремни были очень тесными, но, главное, их нельзя было ослабить. На Земле их подогнали индивидуально под каждого астронавта. И никому даже в голову не пришло, что в условиях слабой лунной гравитации скафандры в сидячем положении не будут сдавливаться в той же степени, как на родной планете. Тем не менее, привязаться было абсолютно необходимо. Чтобы выполнить всю запланированную программу, нужно было спешить, а ехать предстояло по очень неровной поверхности. Скотт решил спешиться и подойти с правой стороны к сидящему Ирвину, чтобы помочь ему пристегнуться. Потом он с трудом, но всё-таки пристегнулся и сам.

Через 2 часа и 6 минут после разгерметизации кабины Скотт и Ирвин, наконец, двинулись в путь. В этот момент запасы кислорода у обоих находились на уровне 65 %. Из Хьюстона оператор связи (англ. CapCom — Capsule Communicator) Джо Аллен сообщил астронавтам, что им нужно двигаться в направлении кратера Св. Георга (англ. St. George Crater), а там они без труда найдут свою цель — место для первой геологической остановки, кратер Локоть (англ. Elbow Crater). Кратер Св. Георга, огромный двухкилометровый шрам на склоне горы Хэдли Дельта, был отличным ориентиром. Он был виден на протяжении всей поездки, и от Скотта всего лишь требовалось держать курс прямо на него. Командир доложил, что пыли нет совсем. До полёта высказывались опасения, что астронавтам, возможно, придётся всю дорогу ехать в облаке пыли, выбрасываемой из-под задних колёс. Такой проблемы не возникло. Скотт сообщил также, что они едут со средней скоростью 8—10 км/ч. Позднее он вспоминал, что, несмотря на небольшую по земным меркам скорость, у него были ощущения довольно быстрой езды. Он связывал это с тем, что каждую минуту «Ровер» проезжал по очень большому количеству различных неровностей рельефа. «Возможно, — говорил Скотт, — скорость на Луне целесообразнее выражать не в км/ч, а в кочках/минуту или кратерах/минуту». Демпфирование колебаний у «Ровера» было гораздо более медленным, чем у его аналога, рассчитанного на земное притяжение, но стабильность почти такой же. Езда была довольно тряской, чего и следовало ожидать от бездорожья. По описаниям Скотта, местность была настолько неровной и кочковатой, что из низинок «едва можно увидеть что-то выше своих бровей». «Лунный Ровер» отлично преодолевал неглубокие кратеры, но продольная и боковая качка были довольно сильными. Впрочем, качка была пустяком по сравнению с теми моментами, когда астронавты время от времени после подъёма внезапно въезжали в достаточно свежий и большой кратер. У Скотта часто просто не было времени, чтобы отреагировать, а удар и встряска в этих случаях были такими, что луномобиль становился похожим на необъезженную лошадь, все его четыре колеса отскакивали от грунта. Даже, если Скотт имел возможность предвидеть подобные моменты заранее, когда он резко поворачивал на любой скорости выше 5 км/ч, казалось, что задние колёса вот-вот заскользят, и «Лунный Ровер» начнёт заносить. В целом же с рулевым управлением одними задними колёсами, по словам Скотта, никаких сложностей не возникало. «Ровер» вёл себя очень послушно. Через мелкие кратеры Скотт ехал напрямую, а если какие-то препятствия нужно было объехать, сначала притормаживал. Впрочем, позже Ирвин вспоминал, что несколько раз в ходе этой первой поездки при резких поворотах вправо луномобиль сильно накренялся, на грунте оставались только правые колёса, и ему казалось, что они неминуемо перевернутся. Максимальная скорость на ровных прямых участках достигала 13 км/ч. 

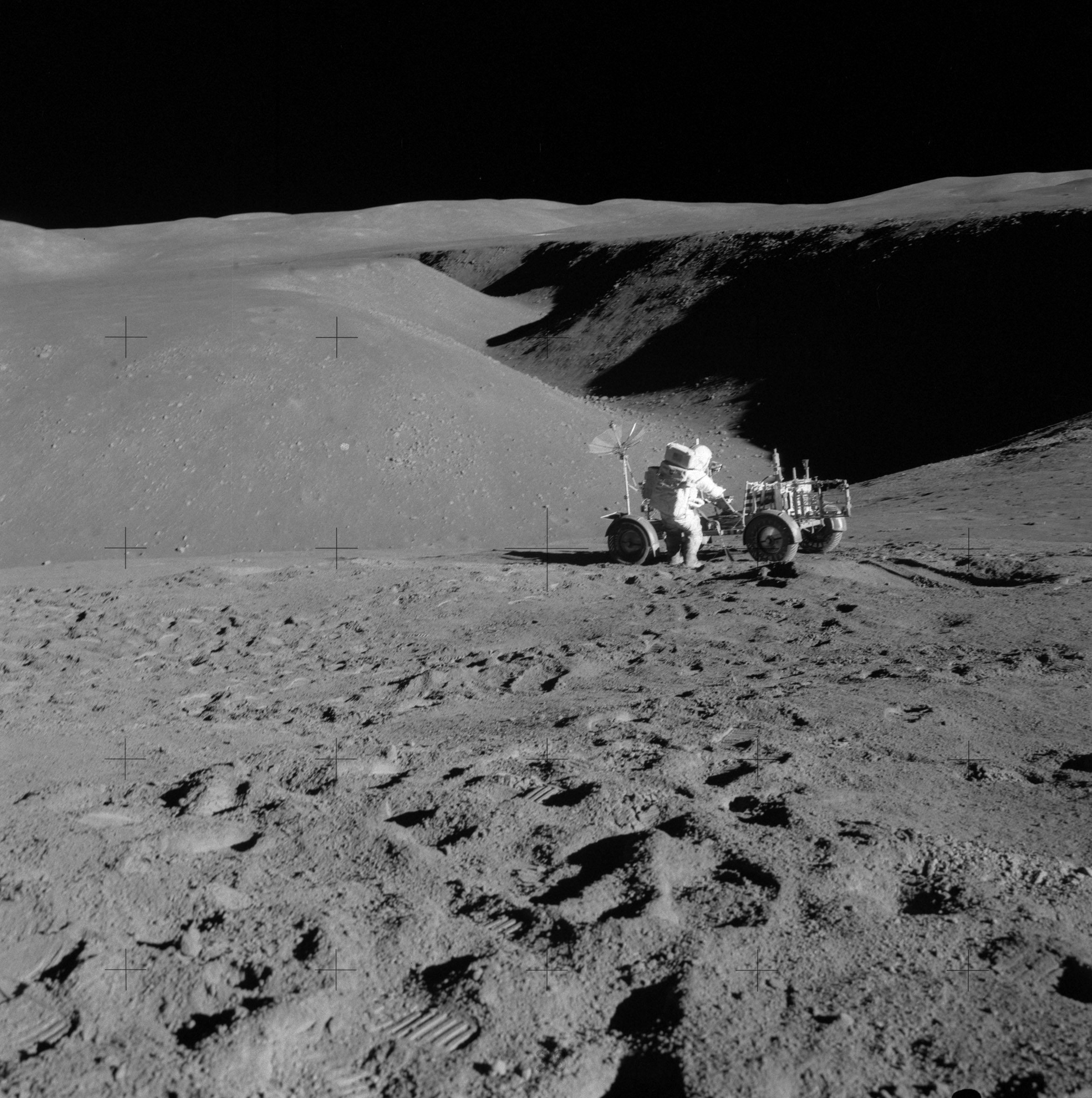
Дэвид Скотт и «Лунный Ровер» у борозды Хэдли

Скотта и Ирвина, как пилотов, очень интересовало, как в поездке себя покажет навигационная система «Лунного Ровера». Поскольку она давала астронавтам направление и расстояние до лунного модуля, первым делом необходимо было определить на карте точное место посадки. Любая неточность в определении места прилунения автоматически трансформировалась в неопределённость позиции «Ровера». Но Ирвин, выполнявший роль штурмана, никак не мог соотнести встречавшиеся им по пути кратеры с теми, что были на фотокартах. И это можно было понять. Даже если бы они точно знали место посадки, прочтение карты было затруднено, потому что: 1) вблизи было очень мало больших кратеров с какими-то отличительными чертами, 2) судить о размерах кратеров было очень сложно и 3) карты были получены на основе фотографий с относительно малым разрешением. Неудивительно, поэтому, что через тринадцать минут и почти через полтора километра после начала поездки астронавты совершенно неожиданно для них самих выехали на край борозды Хэдли. Сразу стало ясно, что на самом деле они находятся гораздо севернее, чем думали. Глядя вдоль каньона на юго-восток, Скотт и Ирвин видели то место, где он резко поворачивает на запад, и чуть поодаль разглядели свою цель — кратер Локоть (англ. Elbow Crater). Скотт сначала думал, что они слишком отклонились к западу, но теперь это уже не имело значения. Как только они достигнут Локтя, специалисты в Хьюстоне смогут рассчитать расстояние и направление от этого известного ориентира так, чтобы всё встало на свои места. Главное, что в данный момент Скотт и Ирвин видели, куда им нужно направляться, и они поехали вдоль каньона. Ещё через 13 минут они подъехали к восточной кромке кратера Локоть. Последние несколько минут перед остановкой «Ровер» ехал вверх по некрутому склону, но астронавты совершенно не почувствовали, что начали подниматься в гору. После полёта Скотт говорил: «На подъёмах казалось, что едешь по ровной, горизонтальной поверхности. Слабая лунная гравитация не отклоняла тело назад, и не было никаких вертикальных ориентиров, вроде деревьев. То, что находишься на подъёме, становилось понятным, только когда спешиваешься и встаёшь на грунт». За 26 минут астронавты проехали 4,5 км, от места остановки до лунного модуля по прямой было 3,2 км.

### Геологические изыскания
По прибытии на место Скотт, прежде всего, сориентировал антенну высокого усиления на Землю. Оператор в Хьюстоне стал показывать всё происходящее и панорамы окрестностей. «Лунный Ровер» успел покрыться тонким слоем пыли, пыль была и на объективе телекамеры. В течение первой поездки по Луне Скотт и Ирвин планировали потратить на геологические работы чуть более часа: около 15 минут в районе кратера Локоть и остальное время, взобравшись повыше, — в предгорье, недалеко от кратера Св. Георга. Когда астронавты приступили к работе у кратера Локоть, уже было понятно, насколько продуктивными обещали стать Джей-миссии. Место первой геологической остановки (англ. Station 1) было удалено от лунного модуля более, чем на три километра, и тем не менее у Скотта и Ирвина ещё было много воды для системы охлаждения, кислорода и времени для полевых исследований. Астронавты собирали образцы камней и грунта, одновременно фотографируя и описывая те детали, которые не могла передать телевизионная картинка. За исключением аварийного образца, взятого в самом начале выхода на поверхность, Скотт и Ирвин предпочитали работать в паре. Так было удобнее, а, главное, работа шла быстрее. Сначала один ставил гномон. Потом оба с разных точек фотографировали выбранный объект крупным и общим планами, с привязкой к окружающей местности. Затем Скотт открывал тефлоновый пакет, а Ирвин клал в него находку. Далее Скотт опускал пакет ниже, и Ирвин совком насыпал в него грунт, взятый с того места, где лежал образец. Хьюстону астронавты сообщали номер соответствующего пакета. И, наконец, фотографировали то же самое место уже после изъятия образца. Во время подготовки к полёту фотографированию уделялось особое внимание и много времени. Камеры крепились у астронавтов на груди, видоискателей не было. Визуально проконтролировать, что попадает в кадр, не было никакой возможности. К тому же камеры не были автоматическими. Каждый раз нужно было вручную, в перчатках скафандров, выставлять диафрагму и фокусное расстояние. У кратера Локоть работа продолжалась 10 минут. Возвращаясь к «Лунному Роверу», Скотт сказал Ирвину: «Жаль, что мы не можем просто сесть и поиграть в эти камешки. Посмотри на них! Они блестящие и искрящиеся!» Ирвин ответил: «Пойдём, Дэйв. Их ещё будет много». Скотт снова помог Ирвину пристегнуть ремень безопасности, и они поехали дальше.

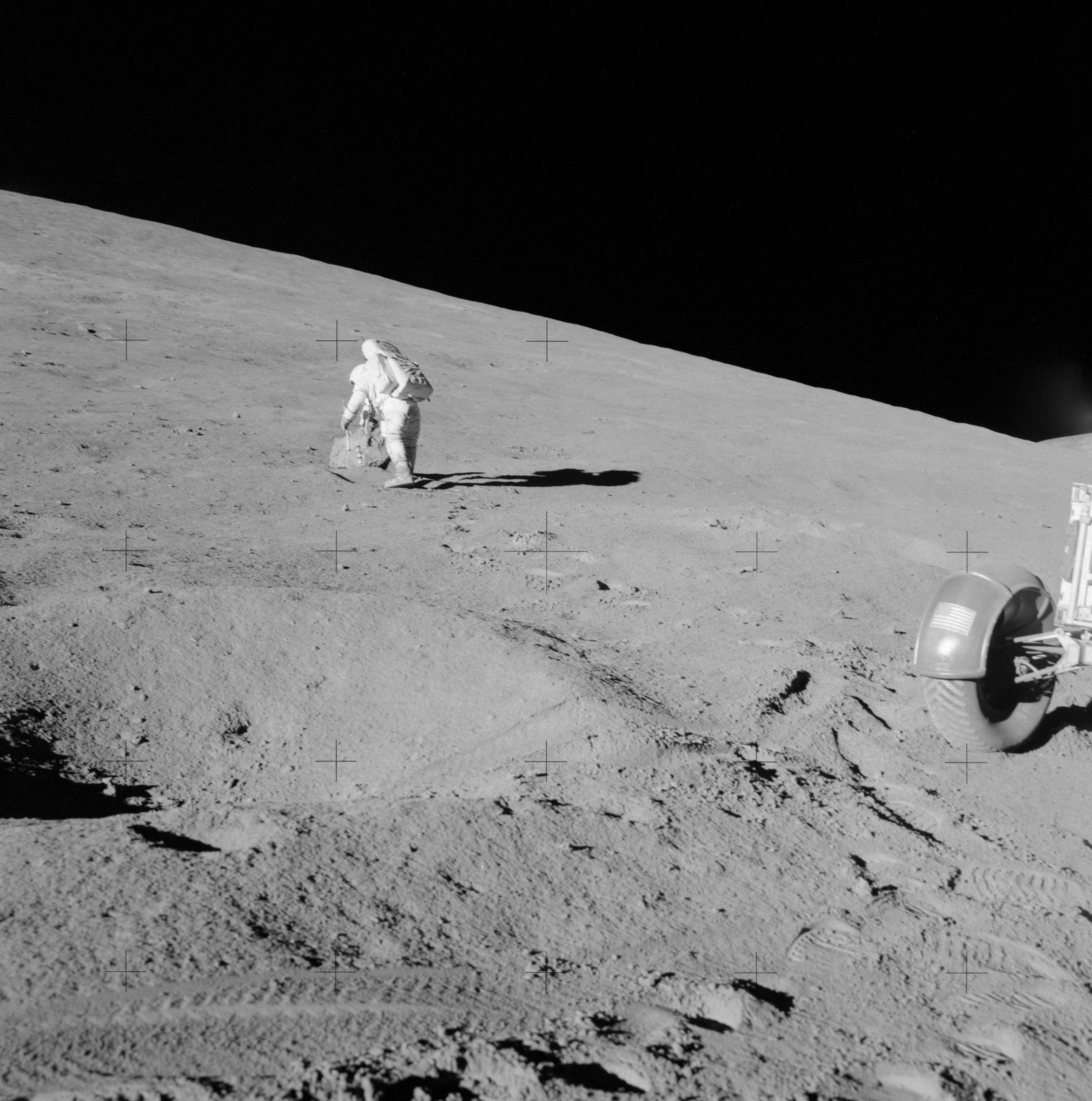
Дэвид Скотт у валуна на склоне горы Хэдли Дельта

Вскоре астронавты начали взбираться по боковому склону горы Хэдли Дельта. Теперь уже они отчётливо чувствовали, что едут вверх. Скотту и Ирвину вовсе не нужно было подниматься до самого кратера Св. Георга. Езда там из-за крутизны склона была бы очень затруднительна. Им нужно было просто найти достаточно высокое место, в котором не могли находиться породы, складывающие лунные моря. Поскольку «Ровер» ехал в гору, скорость передвижения снизилась примерно до 7 км/ч. Но, проехав всего семь минут от кратера Локоть, астронавты увидели то, что хотели, — валун около метра в диаметре, лежавший на склоне метров на пятьдесят выше уровня долины, где они совершили посадку. Других валунов поблизости не было, поэтому останавливаться нужно было здесь. К этому моменту Скотт и Ирвин проехали 5,5 км, расстояние до лунного модуля по прямой равнялось 3,9 км. Выйдя из «Лунного Ровера», Скотт первым делом обернулся назад. Поворачиваться назад в скафандрах во время езды было просто невозможно. Представшая картина поразила его своей красотой. Он призвал Ирвина тоже посмотреть и сообщил Хьюстону, что они находятся высоко на склоне горы и отсюда смотрят вниз, в долину. Затем Скотт направил антенну на Землю и доложил, что передвигаться по сыпучему грунту на склоне довольно трудно. Уклон составлял около 13°. Астронавты работали специальными граблями, совками на длинных ручках и особыми щипцами, которые были сделаны, как двойные грабли, для того, чтобы удобно было захватывать небольшие образцы породы. Они сделали 16 фотографий валуна, Скотт молотком отколол от него несколько кусков, которые они собрали, и затем астронавты даже перевернули валун и взяли образцы грунта из-под него, чтобы можно было узнать, как долго он на этом месте пролежал.

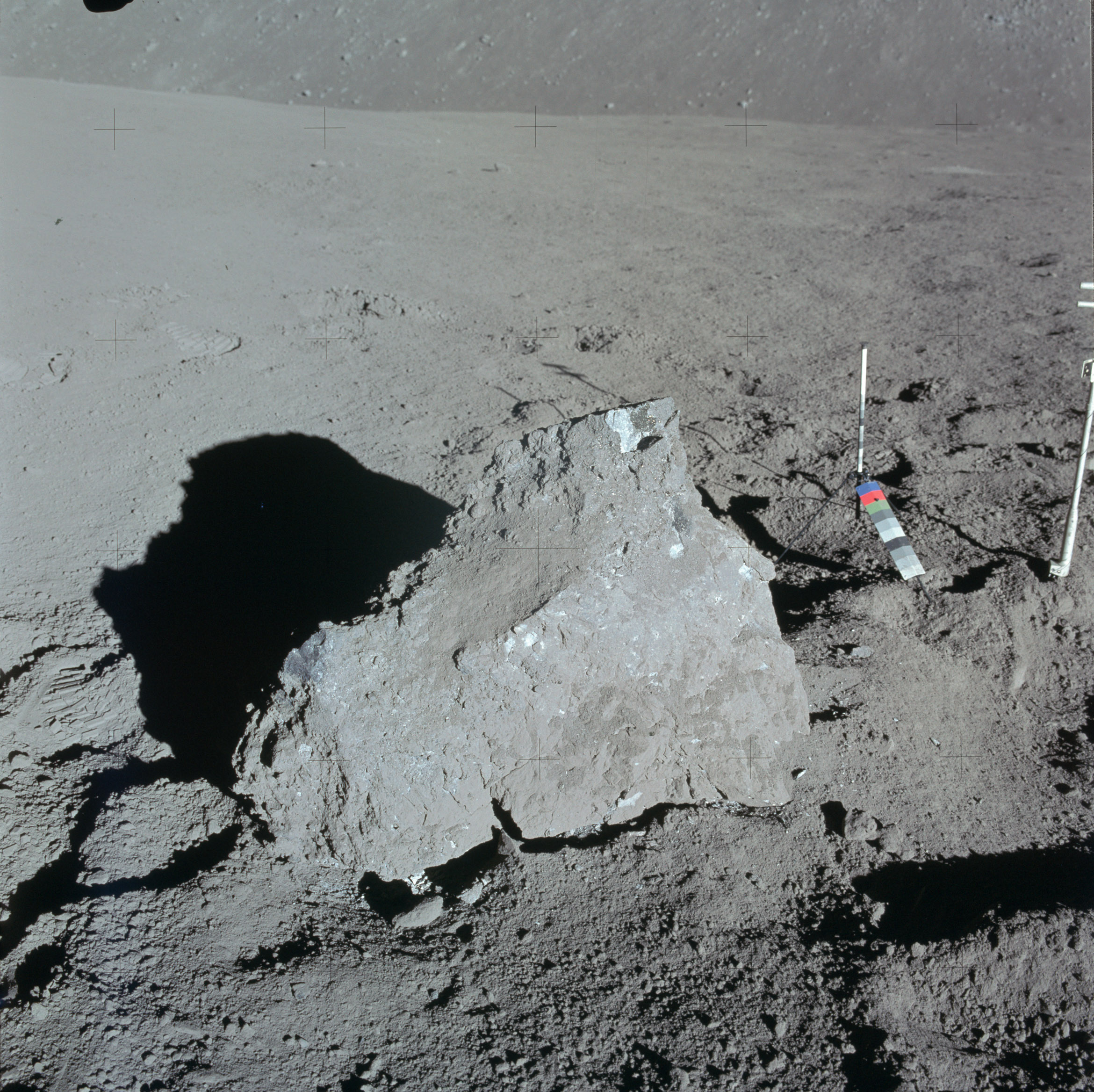
Валун у кратера Св. Георга после того, как Д. Скотт его перевернул. Вверху видна борозда Хэдли

 После этого Скотт и Ирвин сделали ещё 7 фотографий уже перевёрнутого валуна. Виды, открывавшиеся с места второй остановки (англ. Station 2) на склонах горы Хэдли Дельта, впечатляли. Благодаря телекамере, установленной на «Лунном Ровере», любоваться ими могли и зрители на Земле. В местах посадок предыдущих кораблей «Аполлон» таких красот не было. В отдалении над горизонтом доминировали холмы и гора Хэдли. Рядом извивался длинный и глубокий каньон борозда Хэдли. Поскольку в районе прилунения было ещё раннее утро и Солнце стояло не очень высоко, восточный склон каньона был в глубокой, непроглядной тени. А западный склон и местами дно каньона, напротив, были ярко освещены. Из-за относительно невысокой разрешающей способности камеры телеаудитория на Земле не могла видеть всех деталей, которые видели астронавты. Сделав короткую передышку, Скотт сообщил для зрителей на Земле, что вдали на северо-западе он видит на дне каньона очень много больших валунов, достигающих, по его мнению, 10 метров в поперечнике. Лунного модуля отсюда, с места второй остановки, видно не было. Теперь астронавтам оставалось с помощью трубки-пробоотборника взять пробу грунта. Они решили сделать это на кромке располагавшегося поблизости кратера диаметром 10 м и глубиной около 1,5 м. Нижнюю из двух секций трубки (каждая длиной около 35 см) Ирвин легко углубил в грунт руками, дальше её пришлось забивать молотком. К тому моменту, когда работа у кратера Св. Георга была завершена, Скотт и Ирвин уже находились там 50 минут. Изначально в первой поездке была запланирована ещё одна геологическая остановка, примерно в километре к востоку от этой. Но от неё пришлось отказаться. Астронавты уже отставали от графика на 43 минуты.

Возвращаться назад к лунному модулю можно было разными путями. Во-первых, можно было ехать по следам «Ровера», оставленным по пути сюда. Ещё когда астронавты только приехали к кратеру Св. Георга, оператор связи Джо Аллен спросил Дэвида Скотта, насколько отчётливо видны следы. Скотт рассмеялся и ответил, что проверил это ещё у кратера Локоть. Следы были отлично видны на девственной лунной поверхности. Это была ещё только первая поездка, других следов не было, и у астронавтов не должно было возникнуть никаких проблем с поисками лунного модуля. Но всем было интересно всё-таки испытать навигационную систему «Ровера» на полную катушку. Поэтому было решено вернуться не той же дорогой, какой они ехали сюда, а наиболее коротким путём, конечно, насколько это позволили бы естественные препятствия.

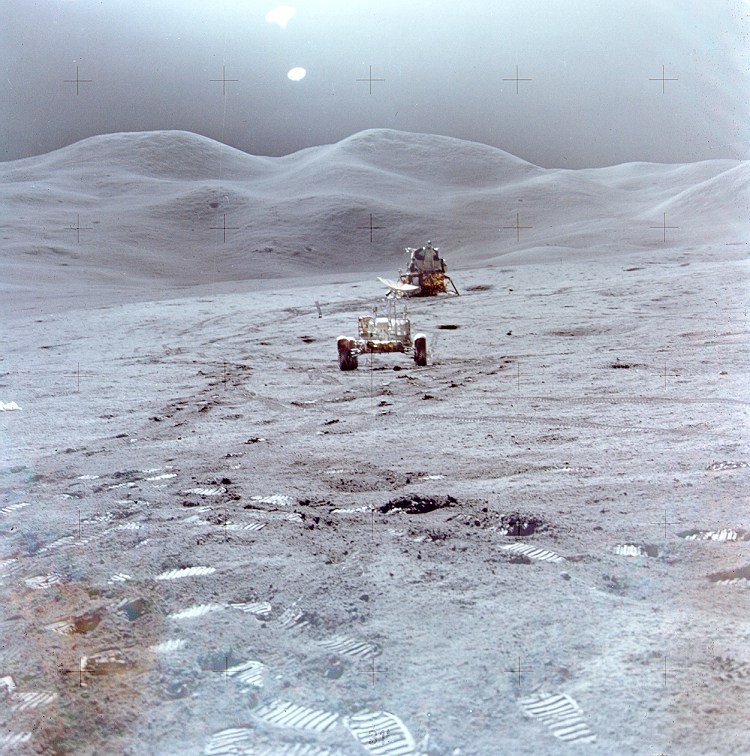
«Фалкон» и «Лунный Ровер»

 Первую часть пути астронавты ехали вниз по склону. При этом они отлично видели окрестности далеко вокруг. Скотт доложил, что видит хорошее место, где можно съехать вниз, на дно каньона, а затем выбраться и обратно. Джо Аллен из Хьюстона ответил, что делать этого ни в коем случае не следует. Тогда Скотт сказал ему: «Если кто-нибудь когда-либо вернётся сюда и захочет съехать в каньон, отправь их поговорить с нами, потому что здесь есть для этого отличное местечко». Поскольку уклон становился всё меньше, Скотт разогнался быстрее, и, когда попытался объехать очередное препятствие, «Ровер» развернуло на 180°. Он доложил об этом в Хьюстон, а Ирвин добавил, что они только что сделали первый лунный «кристи». Сомнения в безупречной работе навигационной системы «Ровера» были развеяны через семь с небольшим минут после начала обратного пути, когда Ирвин прямо по курсу увидел солнечные блики, отражавшиеся от кабины лунного модуля. Это подбадривало и внушало оптимизм. Астронавты впервые удалялись от корабля настолько, что его не было видно. Вскоре Скотт сделал несанкционированную, самовольную остановку. Он увидел интересный камень, по-видимому, кусок базальта, гораздо более тёмного цвета, чем окружающий грунт, и решил его непременно подобрать. Больше таких камней поблизости видно не было. Разрешения Хьюстона Скотт решил не запрашивать, потому что был уверен, что ему ответят отказом. Он сообщил, что останавливается, чтобы поправить ремни безопасности. Ирвин молниеносно, безо всяких слов, понял своего командира и прикрыл его, начав подробно описывать Хьюстону, какие интересные кратеры он видит вокруг. Скотт подобрал камень, сделав перед этим 9 его фотографий, и положил его в набедренный карман скафандра. На это ушло около 1 минуты 40 секунд. По возвращении астронавтов на Землю камень стал известен как «Базальт ремней безопасности» (англ. The Seatbelt Basalt). Уже подъезжая к «Фалкону», Скотт и Ирвин сообщили Хьюстону, что лунный грунт непосредственно вокруг лунного модуля — заметно светлее, чем поодаль, а их следы на нём, наоборот, тёмные. Как объяснил позже астронавт «Аполлона-17» Харрисон Шмитт, профессиональный геолог, это произошло потому, что реактивная струя при посадке «выдула» наиболее мелкие частицы грунта, а крупные лучше отражают солнечный свет. Следы же выглядят темнее на этом фоне, потому что в какой-то мере возвращают лунной поверхности её первоначальную отражательную способность. Подъехав к лунному модулю, Скотт припарковал «Ровер» у грузового отсека, в котором находился комплект научных приборов ALSEP. Первая поездка продолжалась 2 часа 15 минут, Скотт и Ирвин за это время покрыли расстояние в 10 километров 300 метров. Они собрали 14,5 кг образцов лунного грунта.

### Установка ALSEP и проблемы с бурением
Скотт и Ирвин вернулись к лунному модулю через 4 часа 20 минут после начала первого выхода на поверхность и планировали посвятить остаток времени установке комплекта научных приборов ALSEP (англ. Apollo Lunar Surface Experiments Package) и бурению глубоких отверстий в грунте. Оба испытывали сильную жажду и голод. Скотт через трубочку сделал несколько глотков из контейнера с водой, который крепился к внутренней стороне шейного кольца скафандра, и съел половину «фруктовой палочки» (англ. fruit stick). Этот питательный шоколадно-фруктовый батончик длиной около 15 см находился в кармашке тоже на шейном кольце, и до него легко можно было дотянуться губами. У Ирвина с водой ничего не получилось, он без проблем доставал до трубочки, но вода не поступала через клапан. Зато с «фруктовой палочкой» всё было в порядке, и он съел её целиком. К моменту возвращения к лунному модулю астронавты отставали от графика примерно на 30 минут.

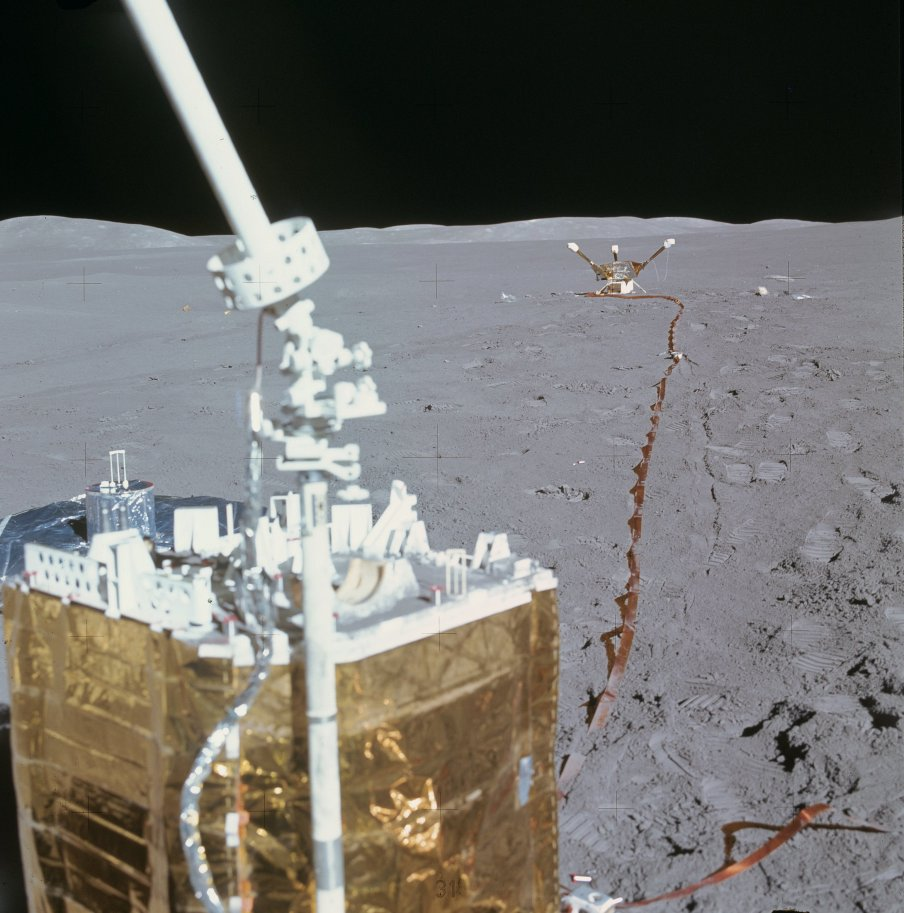
Центральная станция комплекта научных приборов ALSEP на переднем плане и магнитометр — на заднем

 Комплект научных приборов ALSEP, чтобы его не засыпало лунной пылью во время взлёта, нужно было установить не менее, чем в 100 метрах к западу от «Фалкона». Полётным планом предусматривалось, что вскоре после старта с Луны взлётная ступень лунного модуля, чтобы догнать на орбите командный модуль, должна была чуть наклониться в западном направлении, а сопло двигателя, соответственно, повернуться в восточном. Разгрузка приборов прошла довольно быстро. На Луну комплект перевозился двумя пакетами. В одном — центральная станция (англ. Central Station), собирающая и передающая информацию на Землю, c частью научных приборов. В другом — радиоизотопный термоэлектрогенератор и остальные приборы. Для удобства переноски они соединялись между собой специальной перекладиной, которая после размещения ALSEP использовалась, как передающая антенна. Ирвин должен был пешком отнести комплект на место, неся его наподобие штанги. Скотт, сев на «Лунный Ровер», должен был в это время найти подходящее ровное место и отвезти к нему лазерный отражатель и буровую установку. В общей сложности, на первую внекорабельную деятельность, по первоначальному плану, отводилось семь часов. Однако, по неизвестным причинам, Скотт потреблял кислород быстрее, чем ожидалось. К этому моменту запасы кислорода у Ирвина составляли 45 %, а у Скотта — 40 %. Хьюстон предложил ему делать как можно меньше ненужных движений. На это Скотт возразил, что в оставшееся время он должен пробурить три глубоких отверстия: два для эксперимента по изучению тепловых потоков и одно, чтобы взять пробу грунта, и меньше двигаться при этом будет очень затруднительно. Решили, что Хьюстон просто внимательнее последит за остатками кислорода. Скотт ехал очень медленно, боясь, что лазерный отражатель упадёт с «Ровера» и испачкается лунной пылью, хотя он положил его на сидение Ирвина и даже пристегнул ремнями. Хорошее место для размещения ALSEP нашлось в 125 метрах к западу от лунного модуля. Ирвин прибыл туда почти сразу за Скоттом, пройдя это расстояние за 3 минуты 9 секунд. Сначала он попробовал нести комплект научных приборов, как штангу, держа перекладину опущенными вниз руками, как это делали экипажи предыдущих «Аполлонов». Но понял, что таким образом быстро устанет, и положил перекладину на руки, согнутые в локтях, кулаками кверху. Когда Ирвин дошёл до места, частота пульса у него была 165 ударов в минуту, у Скотта в этот момент пульс был 90.

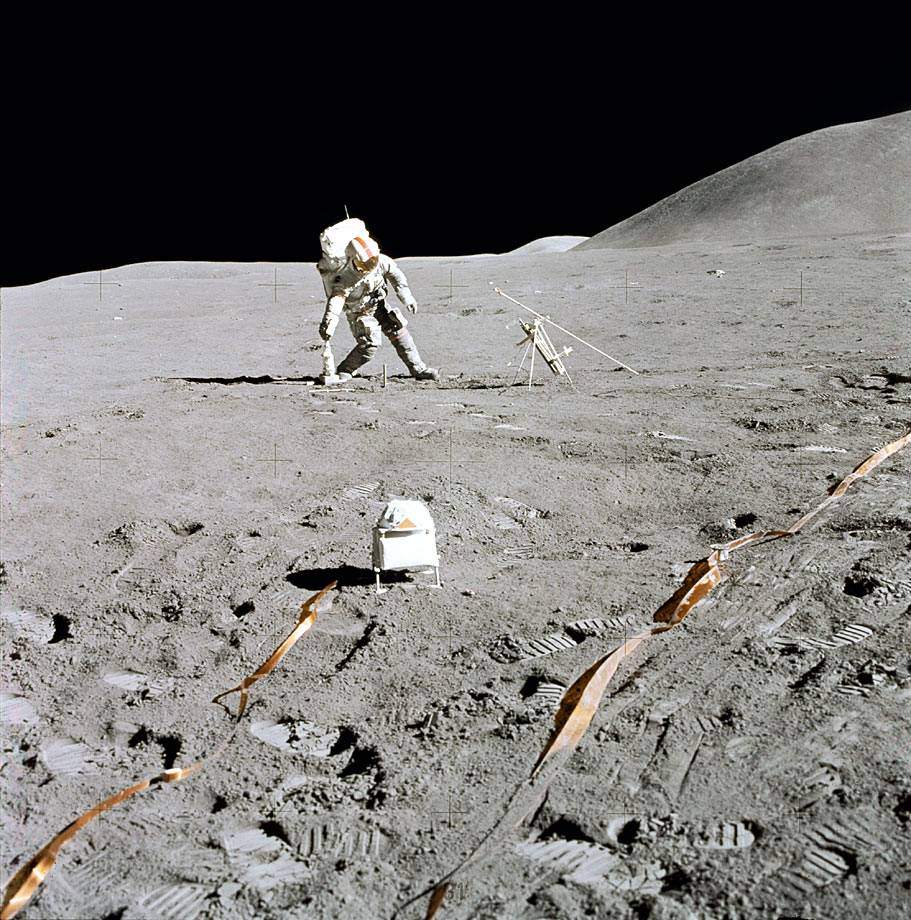
Дэвид Скотт бурит отверстия в лунном грунте

Комплект ALSEP «Аполлона-15» включал в себя семь приборов:
1. пассивный сейсмометр (англ. Passive Seismic Experiment);
2. магнитометр (англ. Lunar Surface Magnetometer Experiment;
3. спектрометр солнечного ветра (англ. Solar Wind Spectrometer Experiment);
4. детектор горячих ионов (англ. Suprathermal Ion Detector Experiment);
5. прибор для изучения тепловых потоков в лунном грунте (англ. Heat Flow Experiment);
6. холодно-катодный измеритель (англ. Cold Cathode Gauge) для измерения сверхмалого атмосферного давления;
7. детектор лунной пыли (англ. Lunar Dust Detector Experiment)[21].

Скотт разместил прибор для изучения тепловых потоков, а Ирвин — центральную станцию, радиоизотопный термоэлектрогенератор и остальные приборы. Пока он этим занимался, Скотт приступил к бурению. Он соединял свёрла, каждое длиной по 53 см, по два, затем подсоединял очередную пару. Если бы всё шло нормально, он управился бы примерно за полчаса. Но проблемы начались почти сразу. За 10 секунд Скотт легко углубился на глубину одного сверла, примерно на полметра, после чего был вынужден доложить, что грунт становится всё твёрже. Примерно через 4 минуты после начала бурения ему удалось углубиться на 162 сантиметра, но дальше бур не двигался совсем, как будто упёрся в скальные породы. Из необходимых 294 см было пройдено чуть больше половины (для сравнения — в следующей экспедиции пилот лунного модуля «Аполлона-16» Чарльз Дьюк пробурил первое отверстие для эксперимента по изучению тепловых потоков почти на полную глубину в 2,5 метра ровно за минуту, а командир «Аполлона-17» Юджин Сернан сделал то же самое чуть меньше, чем за три минуты. Но всё это стало возможным именно благодаря тем разочарованиям и мучениям, которые испытал Дэвид Скотт).

Специалисты в Хьюстоне решили, что глубина более или менее достаточная, и предложили Скотту погрузить зонд в отверстие и переходить к бурению следующего. Но он не смог вытащить бур, его как будто намертво заклинило в грунте. По совету Хьюстона, Скотт извлёк бур с помощью специального ключа, предназначенного для развинчивания секций глубокой пробы грунта. Почти через 21 минуту после начала бурения первый зонд был погружён в отверстие, он опустился на глубину 152 см. Со вторым отверстием история повторилась. Первая секция сверла вошла в грунт на полную глубину за 13 секунд, вторая — за 28 секунд. Но дальше, несмотря на все усилия, прогресса не было. Как выяснилось позже, уже на Земле, виной всему была неудачная конструкция бура. Между тем, прошло уже почти шесть часов после выхода на поверхность, кислорода у Скотта оставалось всего на полчаса.

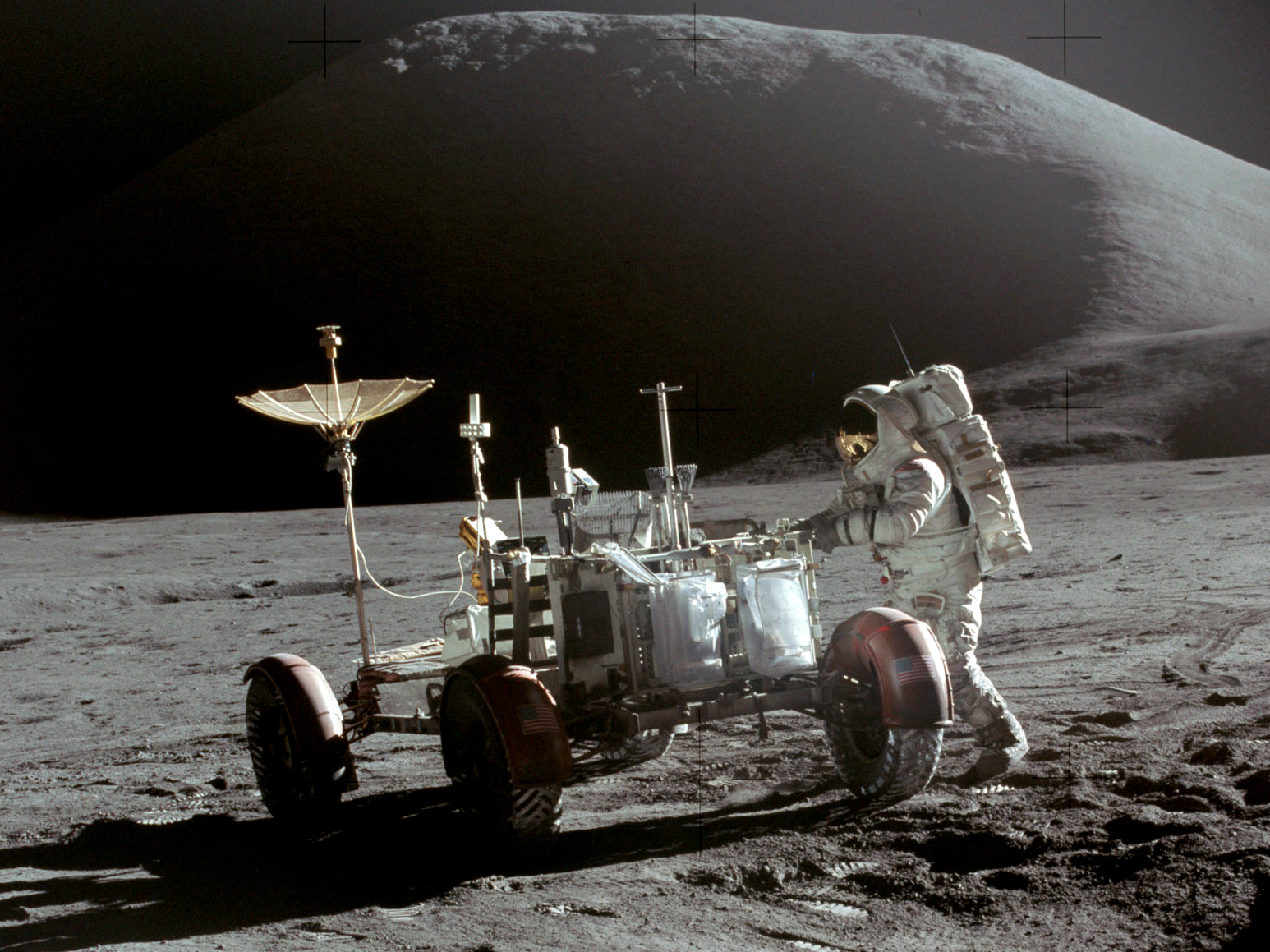
Джеймс Ирвин у «Лунного Ровера». Фото сделано Дэвидом Скоттом в самом конце первого выхода на поверхность. На заднем плане — гора Хэдли

 В Хьюстоне решили, что бурение лучше завершить в следующий раз, по окончании второй поездки. А пока Скотта попросили помочь Ирвину и установить лазерный отражатель (англ. Laser Ranging Retro-Reflector). Он отнёс его подальше, примерно на 30 метров от «Лунного Ровера», чтобы не испачкать пылью, установил, а после этого ещё и сфотографировал все установленные приборы. Скотту хотелось использовать драгоценное время как можно с большей пользой, и он предложил Хьюстону на обратном пути не пристёгиваться ремнями безопасности, тем более, что было недалеко, да и он обещал ехать очень аккуратно. Это сэкономило несколько минут. Вернувшись к лунному модулю, астронавты загрузили собранные образцы породы и кассеты с отснятой фотоплёнкой в контейнеры и, насколько это было возможно, щёткой почистили друг друга от лунной пыли. Ирвин поднялся в «Фалкон», частота пульса у него в этот момент была более 160 ударов в минуту. Хьюстон попросил Скотта установить экран, улавливающий частицы солнечного ветра. Это должен был сделать на следующий день не он, а Ирвин. Поэтому получилось так, что Ирвин изнутри лунного модуля, глядя через иллюминатор, подсказывал Скотту последовательность действий, а командир следовал этим инструкциям. Установив экран в 15 метрах от «Фалкона», Скотт, несмотря на просьбу Хьюстона вернуться в лунный модуль, подобрал кусок брекчии, покрытый плёнкой стекла. После полёта он рассказывал, что они с Ирвином видели два таких обломка породы из своих иллюминаторов сразу после посадки. Находку Скотт подобрал в 60—70 метрах от лунного модуля. Она выглядела как один большой кусок чёрного стекла с грубой поверхностью, размером 25 x 16 см. Этот образец весом 4,7 кг стал третьим по величине из собранных в этой экспедиции. Через 11 минут после Ирвина Скотт тоже поднялся в «Фалкон». У него оставалось 10 % кислорода. Астронавты закрыли люк и наддули кабину. В общей сложности, их первый выход на лунную поверхность продолжался 6 часов 32 минуты 42 секунды.

### После прогулки
После наддува кабины Ирвин попросил Скотта помочь снять его перчатки, сказав, что очень болят пальцы. То же самое было и у Скотта из-за того, что руки в перчатках во время работы приходилось постоянно сжимать, сопротивляясь внутреннему давлению в скафандрах (Харрисон Шмитт, пилот лунного модуля «Аполлона-17», позже сравнивал это с постоянным сжатием в руках теннисных мячей в течение нескольких часов подряд). Ситуация осложнялась тем, что руки в перчатках потели настолько, что кожа пальцев начала отслаиваться от ногтей. (Ирвин после этого постриг ногти совсем коротко. Скотт не стал этого делать, и синяки у него под ногтями оставались в течение некоторого времени даже после возвращения на Землю). Когда астронавты сняли перчатки, из них полился пот. Ирвин позже предполагал, что, возможно, они выбрали недостаточный режим охлаждения скафандров. И Скотт, и Ирвин потеряли много жидкости во время работы. А Ирвин к тому же за всё время пребывания за пределами корабля не смог сделать ни одного глотка воды. «Мы поглощали воду в невообразимых количествах в тот вечер, — вспоминал позже Джеймс Ирвин, — я не пил семь часов, но при этом потел, как бегун».
Когда астронавты сняли шлемы, они почувствовали резкий запах лунной пыли. По словам Скотта, он был похож на запах пороха, но об этом он сказал только Ирвину, и то шёпотом, чтобы не напугать Хьюстон. Тут же астронавты увидели воду на полу, она вытекала из двух небольших трещинок, образовавшихся в пластиковом соединении, с помощью которого к водяному шлангу крепился пластмассовый антибактериальный фильтр. Скорее всего, они повредили соединение фильтра, когда поворачивались в тесной кабине «Фалкона» в скафандрах. Воды, на вид, было немного, но было совершенно непонятно, как долго она уже течёт и сколько её могло вытечь. Астронавты отсоединили фильтр, и течь прекратилась. Теперь нужно было подумать, как спасаться от лунной пыли. Несмотря на все усилия по очистке, нижняя часть скафандров, от бедра и ниже, была очень грязной. Ещё до полёта астронавты планировали, что будут обеими ногами сначала залезать в мешки, предназначенные для мусора, и только после этого снимать скафандры. Так они и сделали. Большая часть пыли, благодаря этому, оставалась в мешках. А снимать и надевать скафандры, нижняя часть которых находилась в мешках, было совсем несложно. Дальше Скотт и Ирвин заправили кислородом ранцы портативной системы жизнеобеспечения. Скотт сообщил Хьюстону, что его ранец заправлен на 93 %, а ранец Ирвина — на 95 %. Затем они поменяли в ранцах аккумуляторы и кассеты с гидроксидом лития. Примерно через 1 час 41 минуту после наддува кабины Скотт доложил Хьюстону об утечке воды. Он сказал, что они не знают, когда она началась, и ограничилось ли дело только той маленькой лужицей, которую они видят. Скотт спросил, не заметили ли на Земле значительного сокращения запасов воды. Через минуту Джо Аллен ответил, что в Хьюстоне вообще нет никаких данных об утечке и что лужица — это, видимо, всё, что вытекло.
Вскоре Скотт и Ирвин получили возможность поговорить с Альфредом Уорденом на орбите. Скотт спросил, не видел ли он их следов. Уорден ответил, что смотрел через телескоп, но следов не разглядел. И буквально через минуту, уже пролетая прямо над местом посадки, Уорден сказал, что, кажется, видит, но не следы «Ровера», а округлое пятно, цвет которого немного отличается от цвета окружающей лунной поверхности. Сняв скафандры и немного прибравшись в кабине, астронавты принялись за ужин, сообщив в Хьюстон, что они готовы отвечать на вопросы специалистов. Вопросы передавались им через Джо Аллена. Они касались различных тонкостей установки научных приборов ALSEP, езды на «Лунном Ровере» и геологических аспектов 1-й ВКД. Джо Аллен сообщил, что приборы ALSEP передают такое количество ценной информации, что на Земле её едва успевают обрабатывать. Отвечая на вопрос, какие геологические породы преобладают в месте посадки, Скотт сказал, что образцы очень разнообразны, и поведал детали обнаружения «Базальта ремней безопасности» и обломка чёрного стекла. Аллен проинформировал астронавтов, что вторая поездка на следующий день будет продолжаться тоже около 6 с половиной часов и покроет чуть меньшее расстояние, чем планировалось ранее, но, в целом, пройдёт по плану. Скотт затронул проблему потребления кислорода во время прогулки. Аллен заверил его, что дело не в утечке. Просто он «сжигает» кислород в бо́льших объёмах, чем ожидалось, и во время работы, и во время езды на «Ровере». «Хорошо, — сказал Скотт, — завтра я буду дышать поменьше».
Через 1 час 4 минуты после того, как Аллен попрощался с астронавтами, на связь с ними вышел сменивший его Роберт Паркер. Он сообщил, что запасы воды в баках лунного модуля за последние полчаса уменьшились примерно на 11 литров. Скотт ответил, что в этот период они с Ирвином как раз заправляли ранцы портативной системы жизнеобеспечения водой, но до этого у них была протечка фильтра, о которой он сообщал Хьюстону. Ещё примерно через 20 минут Паркер подтвердил объём потерянной воды, добавив, что ситуация представляется стабильной, и до утра он будить астронавтов не будет. Скотт на это сказал, что лучше разбудить, если будет нужно, и спросил, как сейчас выглядят запасы воды. Паркер ответил, что уровень немного приблизился к «красной черте», но пока её не достиг (в баках лунного модуля в самом начале миссии было 225 литров воды. Расход был запланирован на уровне 177 литров. Резерв составлял 48 литров. Объём вытекшей воды равнялся почти 25 % резерва). На этом Паркер пожелал астронавтам спокойной ночи.

## Второй день на Луне

### Поездка к горе Хэдли Дельта

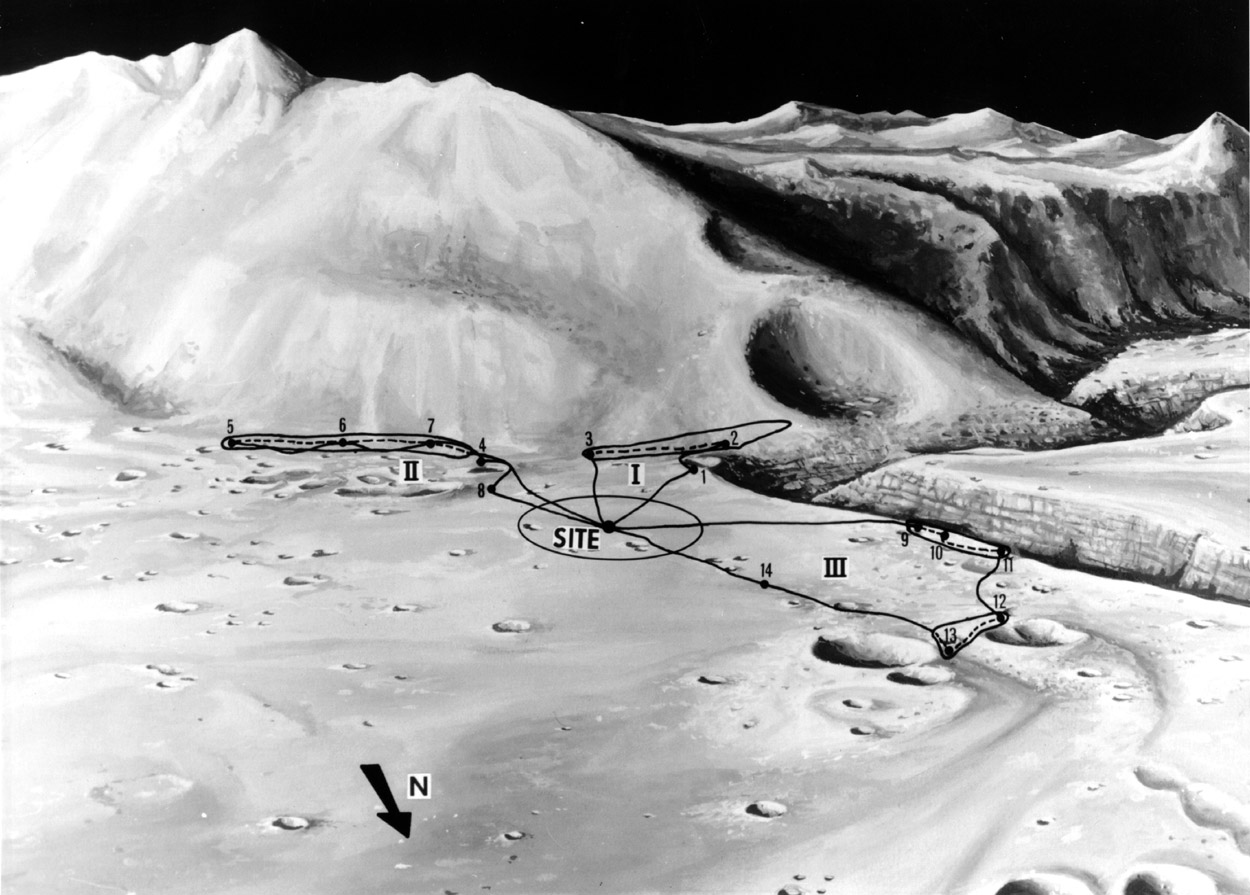
Маршруты поездок, запланированные до полёта «Аполлона-15»

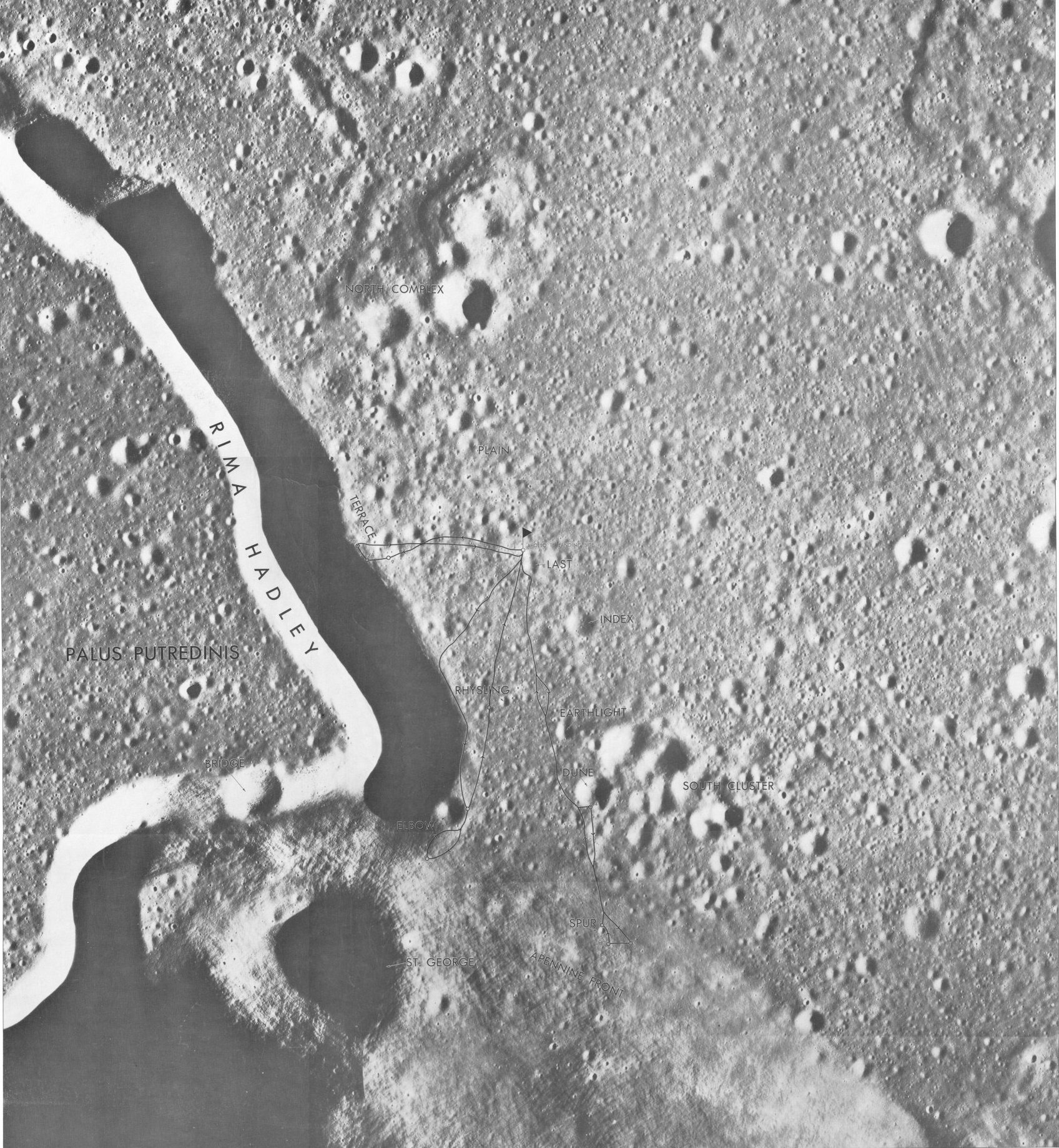
Маршруты реальных поездок Д. Скотта и Дж. Ирвина

Через 7 часов 7 минут очередной оператор связи разбудил астронавтов и настойчиво попросил найти разлившуюся воду, подсказав, что искать её, возможно, следует за обшивкой двигателя взлётной ступени, куда она могла затечь из-за сильного наклона «Фалкона». Когда Скотт доложил, что лужа найдена, Хьюстон ответил, что вычерпать её можно пустыми контейнерами из-под пищи, собрав в контейнер от кассет с гидроксидом лития. Остатки воды следовало собрать полотенцами. Скотт и Ирвин так и сделали, полностью вычерпав и осушив всю лужу. Водой были под завязку заполнены два контейнера из-под кассет с гидроксидом лития, ещё примерно с полконтейнера вошло в мешок для хранения гермошлемов. От половины одного из контейнеров Скотту предложили освободиться, слив её в систему сброса мочи за борт. А два полных контейнера следовало закрыть крышками и заклеить их клейкой лентой, но не слишком плотно, а так, чтобы воздух мог постепенно из них выйти во время разгерметизации. Уже когда Скотт и Ирвин надевали скафандры, Хьюстон попросил их перезаправить водой ранец Ирвина. Телеметрия показывала наличие в системе пузырьков воздуха. Накануне Ирвин, чтобы сэкономить время, заправлял ранец одновременно кислородом и водой, наклонив его примерно на 30°. А ранец, как подсказали специалисты с Земли, при заправке водой должен находиться в вертикальном положении. Из-за этой задержки и сбора разлившейся воды астронавты уже отставали от графика примерно на 1 час. Затем с помощью клейкой ленты Скотт починил антенну на ранце Ирвина, которую тот сломал накануне, забираясь после прогулки в корабль. Отломившуюся часть антенны Скотт приклеил к основанию не в вертикальном положении, а в горизонтальном, закрепив её на верхней поверхности ранца. Качество связи было вполне нормальным.
Через 4 часа 21 минуту после пробуждения Скотт выбрался из кабины лунного модуля на лестницу и выбросил на поверхность контейнеры с водой. Затем он достал из грузового отсека и передал Ирвину наверх очередной поддон с запасами пищи на следующий, последний день на Луне, новыми аккумуляторами и кассетами с гидроксидом лития для ранцев. Примерно через 10 минут после Скотта на лунную поверхность спустился и Ирвин, оба выбрались из «Фалкона» на этот раз гораздо проворнее, чем в первый. Перед началом второй поездки Хьюстон попросил Скотта сначала несколько раз переключить выключатель переднего рулевого электродвигателя, а затем в обычном порядке включить электропитание «Лунного Ровера». После этого нужно было выключить переднее рулевое управление и снова включить. Когда всё это было проделано, передний рулевой электродвигатель заработал, как ни в чём ни бывало. Скотт даже пошутил, что ночью на Луну, должно быть, прилетали парни из «Боинга» и Космического центра Маршалла, чтобы починить своё детище.
Через 5 часов 8 минут после подъёма и почти через час после разгерметизации кабины астронавты тронулись в путь. Некоторое время у Скотта ушло на то, чтобы приспособиться к новым условиям вождения. Сначала он ехал с включённым рулевым управлением обеих пар колёс. Но через 2 минуты остановился и переключился только на переднее рулевое управление. Командиру показалось, что так луномобиль более послушен, особенно при движении вниз по склонам. Но ещё через 4 минуты Скотт снова остановился и включил заднее рулевое. Полноприводная езда была оптимальной, с чем согласились и в Хьюстоне.
Во второй поездке перед астронавтами стояла задача добраться до фронта Апеннин, подняться немного в гору и сделать там по возможности три геологические остановки. Сначала Скотт и Ирвин ехали строго на юг к россыпи кратеров средних размеров у отрогов горы Хэдли Дельта. Геологи считали, что там могут обнаружиться образцы обломков древней лунной коры, выброшенные когда-то в результате ударов метеоритов. Наиболее интересными представлялись кратер Шпора (англ. Spur Crater), довольно свежее образование сорока метров в диаметре, и большой валун, лежавший на склоне чуть выше Шпоры. Через 26 с половиной минут после начала поездки Скотт решил остановиться, чтобы немного передохнуть, о чём было доложено Хьюстону. Командир немного устал от езды по пересечённой местности, которая требовала предельной концентрации и внимания. Он попил воды и съел часть «фруктовой палочки». У Ирвина клапан трубочки контейнера с питьевой водой по-прежнему не работал. Он сделал несколько фотографий горы Хэдли Дельта для панорамы. После 2-минутного отдыха астронавты снова поехали. Вскоре начался подъём, скорость снизилась с 10 до 8 км/ч. Скотт и Ирвин доехали почти до кратера Шпора и повернули на восток, вдоль фронта Апеннин. К Шпоре они решили заехать позже, на обратном пути, как и к большому валуну, который они приметили на склоне чуть выше. Вскоре астронавты остановились у небольшого свежего кратера. От «Фалкона» до этой остановки (англ. Station 6) они ехали 42 минуты, за это время было покрыто расстояние 6,5 км, по прямой до лунного модуля было 5 км.

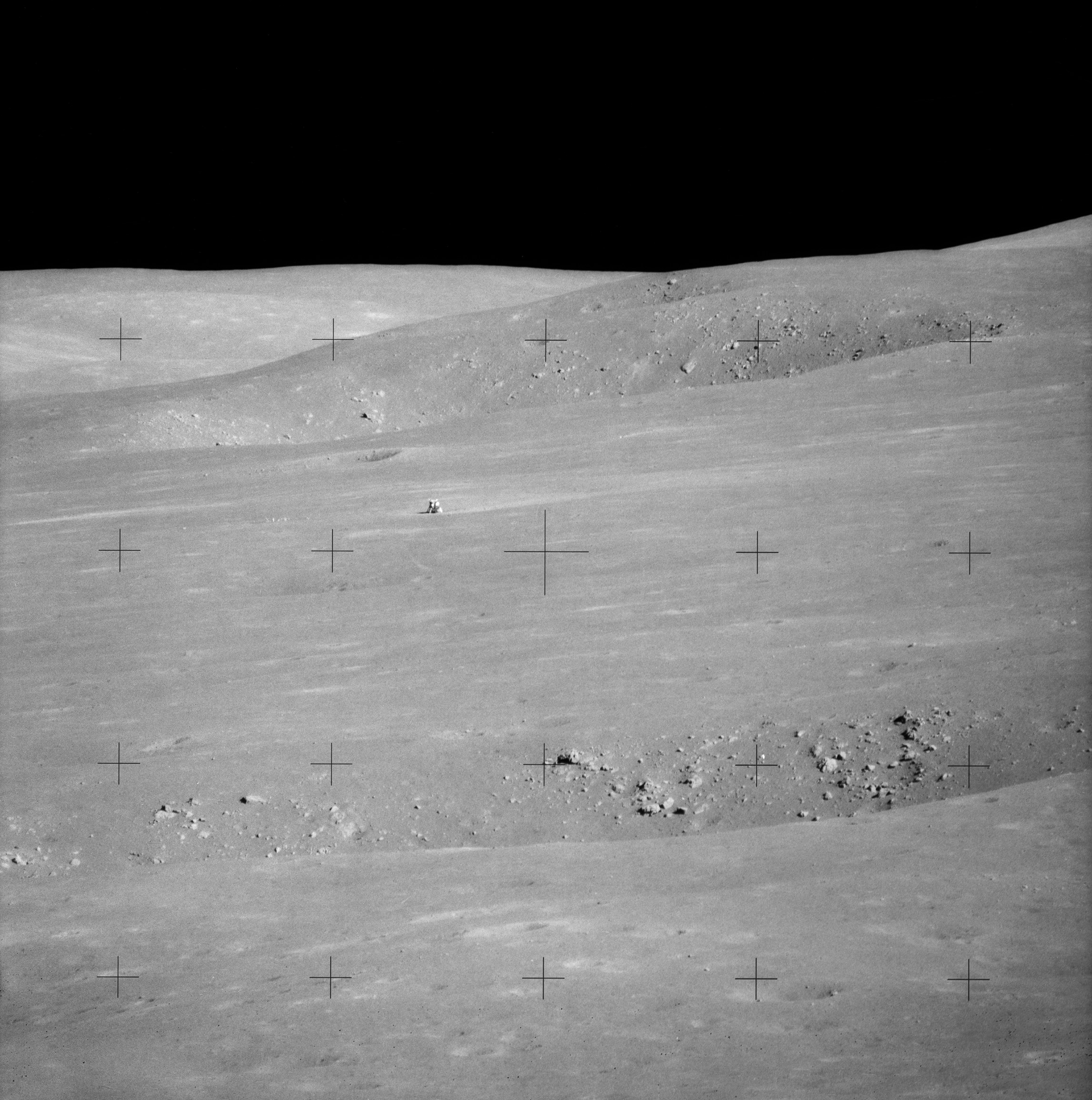
Любимое фото Дэвида Скотта, сделанное им со Station 6 камерой с 500-мм объективом. Лунный модуль вдали, слева от него видны научные приборы ALSEP. На заднем плане — кратер Плутон, на переднем — кратер Дюна

Выйдя из «Лунного Ровера», астронавты обнаружили, что находятся на склоне крутизной от 8° до 10°. Некоторое время Скотт вслух восхищался способностями «Ровера», который без труда забрался на такую высоту. Это место было почти на 100 метров выше равнины, на которой стоял лунный модуль. Сам «Фалкон» был отлично виден внизу вдали, и Скотт пообещал, что через минуту зрители на Земле увидят потрясающую картинку. Сначала астронавты немного поднялись от «Ровера» вверх по склону к небольшому кратеру, сфотографировали его и совком взяли несколько проб грунта со спёкшимся стеклом из центра кратера и из его кромки. К работе на склоне горы пришлось приспосабливаться. Подолгу стоять боком к склону с чуть согнутой в колене верхней ногой в скафандрах не получалось. Поэтому большую часть времени астронавты стояли лицом к горе, наклоняясь в её сторону. Немного спасало то, что грунт на склоне был мягким, мунбутсы в нём слегка утопали, и это давало дополнительную опору. Вдобавок время от времени Скотт и Ирвин использовали маленькие кратеры, как ступеньки, на которых было удобно стоять. Собрав поблизости несколько образцов породы, астронавты спустились на 25 метров ниже «Ровера», к небольшому 10-метровому кратеру. Здесь они собрали большое количество камней, сделали много фотографий собранных образцов, горы Хэдли Дельта и лунного модуля вдали. Один крупный камень, который не влезал в тефлоновый пакет, Скотт расколол одним ударом молотка на несколько кусков. Для определения свойств грунта Ирвин, по просьбе Хьюстона, на кромке кратера прокопал совком небольшую канавку. Грунт был не очень рассыпчатым, похожим на графитовый порошок, стенки канавки хорошо держались. Чтобы сфотографировать результат, Скотт встал на внутреннюю стену кратера, крутизна которой была вдвое больше крутизны склона горы. Сделав два снимка, он попытался выйти из кратера, но потерял равновесие и упал на руки и колени. На этот раз Ирвин протянул руку, чтобы помочь своему командиру встать на ноги. Затем астронавты ещё немного углубили канавку и взяли два совка грунта с её дна. После этого они спустились к противоположной, нижней стенке кратера, и Ирвин взял пробу грунта с помощью трубки-пробоотборника. Он легко смог заглубить одну секцию трубки руками, настолько мягким был грунт. Единственную сложность представило возвращение к «Роверу» вверх по склону. Астронавты немного запыхались. Скотт сказал, что карабкаться сюда от подножия горы было бы очень тяжело, а Ирвин предложил впредь оставлять луномобиль ниже места работы. Когда они поднялись к «Лунному Роверу», у Ирвина пульс был 130 ударов в минуту, у Скотта — 96. Здесь Хьюстон попросил астронавтов набрать совком побольше грунта. Они загрузили в пакет чуть больше 1 кг. Скотт сделал серию снимков с помощью фотокамеры с 500-миллиметровым объективом, а Ирвин на «Ровере» щёткой почистил от пыли лунный передатчик информации, телекамеру и её объектив, после чего картинка, принимаемая на Земле, стала значительно лучше. В месте первой остановки астронавты поработали 1 час 4 минуты, после чего Хьюстон попросил их поехать обратно, на запад, к валуну, который они видели по пути сюда. До него они добрались всего за 3 минуты. Склон здесь оказался гораздо круче, около 15°, и астронавты решили поставить луномобиль чуть выше валуна. Даже Ирвин согласился, что к этому месту его недавнее предложение не подходит. Хотя скала метр в высоту, метр в ширину и три метра в длину была частично засыпана грунтом и совершенно очевидно пролежала на своём месте уже не один миллион лет, нетрудно было представить, как она скользит или катится вниз. На месте этой остановки (англ. Station 6a) навигационные приборы «Лунного Ровера» показывали, что от начала поездки пройдено 6,9 км, до «Фалкона» по прямой было 5 км. Астронавтам было сложно вылезти из луномобиля. Кроме того, «Ровер» стоял так, что сориентировать телевизионную антенну на Землю было крайне затруднительно, поэтому телекамеру здесь решили не включать. В Хьюстоне даже засомневались, сможет ли экипаж вернуться от валуна к своему средству передвижения. Но Скотт, сказав, что до валуна недалеко, решил попробовать дойти до него. Он передвигался с трудом, грунт под его ногами осыпался вниз по склону. На полпути он остановился и вернулся назад, чтобы подъехать к валуну на «Ровере». Ирвину было проще спуститься к новому месту парковки пешком. Чтобы сесть в луномобиль в жестком скафандре, нужно было встать сбоку от «Ровера» и запрыгивать на сидение боком. На крутом склоне проделать это было нелегко, тем более что «Ровер» стоял правым бортом вниз по склону, а его сидение находилось как раз справа. Ирвин уже начал было спускаться, но Скотт попросил его остановиться и последить за тем, как он будет маневрировать. Он вёл луномобиль очень медленно и предельно осторожно, потому что никто не мог предсказать, как тот поведёт себя при таком наклоне на сыпучем грунте. Чтобы его левое сидение оставалось в более высоком положении, Скотт сначала потихоньку сдал на несколько десятков метров назад, а потом съехал вниз и запарковался рядом с валуном, но чуть ниже. «Ровер» стоял очень ненадёжно.

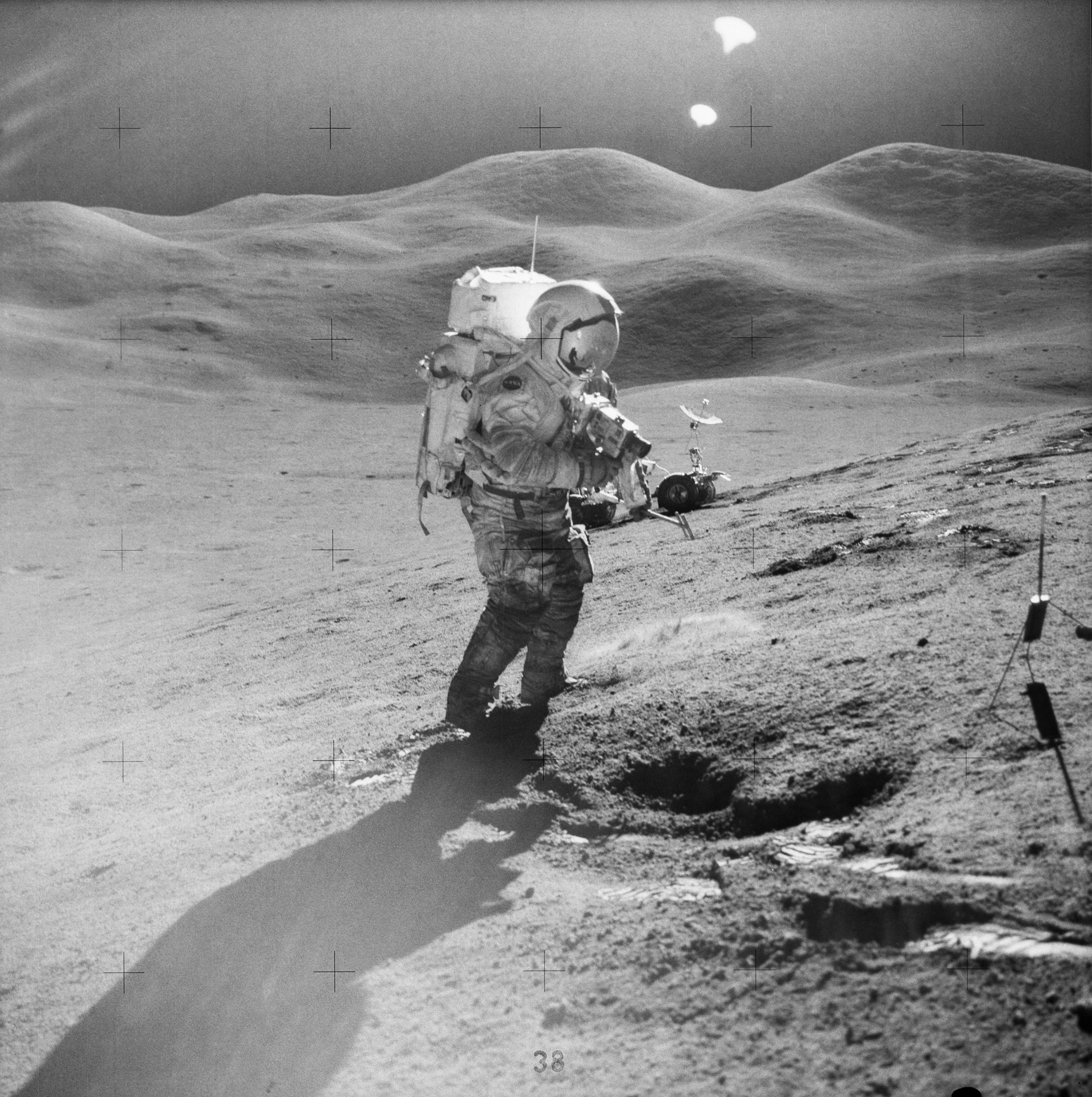
Дэвид Скотт работает на склоне горы Хэдли Дельта

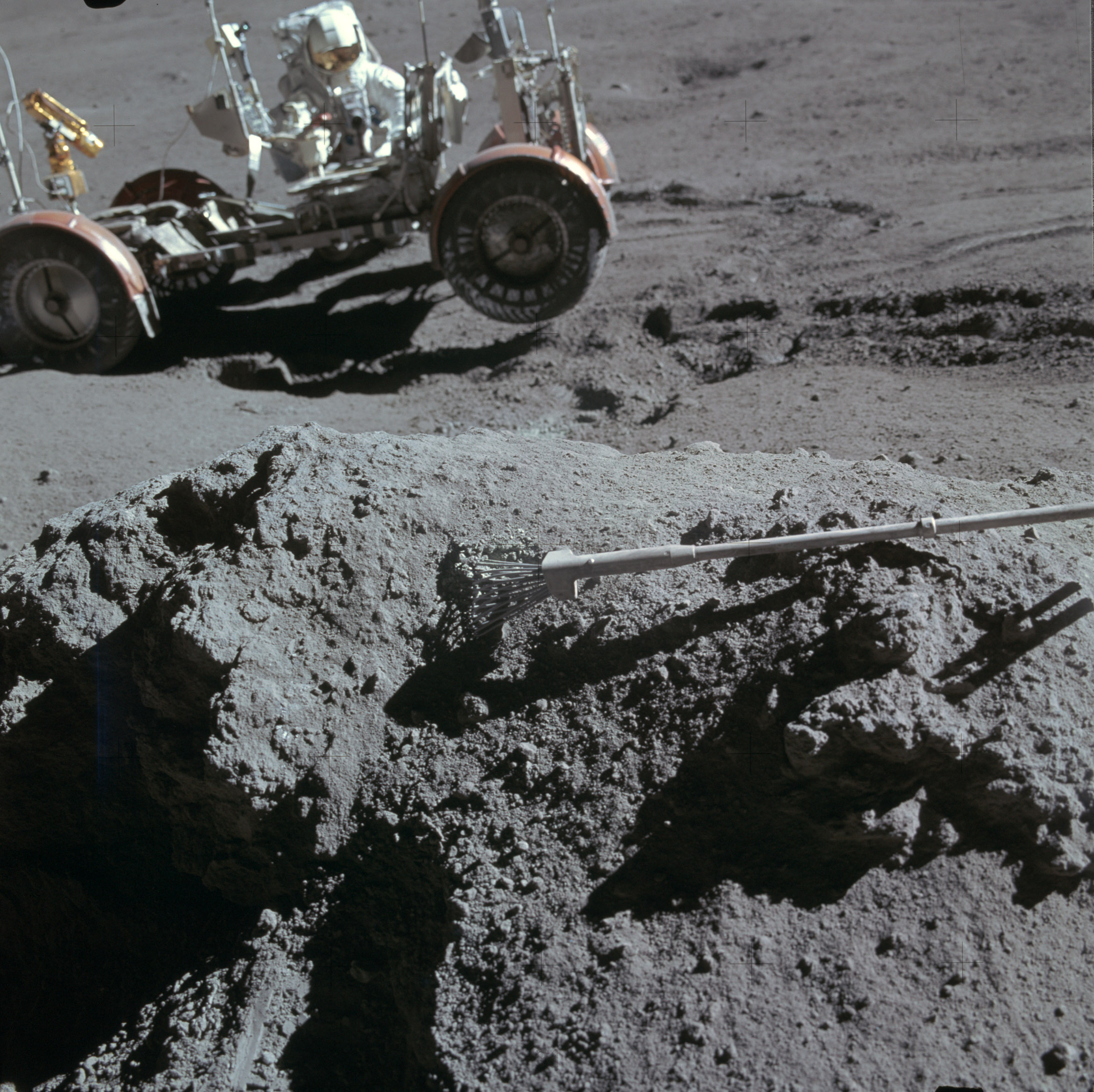
Дж. Ирвин держит «Лунный Ровер» у «Зелёного валуна». Для калибровки Д. Скотт положил на валун грабли-щипцы

 Левое заднее колесо не доставало до грунта почти 15 сантиметров. Оставлять его в таком положении без присмотра было нежелательно, он мог случайно самопроизвольно поехать вниз. И Скотт решил, что о планах поработать здесь лучше забыть. Но Ирвину, спускаясь, в любом случае предстояло пройти мимо валуна. Дойдя, он остановился, чтобы сфотографировать его, и тут заметил, что вблизи он казался светло-зелёным. Ирвин вызвался подержать «Ровер», пока Скотт сходит и убедится во всём своими глазами. Командир, который за время подготовки к полёту стал большим энтузиастом геологии, немедленно согласился. Когда Скотт убедился, что Ирвин занял удобную позицию и крепко держит «Ровер», он пошёл вверх к валуну. Сначала Скотт сказал, что не видит ничего зелёного, но, присмотревшись повнимательнее, по совету напарника, к верхней половине валуна, признал, что Ирвин прав. Огромный камень, действительно, был зелёным, и это была брекчия. Скотт щипцами поскоблил поверхность валуна и отколол от него несколько небольших кусков. Анализы, сделанные позже на Земле, показали, что в них много стекла с высоким содержанием окиси магния. Это и придавало всему валуну зелёный оттенок. Поблизости Скотт собрал образцы грунта, который также выглядел зеленоватым. Работа около валуна продолжалась чуть больше шести минут, затем командир вернулся к «Роверу». Ирвин предложил Скотту сесть первым, пока сам он будет продолжать держать «Ровер». В этом был смысл, хотя, в таком случае, Ирвин остался бы непристёгнутым ремнями безопасности. Скотт запрыгнул в сидение с первой же попытки, а потом отъехал немного до первого небольшого кратера. Там на своё сидение луномобиля без проблем запрыгнул и Ирвин. Скотт старался ехать очень аккуратно, предупреждая напарника о каждом малейшем повороте, а Ирвин держался обеими руками. 230 метров до следующей остановки (англ. Station 7) у кратера Шпора они покрыли за 2 минуты 48 секунд, средняя скорость «Ровера» на этом отрезке составляла 4,9 км/ч, почти вдвое меньше, чем на равнине. Всего Скотт и Ирвин на этот момент проехали 7,3 км, расстояние до лунного модуля сократилось до 4,7 км.

### Камень Бытия и кратер Дюна
В кратере Шпора астронавты обнаружили, что грунт вокруг опять казался им зеленоватым. Ирвин предположил, что, может быть, всё дело в защитных светофильтрах гермошлемов. Что будет, если они привезут камни домой, а там они вовсе не будут выглядеть зелёными? Оба, не сговариваясь, подняли светофильтры. Когда через несколько секунд их глаза немного приспособились к яркому свету, оказалось, что зелёный цвет немного поблёк, но всё-таки, как сказал Скотт, это определённо был другой оттенок серого. Несколько образцов грунта отправились в пакеты. Когда позже их изучали на Земле, они всё ещё имели зеленоватый оттенок. Примерно через пятнадцать минут после остановки в кратере Шпора астронавты заметили камень размером примерно 10 сантиметров, который, как на пьедестале, лежал на куске брекчии и ярко сверкал на солнце. По словам Ирвина, он, казалось, манил к себе и как будто говорил: «Подойдите, возьмите меня!» Когда астронавты присмотрелись внимательнее, сомнений не осталось. Это был кусок кристаллической породы, целиком состоящий из минерала плагиоклаза, и он очень отличался от брекчий и базальтов, которые они собирали до сих пор. «Кажется, мы нашли то, зачем сюда прилетели», — доложил Скотт Хьюстону. «Думаю, мы, возможно, нашли что-то близкое к анортозиту, — добавил он с удовлетворением, — потому что камень кристаллический, и он почти весь состоит из плагиоклаза. Какая красота!»
Скотт и Ирвин бережно упаковали образец, который потом стал известен как Камень Бытия (англ. The Genesis Rock). Его возраст был оценён специалистами на Земле примерно в 4,1 миллиарда лет. Значимость этой находки была огромной. Экипажи «Аполлона-11» и «Аполлона-12» привезли на Землю образцы пород, слагающих лунные моря. Геохимики по ним определили возраст лавовых потоков, которые создали эти моря. Экипаж «Аполлона-14» привёз образцы брекчии, которые подтвердили общие предположения о возрасте и составе пород, выброшенных из таких огромных бассейнов, как бассейн Моря Дождей. Оставалось найти фрагменты древней лунной коры. Это было одной из главных задач экипажа «Аполлона-15», и Скотт и Ирвин с ней справились всего через два с половиной часа после начала второй поездки. Астронавты подобрали и кусок пьедестала, на котором лежал Камень Бытия, после того как Ирвин разбил брекчию совком. Дальше они намеревались взяться за валун, который лежал невдалеке. Скотт, по его словам, приберегал этот камень на десерт. Но Хьюстон настойчиво попросил их оставить валун в покое и, вместо этого, собрать специальными граблями в форме ковша как можно больше мелких камешков. Работы впереди было ещё много, а резервный запас времени, на случай, если астронавтам пришлось бы возвращаться к лунному модулю пешком из-за внезапной поломки «Ровера», стремительно уменьшался. Пока Ирвин ходил к «Роверу» за граблями, Скотт всё-таки добрался до валуна и отколол от него кусочек. Потом астронавты граблями набрали целый пакет мелких камней и ещё один полный пакет грунта. И в завершение Скотт и Ирвин подобрали камень размером с большой грейпфрут весом 4,8 кг, он стал вторым по величине из образцов лунной породы, собранных экипажем «Аполлона-15». Всего у кратера Шпора астронавты за 50 минут работы нашли четыре образца анортозита, но Камень Бытия был первым из них и самым крупным.

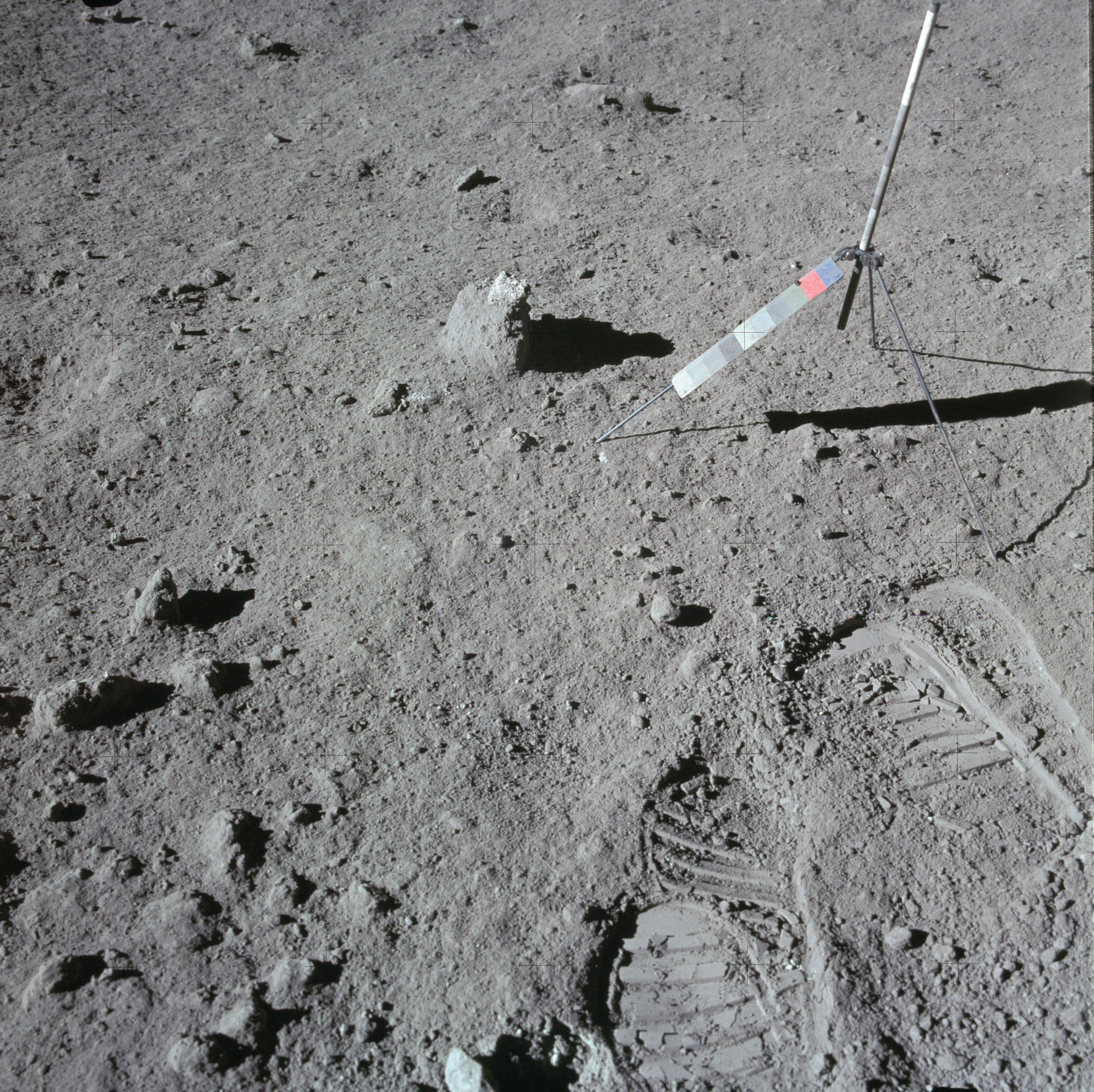
Камень Бытия на своём пьедестале на поверхности Луны. Справа — гномон
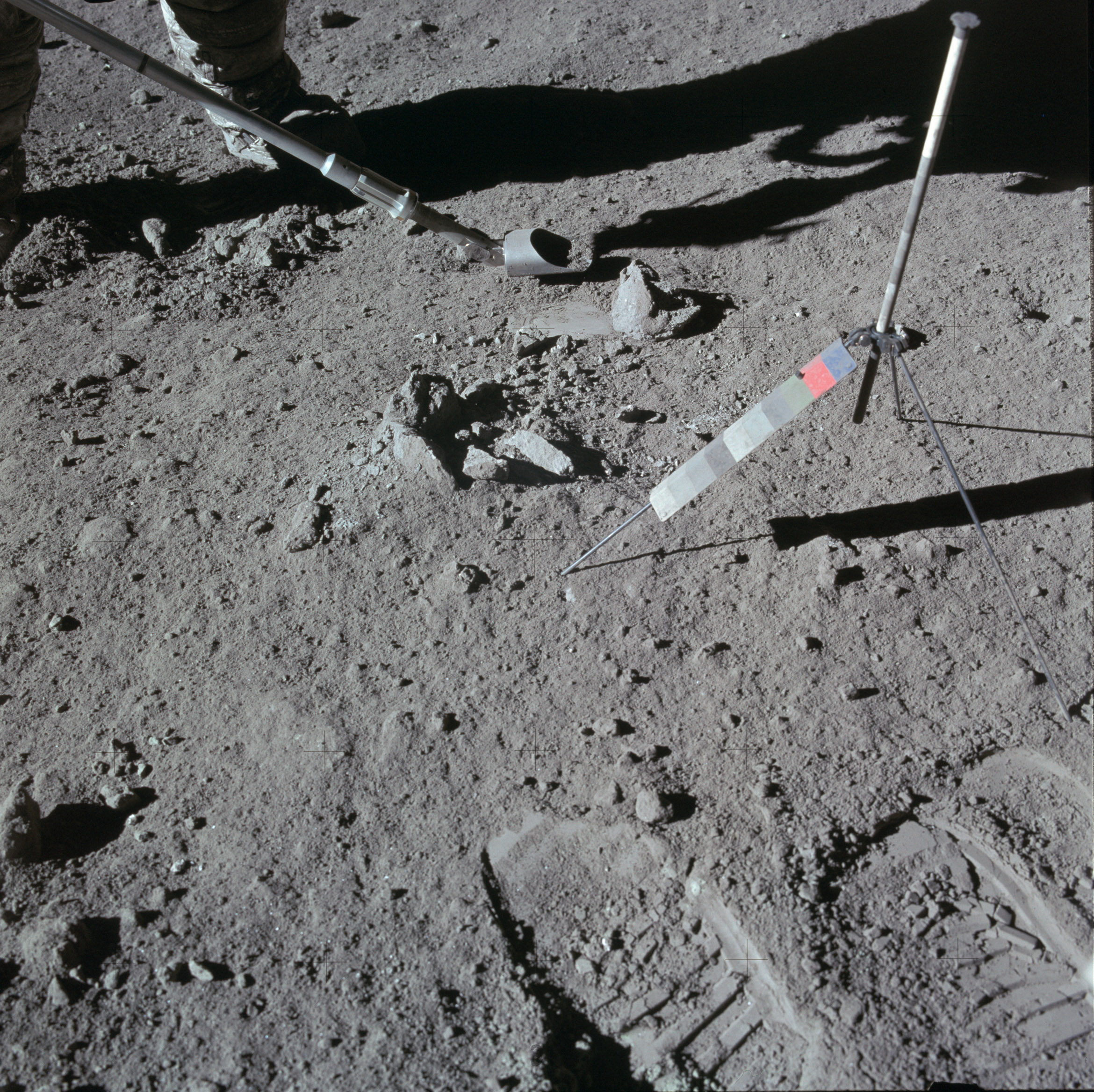
Пьедестал Камня Бытия после того, как Джеймс Ирвин разбил его совком
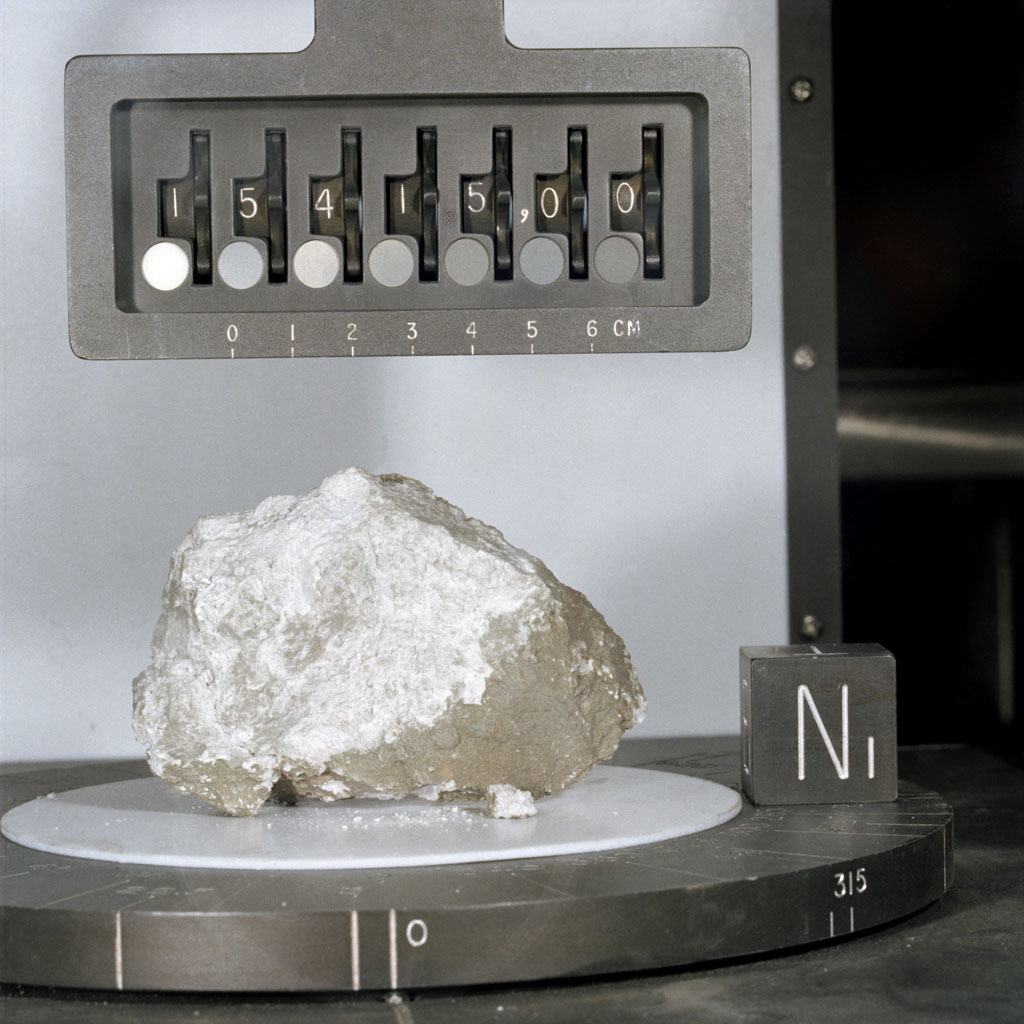
Камень Бытия в лаборатории на Земле
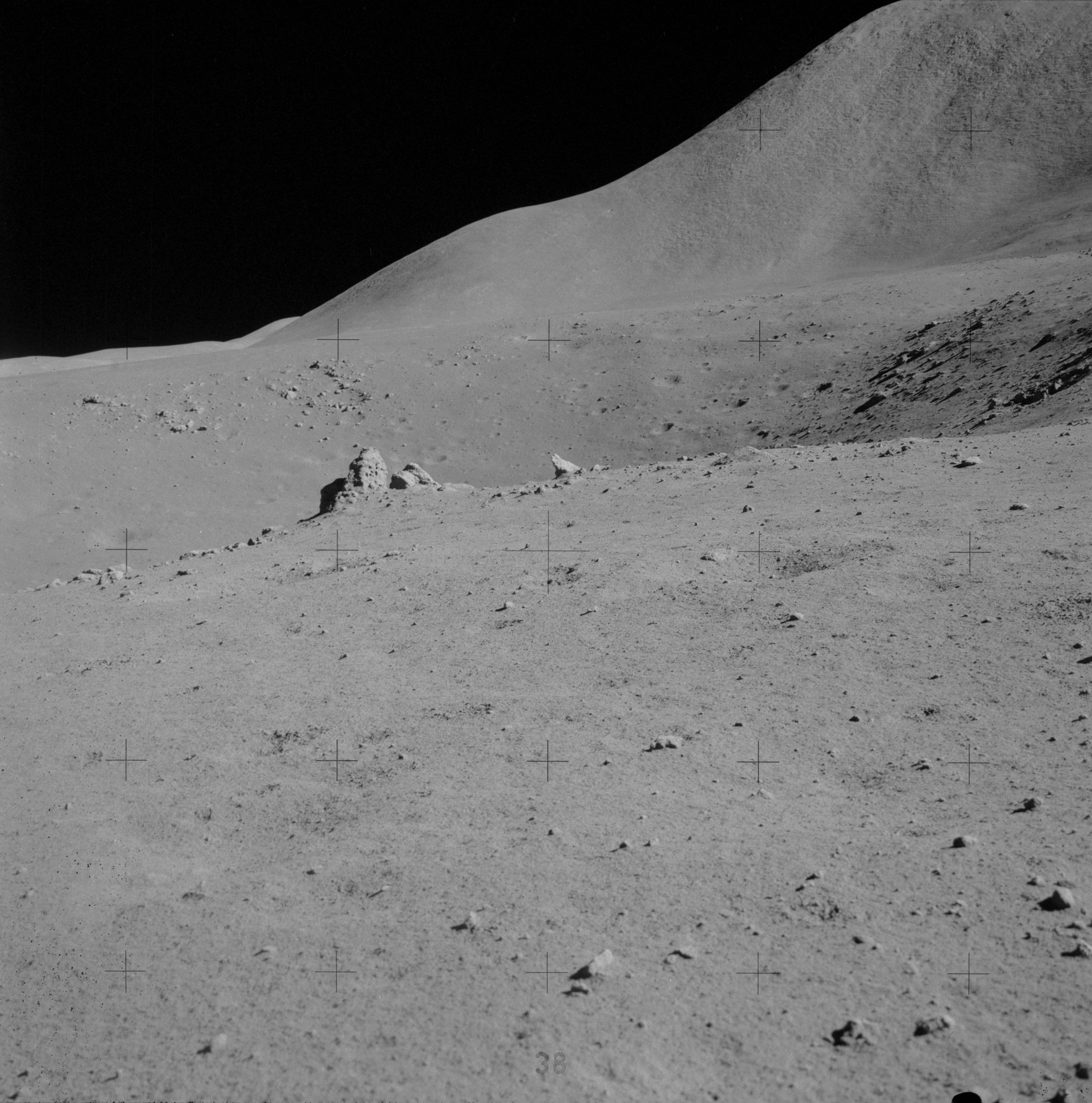
Валун у кратера Дюна. На заднем плане — северо-западный склон горы Хэдли

Отсюда Скотт и Ирвин направились вниз, в направлении лунного модуля, но по пути им ещё предстояло сделать остановку у кратера Дюна (англ. Dune Crater). Первоначально остановку здесь (англ. Station 4) предполагалось сделать в начале второй поездки, но по ходу её решено было отложить на конец. Дорога сюда заняла около 13 минут, до этого места «Лунный Ровер» покрыл расстояние в 8,9 км, до «Фалкона» оставалось 3,4 км. Астронавты остановились в 40 метрах от южной кромки кратера Дюна, имевшего около 500 метров в поперечнике. Хьюстон настаивал на очень короткой, 10-минутной остановке, поэтому для экономии времени телекамеру здесь решено было не включать. Скотту, прежде всего, нужно было поменять в фотокамере кассету с плёнкой, она кончилась в конце остановки у кратера Шпора. Пока он это делал, Ирвин начал снимать на свою 70-мм камеру панораму окрестностей, но успел сделать только 11 снимков, механизм камеры заело, и он перестал протягивать плёнку. Поэтому дальнейшие геологические изыскания у кратера Дюна документировал на свою камеру только Скотт. Астронавты собрали несколько камней и совков грунта и принялись за валун с большими полостями на его поверхности, лежавший на самом краю кратера. Скотт молотком отколол от него несколько кусков. Один из них, весом около 2 кг, стал самым большим из всех, которые откалывали от лунных валунов и скал астронавты «Аполлонов». После этого Скотт обратил внимание, что к ранцу портативной системы жизнеобеспечения на спине Ирвина не прикреплен, как обычно, пакет с образцами лунной породы. Командир тут же проверил, на месте ли лучшие и самые ценные из собранных образцов, которые он предусмотрительно запрятал под сидение луномобиля. С ними было всё в порядке. «Ну, ладно, ничего, — сказал Скотт, — что-то находишь, что-то теряешь». Возвращаться не было времени, хотя по следам «Ровера» они нашли бы пропажу без проблем. Астронавты уже садились в луномобиль, когда Скотт вдруг вспомнил, что он просто не прицепил к ранцу Ирвина пустой мешок в конце предыдущей остановки. «Ну, ты меня заставил поволноваться», — заметил Ирвин. «Я и сам себя заставил изрядно понервничать», — парировал Скотт. Точку в этом разговоре поставил Джо Аллен из Хьюстона. Оказывается, на Земле все с самого начала знали, что ничего не потеряно. И, наверное, об этом следовало сразу сказать, допустил Аллен. Но всем хотелось проверить, признает ли командир свою ошибку. По просьбе Хьюстона, астронавты доложили о состоянии запасов кислорода. У Ирвина оставалось 50 %, у Скотта — 42 %. У кратера Дюна Скотт и Ирвин провели вместо 10 чуть более 16 минут. На обратном пути они могли видеть вдали свой лунный модуль. И это давало возможность проверить работу навигационной системы: индикаторы указывали верное направление. У астронавтов были трудности с визуальным определением расстояний и размеров, поскольку не было привычных ориентиров: деревьев, домов, столбов линий электропередачи и др. Скотт даже заметил, что он больше не знает, насколько большим может быть «большое». Когда навигационная система показала, что до «Ровера» остаётся 2,4 км, астронавты начали различать детали на поверхности «Фалкона». А когда до лунного модуля оставалось чуть менее 2 км, Джо Аллен из Хьюстона сообщил им, что установленный ими сейсмометр улавливает колебания от их передвижения на «Ровере» по лунной поверхности. Скотт разогнался до 12 км/ч. Ирвин пошутил, что его вождение вызывает у него морскую болезнь. «Ну, а чего же ты ожидал, вы ведь путешествуете по морю», — ответил ему из Хьюстона Джо Аллен. Возвратившись к лунному модулю, астронавты выгрузили собранные образцы. Вторая поездка по Луне продолжалась 3 часа 58 минут. Скотт и Ирвин проехали 12,5 км и собрали 34,9 кг образцов лунного грунта.

### Бурение. Вторая попытка
Дальше Скотту нужно было заканчивать с бурением, а Ирвина ожидали эксперименты по изучению механики грунта. Но пока он получил задание из Хьюстона снять на фотокамеру Скотта сопло двигателя посадочной ступени «Фалкона», экран ловушки частиц солнечного ветра и сделать серию снимков окрестностей для панорамы, видимой с места посадки. Скотт же один поехал на «Ровере» к месту размещения научных приборов ALSEP. В течение почти суток, которые прошли после первой попытки бурения, специалисты NASA думали, как преодолеть возникшие трудности. Скотту посоветовали не давить сильно в начале бурения и, если он заметит, что бур начинает застревать, чуть поднять его, чтобы прочистить желобки. Но, несмотря на то, что Скотт держал бур настолько легко, насколько только мог, его заклинило почти сразу. А чтобы поднять его всего на несколько сантиметров, потребовались немалые усилия. Но после этого бур застрял снова, ещё хуже, чем прежде. Скотт несколько раз запускал дрель, пытаясь одновременно её чуть приподнять. Его руки были напряжены до предела. В какой-то момент наблюдателям в Хьюстоне, следившим за происходящим с помощью телекамеры «Ровера», показалось, что дело пошло, бур действительно углубился примерно на 15 см, но затем опять застрял. В Хьюстоне решили, что глубина достаточна. Скотт попробовал углубить в скважину второй зонд эксперимента по изучению тепловых потоков, но он погрузился только на 105 см. Оказалось, что, когда Скотт в очередной раз чуть приподнял бур, нижняя его секция отделилась и осталась внутри. Таким образом, подсказка из Хьюстона перед началом второго сеанса бурения только усугубила проблемы. Теперь учёные должны были крайне аккуратно интерпретировать данные эксперимента. Но, как показала практика, они полностью совпадали с теми, что посылал такой же прибор, установленный позже экипажем «Аполлона-17». Бурение второго отверстия и подключение прибора по изучению тепловых потоков отняли у Скотта в общей сложности 31 минуту.

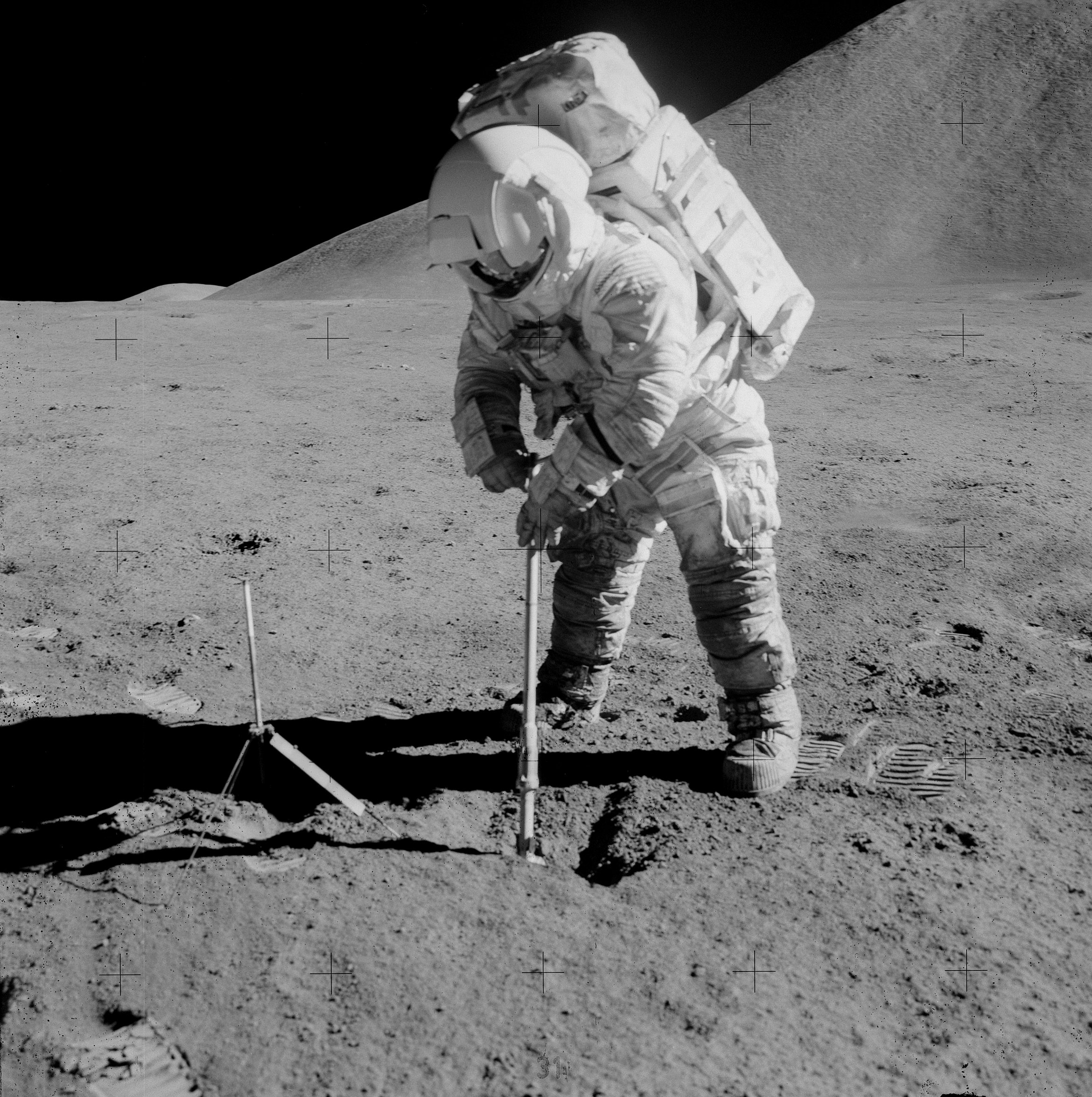
Джеймс Ирвин совком копает траншею

Покончив со вторым отверстием, Скотт сделал небольшой перерыв и присоединился к Ирвину, который приступил к экспериментам по изучению механики грунта. Инструкции по их проведению занимали пять страниц в шпаргалках и памятках, которые астронавты носили на запястьях. Для сравнения, задание для одной геологической остановки обычно умещалось на двух страницах. Эксперименты по механике грунта нужны были для того, чтобы оценить стабильность лунного грунта и нагрузки, которые он может выдерживать. Впоследствии это могло пригодиться при строительстве долговременных лунных баз. Для начала Ирвину нужно было прокопать совком небольшую траншею. Скотт стал фотографировать процесс. Ирвин, отбрасывая грунт назад между ног, прокопал на глубину почти 30 сантиметров, но дальше был вынужден остановиться, потому что реголит стал настолько твердым и плотным, что он был почти уверен, что достиг скальных пород. За 6 с половиной минут Ирвин выкопал канавку длиной около 1 м и глубиной 35—40 см. Затем Скотт помог ему упаковать образец грунта со дна канавки в герметичный металлический контейнер и вернулся к своему, как он сам выражался, «излюбленному» занятию. Нужно было ещё бурить третье отверстие для взятия глубокой пробы грунта. Бур для этих целей оказался гораздо лучше, и бурение само по себе прошло достаточно гладко. Скотт углубил все шесть секций пробы на полную глубину 2,4 метра всего за несколько минут. Однако, хотя бур легко поворачивался в скважине, Скотт никак не мог вытащить его из грунта. Было решено, что астронавты попробуют извлечь бур на следующий день. Тем временем, Ирвин заканчивал эксперименты по изучению механики грунта. С помощью специального прибора в виде тонкого длинного стержня с коническим наконечником он давил на грунт, пытаясь в него углубиться, а прибор записывал, какие усилия при этом прилагаются. Как выяснилось, грунт был очень твёрдым и плотным. Эксперименты были завершены обрушением стенки канавки, что у Ирвина получилось не сразу.

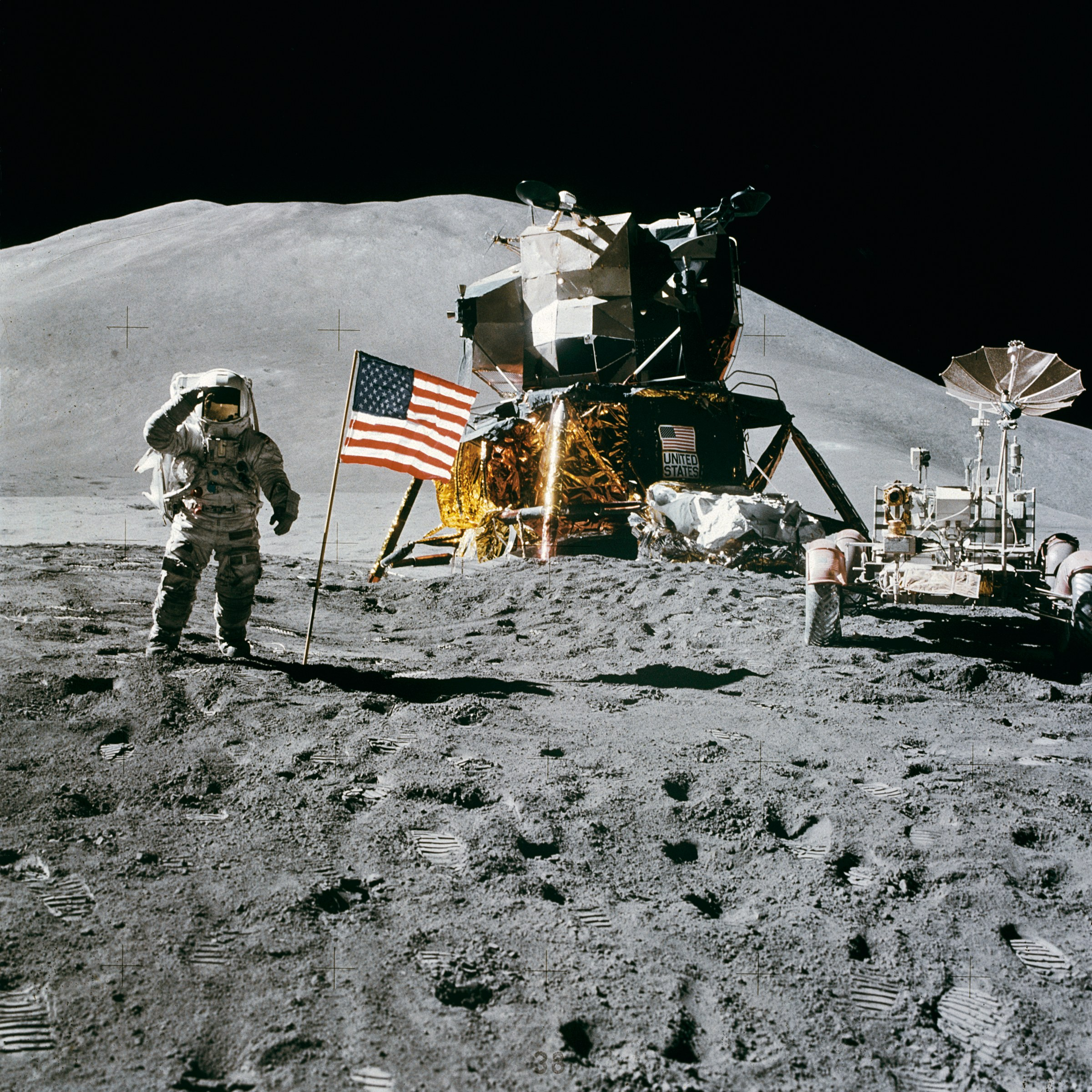
Джеймс Ирвин салютует флагу США. На заднем плане — гора Хэдли Дельта (около 4000 м)

 Вернувшись к лунному модулю, астронавты, по просьбе Хьюстона, установили на месте посадки «Аполлона-15» флаг США. Ирвин доложил Земле: «Мы выбрали место с горой Хэдли Дельта на заднем плане. Я воткнул флагшток в грунт и стукнул по нему молотком пару раз, так что несколько миллионов лет он точно простоит». После этого астронавты сфотографировали друг друга у флага на камеру Скотта, в которой была чёрно-белая плёнка. Чистой кассеты с цветной плёнкой у них в тот момент под рукой не было, поэтому цветные снимки решено было сделать на следующий день. В самом конце 2-й ВКД, когда Ирвин уже поднялся в лунный модуль, а Скотт подавал ему контейнеры с образцами породы, оператор телекамеры «Ровера» в Хьюстоне Эдвард Фенделл, следивший за происходящим, начал медленную панораму вверх, и в этот момент камера стала неуправляемой, объектив пополз ещё выше и уставился почти в зенит. На какое-то время в кадре появилась Земля. Впервые в истории земляне увидели свою планету в прямом эфире с поверхности Луны. Скотт подошёл к «Роверу» и рукой повернул камеру в горизонтальное положение.
После того, как второй выход на лунную поверхность был завершён, Джо Аллен сообщил астронавтам, что они установили новый рекорд продолжительности ВКД — 7 часов 12 минут 14 секунд. Скотт и Ирвин сняли скафандры и заправили ранцы. После ужина астронавты в очередной раз несколько минут поговорили с Альфредом Уорденом, пока он пролетал над ними. Ирвин попросил Уордена сбросить ему вниз его ложку и мыло, без которых он очень страдает. Уорден съязвил, что до сих пор не трогал мыла Ирвина, но сегодня уж непременно им попользуется. Скотт, однако, посоветовал не спешить, потому что вечером следующего дня мыло Уордену будет гораздо нужнее. Сеанса радиосвязи с ответами астронавтов на вопросы специалистов в этот день решено было не проводить. На все процедуры после внекорабельной деятельности у Скотта и Ирвина ушло около 3 часов 22 минут, к этому моменту астронавты отставали от графика на 1 час 50 минут. Ещё когда они поднялись в лунный модуль, у них оставалось всего 22 часа до старта с Луны. Хьюстон настаивал на взлёте точно по графику и на полноценном 7-часовом ночном отдыхе. Это означало, что третью прогулку придётся неизбежно сокращать.

## Третий день на Луне

### Цена глубокой пробы грунта
Хьюстон разбудил астронавтов не через 7 часов после отбоя, а через 6 часов 47 минут, чтобы хоть немножко наверстать отставание. Вскоре Джо Аллен сообщил Скотту и Ирвину, что пассивный сейсмометр регистрирует их движения в кабине лунного модуля. Относительно третьей прогулки он сказал, что она будет короче, чем планировалось, около 4—5 часов. Сначала астронавтам надлежало извлечь глубокую пробу грунта, а затем они должны были поехать в западном направлении, к борозде Хэдли для геологических исследований. Дальнейшее путешествие к Северному комплексу (англ. North Complex), где геологи надеялись найти доказательства древней вулканической активности, на тот момент ещё не исключалось, но было под вопросом. По словам Джо Аллена, окончательное решение на этот счёт должно было быть принято у каньона. Ирвин доложил Хьюстону, что Скотту накануне удалось починить его фотокамеру, так что они будут во всеоружии. Для экономии времени астронавты решили не наполнять и не крепить внутри скафандров ёмкости с питьевой водой (тем более, что у Ирвина она так и не работала) и «фруктовые палочки». Вместо этого они как следует смазали молнии скафандров и кольца креплений шлемов и перчаток. Перед тем, как надеть гермошлемы, они сделали по «последнему», как сказал Скотт, глотку воды из водяного пистолета лунного модуля.

Через 3 с половиной часа после пробуждения Скотт спустился на лунную поверхность, и уже через 2 минуты к нему присоединился Ирвин.

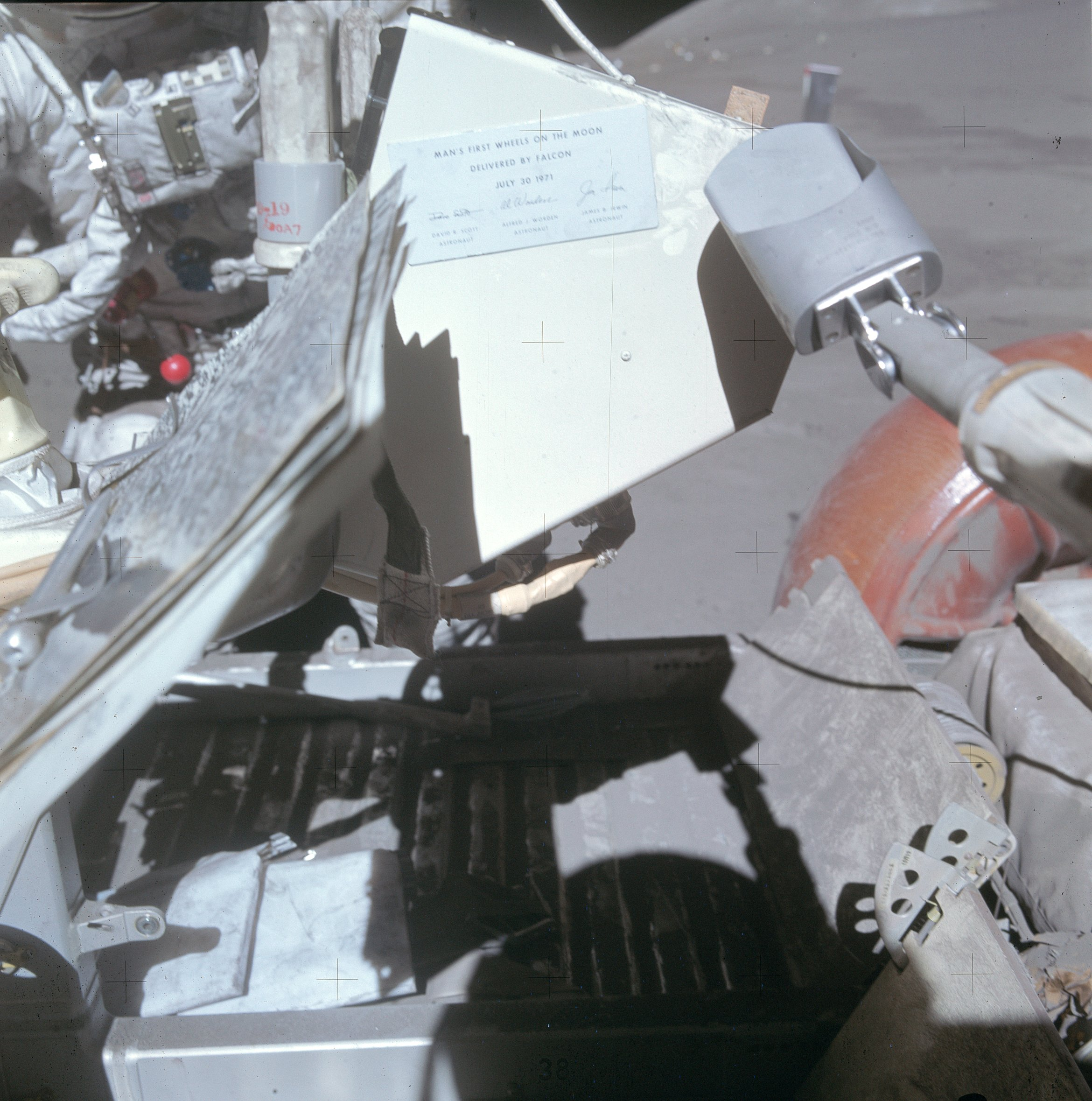
Памятная табличка на панели управления «Лунного Ровера». Фото Дж. Ирвина

Скотт прикрепил с правой стороны панели управления «Лунного Ровера» памятную табличку с надписью: «Первые Колёса Человека на Луне. Доставлены „Фалконом“ 30 июля 1971» с именами и автографами всех трёх членов экипажа «Аполлона-15». Загрузив всё необходимое в «Ровер», астронавты сфотографировали друг друга у флага США на цветную фотоплёнку. После этого Скотт поехал на «Ровере» к месту глубокой пробы грунта в одиночку, а Ирвин сказал, что прогуляется туда пешком, якобы, чтобы не мучить напарника застёгиванием своих ремней. На самом деле, как выяснилось позже, он просто хотел уединиться на пару минут, чтобы оставить на Луне несколько личных предметов, которые он специально привёз с Земли. Когда Ирвин догнал Скотта, они решили вытаскивать глубокую пробу вдвоём за рукоятки бура. Надежды, что на этот раз повезёт, не оправдались, бур не трогался с места. По предложению Хьюстона, они попробовали запустить бур на несколько секунд. Он запустился, аккумуляторы ещё не разрядились, но ничего не случилось. Астронавтам нужен был инструмент, вроде домкрата. Но такой появится позже только у «Аполлона-16». Сейчас же Скотту и Ирвину оставалось полагаться исключительно на собственную мускульную силу. Постепенно, подставляя то локти, то плечи под ручки бура, они напрягали все силы на счет «раз-два-три», вытаскивая его на несколько сантиметров за одну попытку. Всё это время телекамера «Ровера» смотрела вниз и, несмотря на усилия оператора на Земле, никуда не поворачивалась. Однако Хьюстон не решился отвлекать астронавтов. Они сами, когда сделали небольшой перерыв, чтобы отдышаться, заметили неполадки и поправили камеру. Примерно через девять минут Скотт сообщил, что бур поддаётся. Он ещё раз изо всех сил нажал плечом, и бур, наконец, вышел. Никто тогда не узнал, что Скотт при этом растянул мышцы плеча. Теперь оставалось только разделить все шесть секций пробы. Этим занялся Скотт, а Ирвин, по просьбе Хьюстона, стал снимать панораму у траншеи, которую он выкопал накануне. Но он успел сделать всего несколько снимков, кассету с цветной плёнкой в его камере снова заело. Ирвин доснял панораму камерой Скотта, а в свою поставил кассету с чёрно-белой плёнкой. Тем временем, у Скотта тоже были проблемы. На разделение двух верхних секций ушло более 17 минут, но четыре нижние никак не поддавались. Не помогли даже тиски, установленные на «Лунном Ровере». Оказалось, что они смонтированы задом наперёд. Как выяснилось позже, причина крылась в ошибке в чертежах. Когда на Земле инженеры собирали модель «Лунного Ровера» для тренировок в земных условиях, они смонтировали вспомогательное оборудование вопреки чертежам, потому что было ясно — если смонтировать его так, как начерчено, оно просто не будет работать. Но об этом никого не предупредили, чертёж тоже не перечертили. И когда другие уже собирали первый «Ровер» для реальных лунных условий, всё сделали по чертежам, и тиски оказались непригодными.
На пробу грунта уже было потрачено более 26 минут, когда Хьюстон попросил астронавтов отложить четыре неразделённые секции, чтобы подобрать их в конце прогулки. Дальше, по программе, Ирвину предстояло заснять на 16-мм кинокамеру определённые, заранее оговорённые манёвры «Ровера». Пока он к этому готовился, Скотт попросил Хьюстон сказать ему, что эта проба грунта важна, чтобы он не чувствовал, что масса времени потрачена впустую. Аллен заверил его, что она действительно очень важна, потому что это самая глубокая проба лунного грунта из полученных до сих пор. Позже, на Земле, специалисты насчитают в этой колонке грунта длиной 2,4 метра 58 различных слоёв толщиной от 0,5 см до 21 см. Наибольший интерес представляли глубинные слои, которые в течение миллионов лет не подвергались воздействию космических лучей. Во время съёмок «Ровера» в действии Скотт разгонялся, поворачивал туда-сюда и через полторы минуты после старта резко затормозил. Но как раз здесь Ирвин заметил, что камера не работает, счётчик плёнки стоял на месте. К этому моменту прошёл уже 1 час 10 минут с тех пор, как оба астронавта вышли на лунную поверхность, Хьюстон попросил их начать движение к борозде Хэдли.

### Поездка к борозде Хэдли
Два километра до каньона Скотт и Ирвин могли преодолеть минут за 10—15. Впрочем, всё зависело от рельефа, с которым им предстояло столкнуться. Во время «стоячего» выхода Скотт смог хорошо разглядеть рельеф во всех направлениях, кроме как раз западного. Там, в противоположной от Солнца стороне, не было никаких теней, детали местности не выделялись, наоборот, всё сливалось. Поэтому для астронавтов было полной неожиданностью, когда всего через полторы минуты после начала поездки они увидели, что начали спускаться в большую низину. Впрочем, как заметил Ирвин, возможно, что это был большой и очень древний, сглаженный кратер. Он предложил назвать его Росомахой (англ. Wolverine). В центре этого образования находился кратер. По оценке Ирвина, самое низкое место этой впадины лежало примерно на 60 метров ниже равнины, на которой стоял лунный модуль. И хотя склон был не очень крутым, около 5°, астронавты решили низину объехать. Дальше на пути они встретили ещё несколько таких котловин. По словам Ирвина, это было похоже на езду по большим песчаным дюнам и совсем не похоже на поездку к горе Хэдли Дельта. Там всегда можно было обернуться назад и увидеть лунный модуль. В том месте каньона, к которому приближались Скотт и Ирвин, его дальняя стена была на 30 метров ниже ближней, поэтому астронавты видели её только с высоких точек. Они увидели её через десять минут после начала пути, когда находились примерно в полукилометре от Борозды Хэдли. Второй раз дальняя стена показалась, когда они сделали короткую остановку (англ. Station 9) для сбора образцов у небольшого молодого кратера, возможно, самого молодого из всех обследованных на тот момент кратеров на Луне. Ему было не более миллиона лет. За 13 минут Скотт и Ирвин проехали 2,2 км, до лунного модуля по прямой было 1,6 км. Кратер, у которого они остановились, был довольно необычным. Он был весь усыпан камнями, которые на поверку оказались большими и довольно рыхлыми комками спёкшейся реголитовой брекчии. Некоторые из них рассыпались на более мелкие куски, когда астронавты пытались их собрать. Грунт на краю кратера был очень мягким и рыхлым, ноги Скотта и Ирвина утопали в нём на 10—15 см. Пока астронавты работали, Джо Аллен проинформировал их, что Альфред Уорден только что успешно завершил манёвр по изменению плоскости орбиты командно-служебного модуля, на 18 секунд включив маршевый двигатель. Из-за вращения Луны район посадки в Хэдли-Апеннинах за время одного витка «Индевора» (около 2 часов) перемещался примерно на 30 км к востоку от плоскости его орбиты. За прошедшие почти 60 часов после посадки это расстояние увеличилось до 900 км. После совершённого манёвра наклонение орбиты было изменено таким образом, что на следующем витке «Индевор» будет пролетать немного восточнее места посадки, а к моменту взлёта окажется прямо над ним. Работа у молодого кратера продолжалась ровно 15 минут, после чего Скотт и Ирвин продолжили путь строго на запад, к борозде Хэдли.

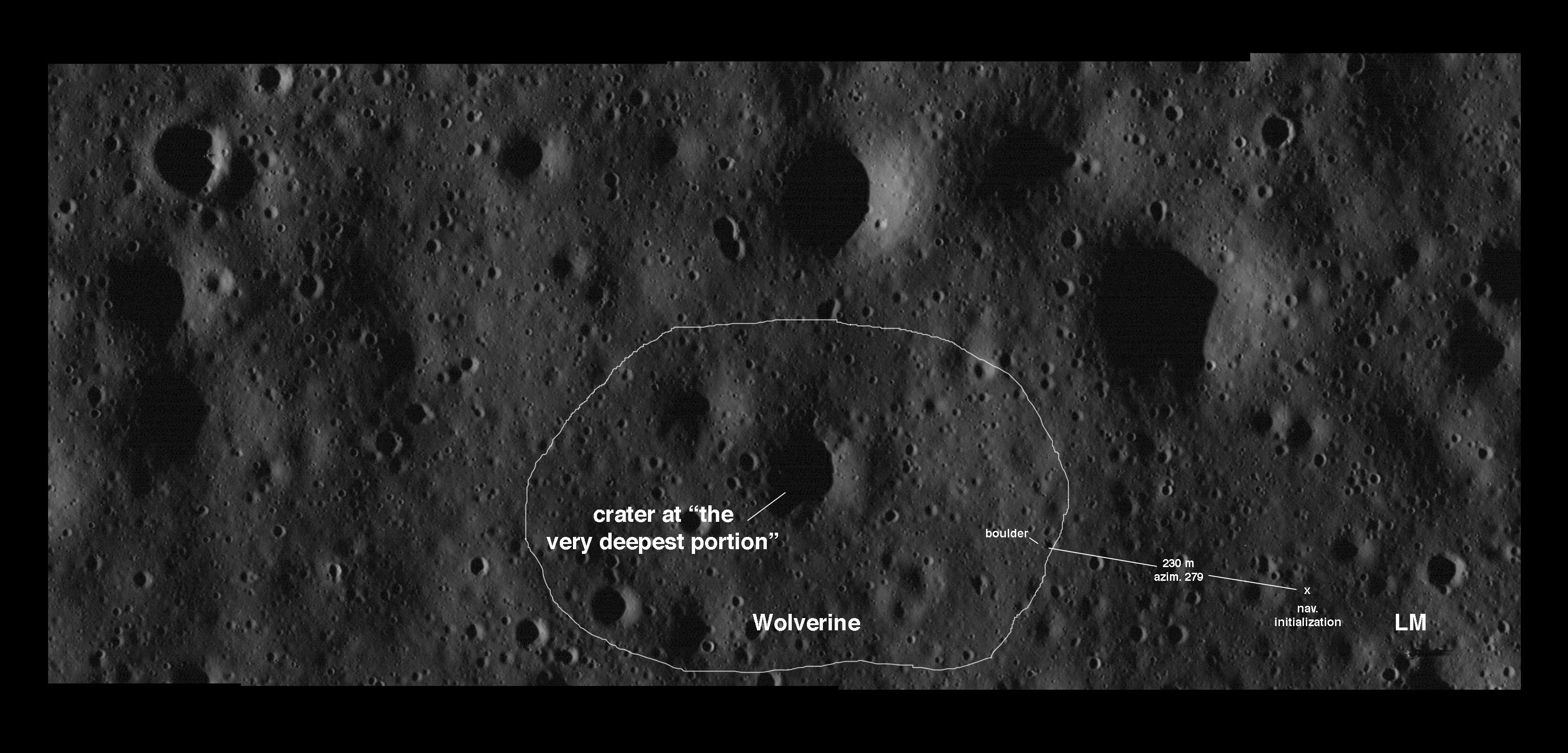
Впадина Росомаха, которую Скотт и Ирвин объехали, направляясь к борозде Хэдли. Фото сделано КА Lunar Reconnaissance Orbiter 7 января 2010 года
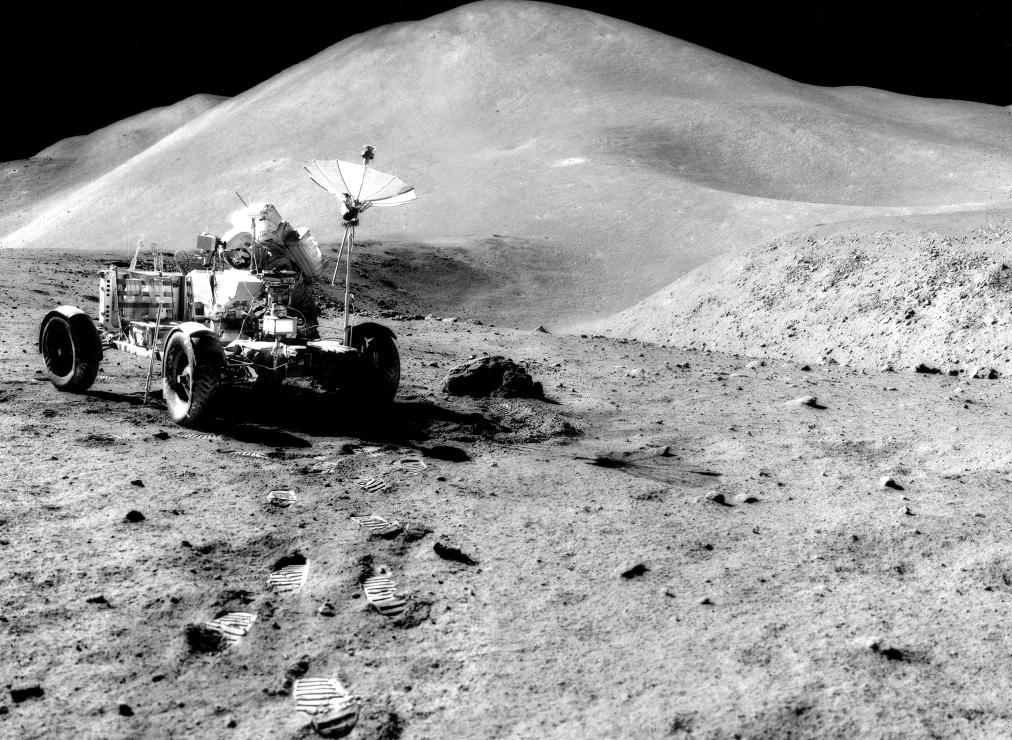
Дэвид Скотт и «Лунный Ровер» на краю борозды Хэдли. На заднем плане —  гора Хэдли Дельта
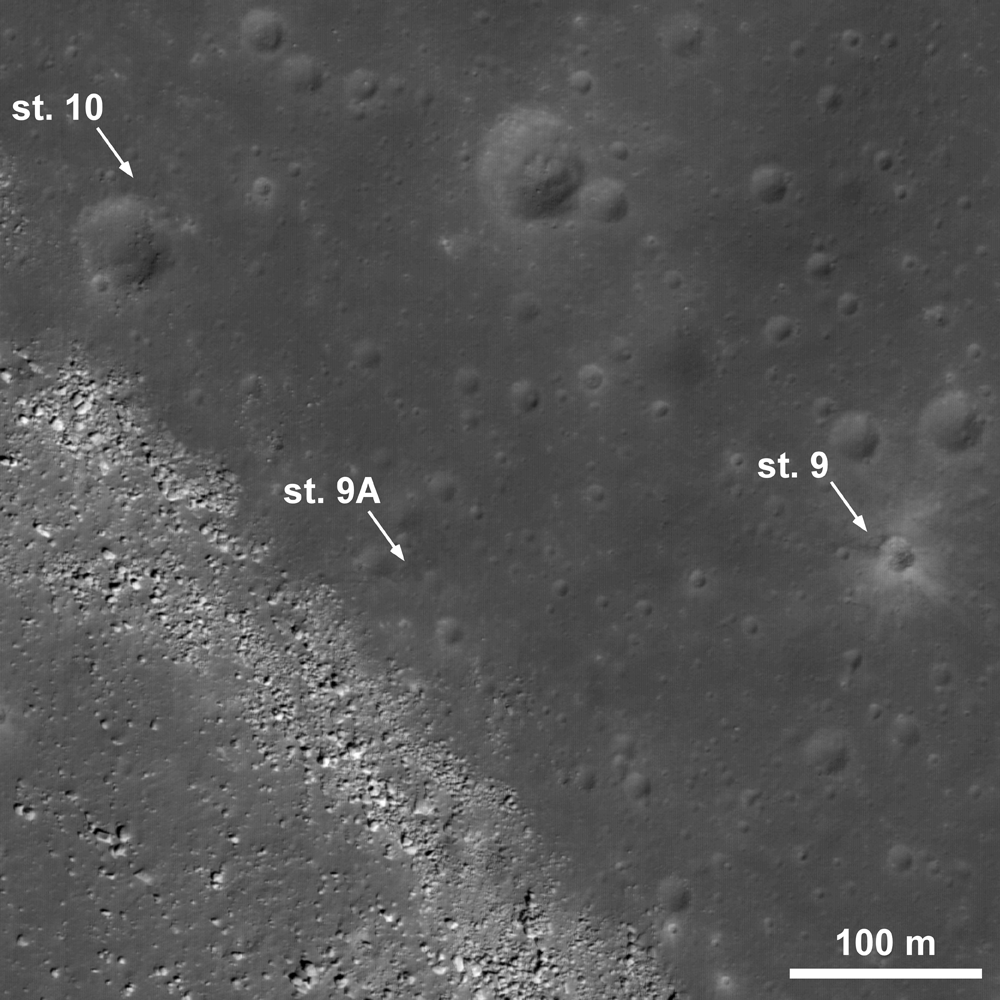
Места, которые Скотт и Ирвин посетили во время третьей поездки (стрелками отмечены остановки). В левом нижнем углу виден край борозды Хэдли. Снимок сделан с орбиты КА LRO в апреле 2010 года

По согласованию с Хьюстоном, решено было поставить эксперимент и не выключать телекамеру во время движения. Хотя Скотт специально ехал прямо, не поворачивая, чтобы антенна высокого усиления всё время смотрела на Землю, эксперимент фактически не удался, зрители на Земле не получили ощущений, что они вместе с астронавтами путешествуют на «Ровере» по Луне. Чёткая телекартинка «пробилась» всего несколько раз, но каждый из них продолжался не более двух — трёх секунд, и всё, что было видно, — это правое переднее колесо «Ровера» и пробегающая мимо лунная поверхность. На последних двухстах — трёхстах метрах перед каньоном поверхность начинала плавно понижаться к линии светло-серых валунов, которые, совершенно очевидно, обозначали край каньона. Чем ближе к нему подъезжали астронавты, тем больше возрастали количество и размеры валунов. Через полторы минуты Скотт и Ирвин остановились. До этой остановки (англ. Station 9a) они проехали 2,5 км, по прямой до лунного модуля отсюда было 1,8 км. Задолго до экспедиции «Аполлона-15» геологи предполагали, что борозда Хэдли — это канал или туннель, по которому текла лава, или — разлом, а, может быть, серия разломов, пролегающих параллельно западному склону горы Хэдли Дельта. Но, каким бы ни было происхождение каньона, постоянный дождь метеоритов на протяжении миллиардов лет постепенно разрушал его края и стены, заполняя дно мелкими осколками и вызывая осыпи на склонах. Тем не менее, предполагалось, что осыпи не заполнили каньон до самого верха и что астронавты смогут разглядеть и сфотографировать пласты породы в верхней части противоположного склона. И, действительно, с того места, где они стояли, Скотт и Ирвин увидели в верхней части противоположного склона, которая была примерно в километре от них, около дюжины отчётливых пластов. И поскольку борозда Хэдли очень извилиста, такие же пласты были видны и на ближней стене в том месте, где каньон поворачивал. За валунами начинался крутой склон примерно 25°. Поставив «Ровер» на безопасном расстоянии от края, астронавты занялись фотографированием. Ирвин сделал серию снимков на камеру Скотта с 70-мм объективом, запечатлев панораму вокруг места остановки, а Скотт сделал несколько серий фотографий на камеру с 500-мм объективом. Закончив фотографирование, Скотт хотел вернуться к «Роверу», но споткнулся о камень, который он не заметил, и упал на руки и на колени, выронив при этом камеру. Ирвин бросился на помощь, но Скотт успел подняться сам и поднял камеру. С ней всё было в порядке, её только нужно было почистить щёткой. «Можешь подуть на неё», — пошутил из Хьюстона Джо Аллен. «Отличная идея», — ответил Скотт и дунул в свой микрофон.

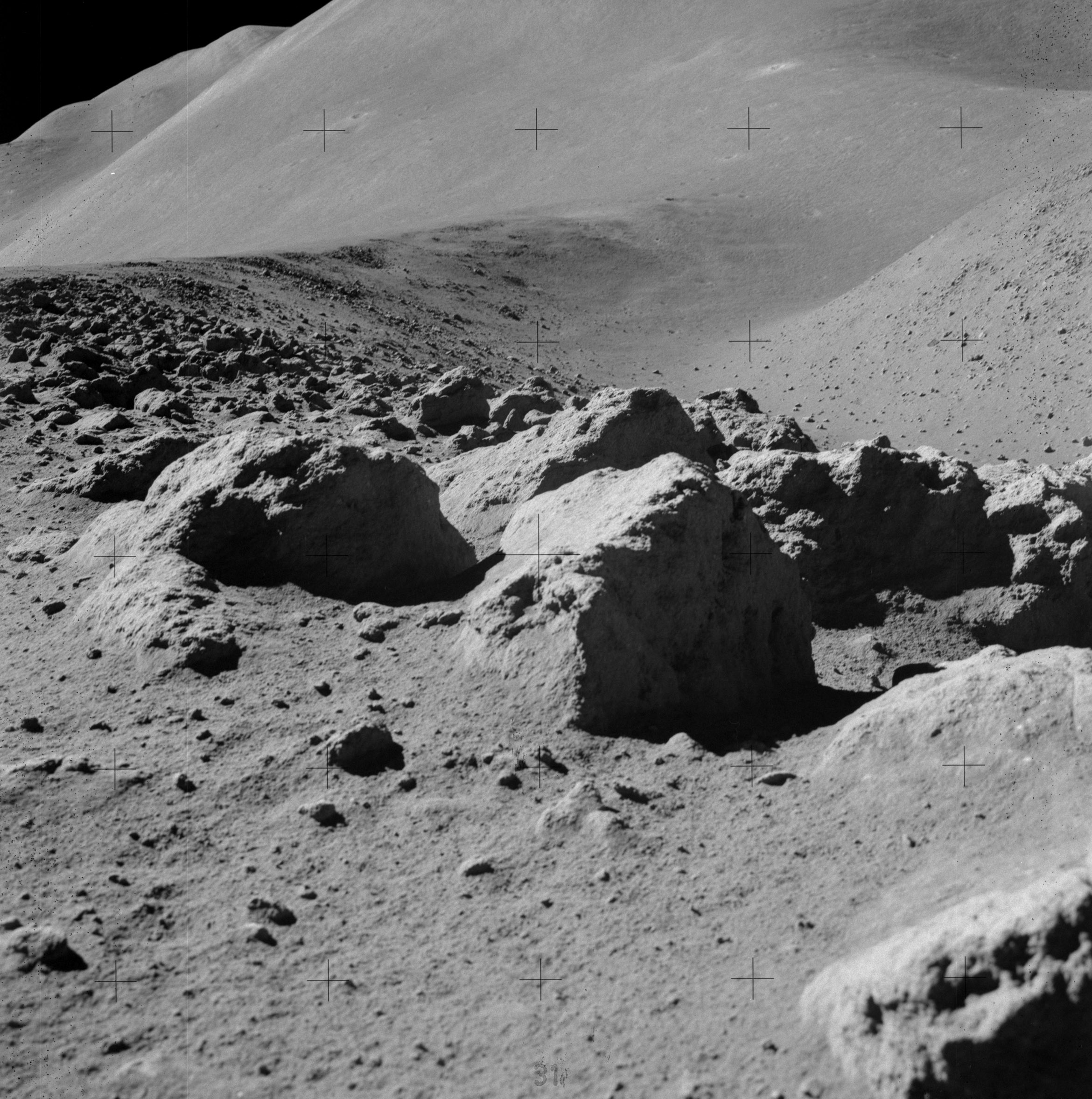
Валуны на краю борозды Хэдли (Station 9a). Вдали видна гора Хэдли Дельта
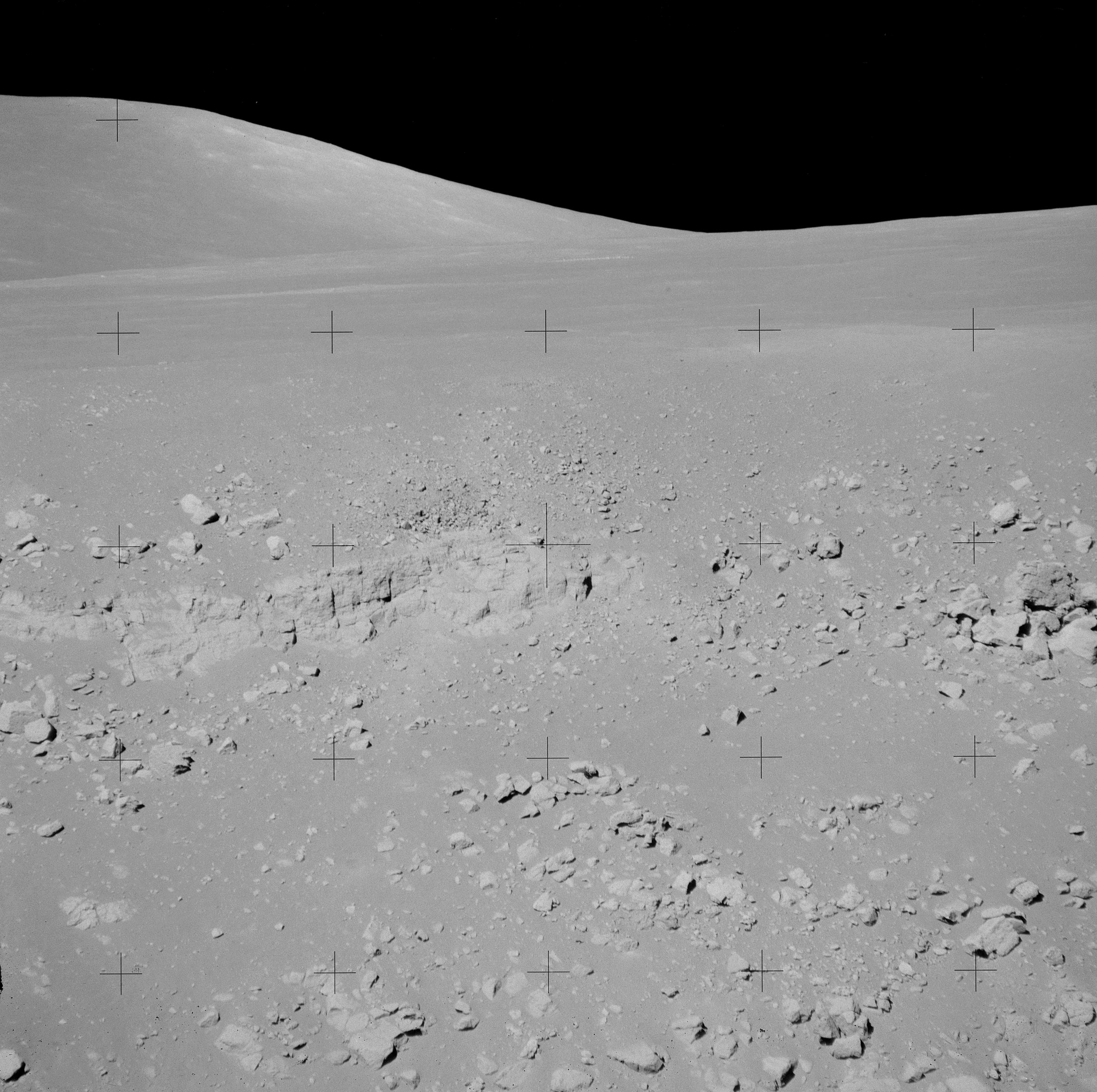
Фрагмент противоположного, западного склона борозды Хэдли. Виден выход коренной породы с горизонтальными пластами. Снимок сделан Д. Скоттом на камеру с 500-мм объективом
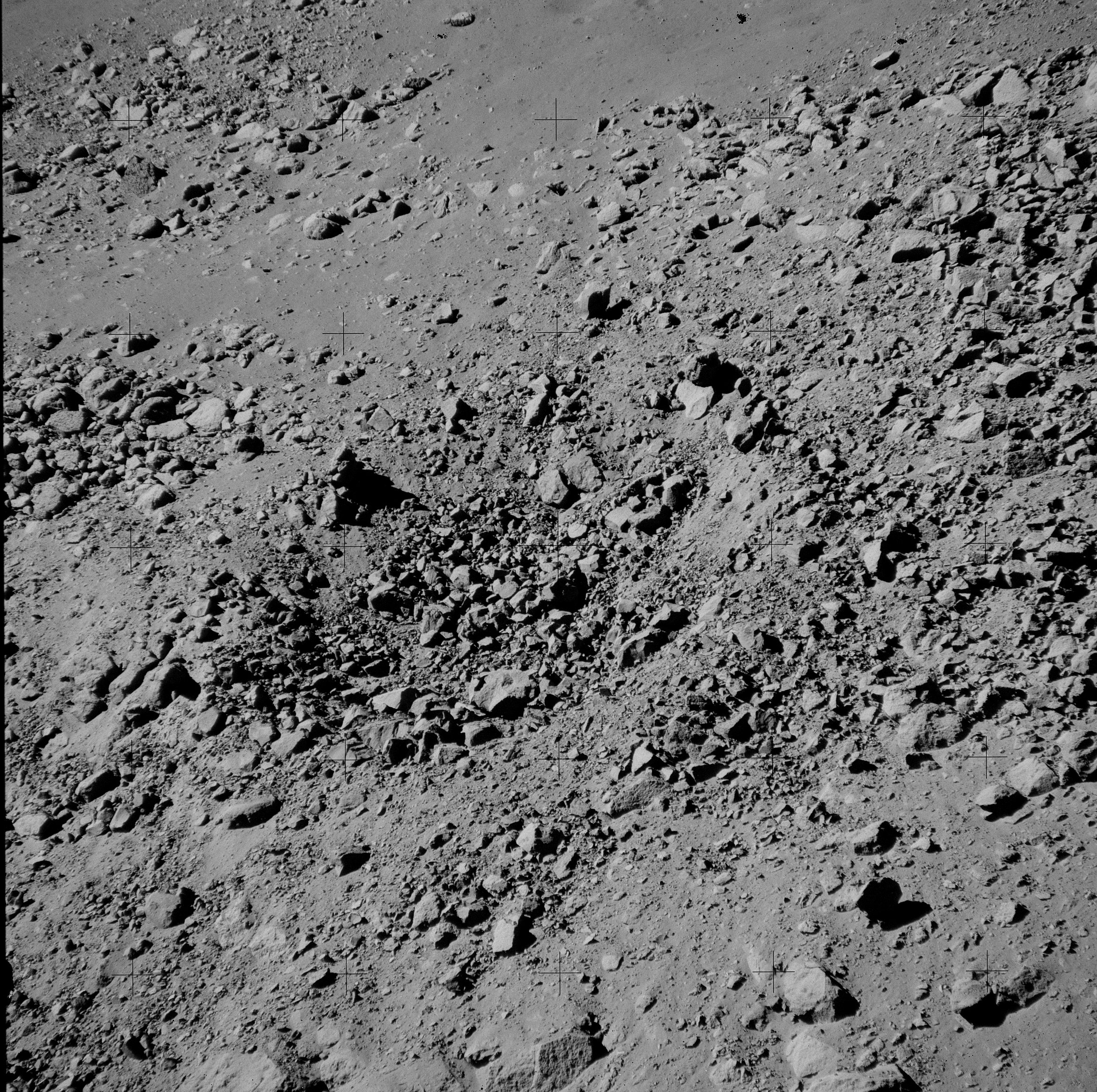
Небольшой кратер на западном склоне каньона, заполненный обломками породы

Затем астронавты приступили к сбору геологических образцов. Скотт молотком отколол несколько кусков от двух валунов, а Ирвин собрал несколько десятков мелких камешков граблями-ковшом и взял пробу грунта, углубив две секции трубки-пробоотборника. Хьюстон попросил их собрать ещё по одному камню примерно 15 см в поперечнике без документирования и после этого двигаться дальше. Скотту приглянулся довольно большой камень, который нельзя было поднять щипцами. Он закатил его рукой по правой ноге до бедра и, придерживая, донёс таким образом до «Ровера», поскольку в левой руке держал гномон. Этот камень весом 9,6 кг впоследствии стал известен как «Великий Скотт» (англ. Great Scott). Он стал вторым по величине и массе геологическим образцом из всех, собранных в ходе программы «Аполлон». В месте этой остановки Скотт и Ирвин работали почти 54 минуты.

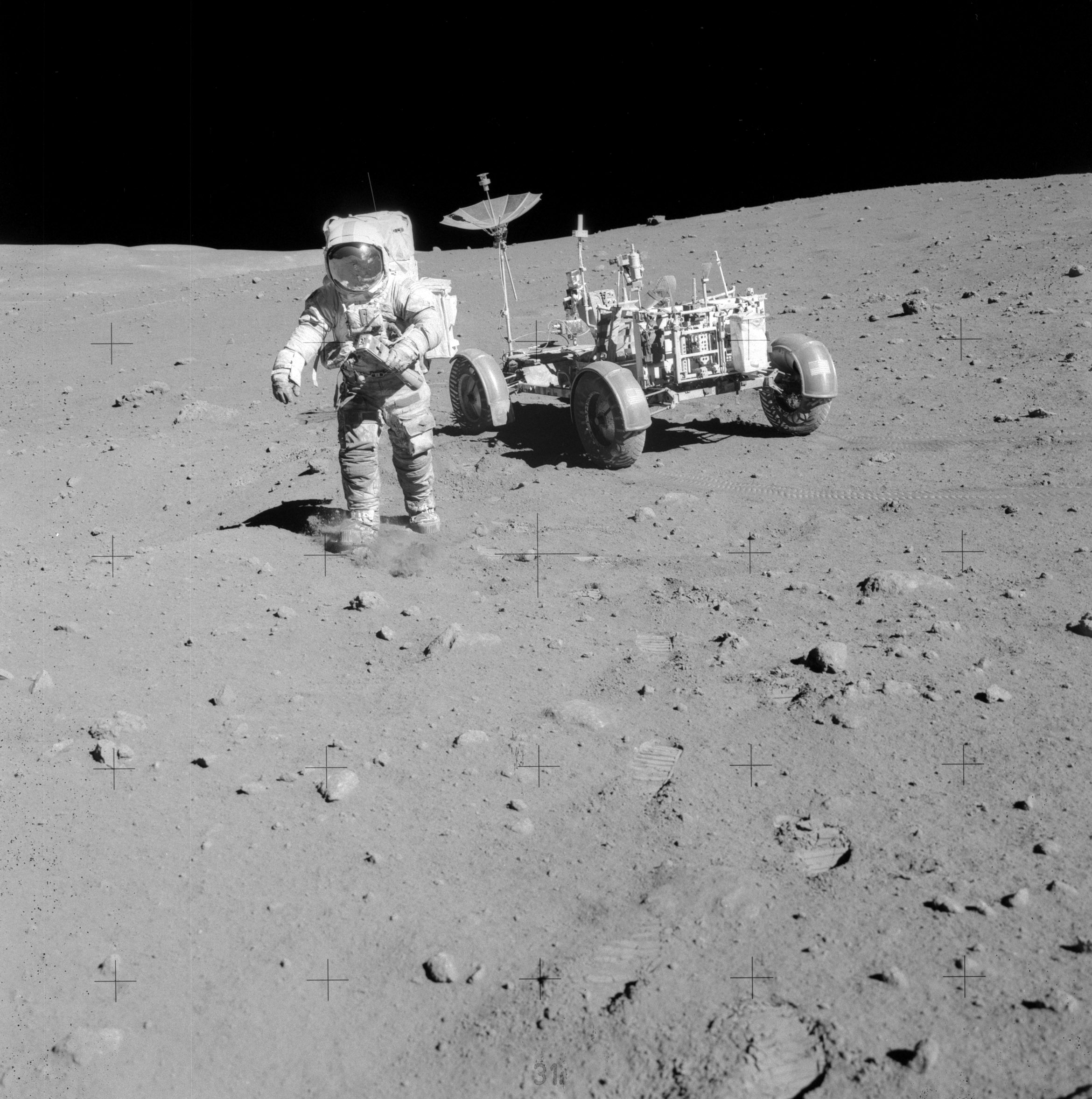
Дэвид Скотт направляется к краю борозды Хэдли на последней остановке (Station 10). В левой руке у него камера с 500-мм объективом. Ногой Скотт взбивает облачко лунной пыли
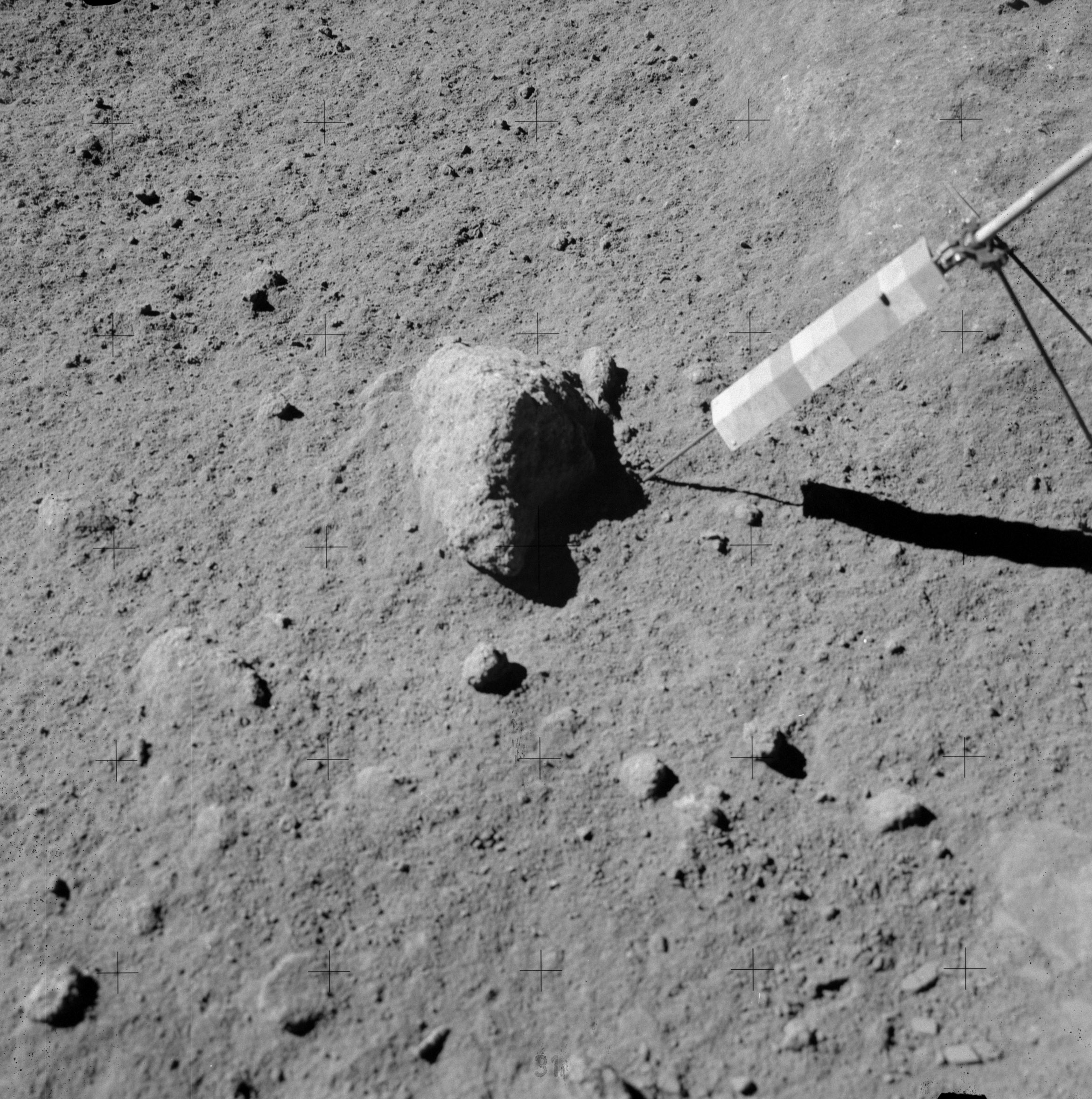
«Великий Скотт» на лунной поверхности
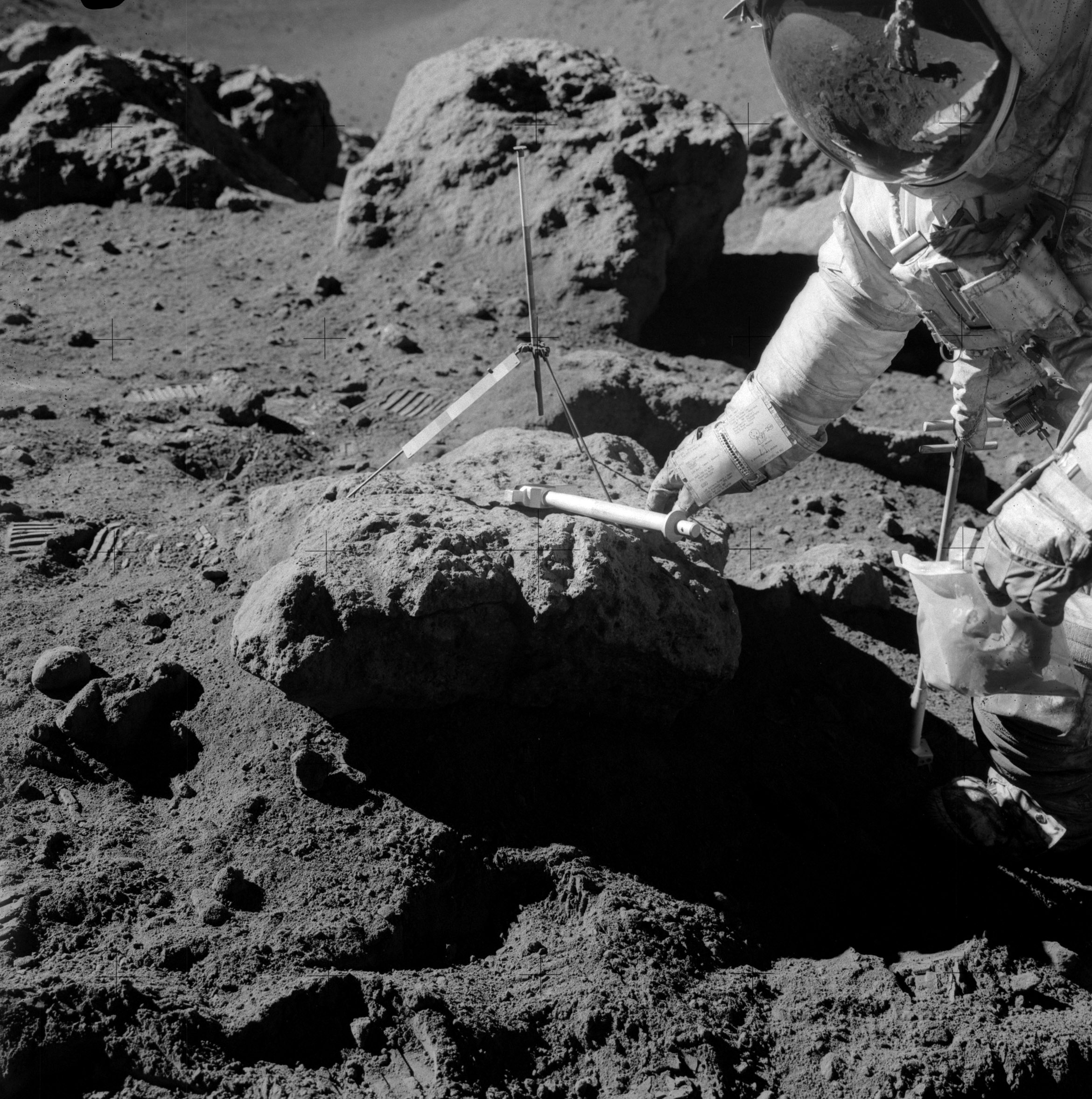
Дэвид Скотт собирает образцы лунной породы у валуна на краю борозды Хэдли (Station 9a). Фотографирующий его Джеймс Ирвин отражается в стекле гермошлема Скотта

Садясь в «Ровер», Ирвин заметил, что Солнце припекает всё сильнее и что ему сегодня в скафандре теплее, чем было накануне. Скотт подтвердил, что у него такие же ощущения. Солнце поднялось уже на 39° над горизонтом, температура на поверхности грунта составляла 70 °C. Дальше астронавтам нужно было проехать несколько сотен метров на север вдоль края каньона и сделать ещё одну очень короткую остановку только для фотографирования, чтобы у специалистов была стереокартина противоположного склона борозды Хэдли. Хьюстон хотел, чтобы они вернулись к лунному модулю не позднее, чем через 45 минут, не посещая Северный комплекс кратеров. До старта оставалось всего пять с половиной часов. Скотт и Ирвин проехали около трёхсот метров и остановились (англ. Station 10). Пройденное к этому моменту расстояние составило 2,8 км, до «Фалкона» по прямой было 2 км. Ирвин отснял панораму окрестностей, а Скотт сделал 68 снимков камерой с 500-мм объективом. Пока командир увлечённо фотографировал, Ирвин заметил, что телекамера «Ровера» смотрит прямо вверх, практически на земной полумесяц. «Похоже, вы там смотрите на Землю? Вы себя не видите?», — спросил он у Хьюстона. «Видим, но у нас у всех уже шеи затекли», — ответил Джо Аллен. Ирвин поправил камеру и принялся за фотографирование валунов. Через 12 минут после остановки Скотт в последний раз помог Ирвину пристегнуться, и они двинулись в обратный путь.
Во время поездки астронавтов впечатлили теперь уже ярко освещённые Солнцем склоны Апеннин. Лунного модуля видно не было, Ирвин увидел самую верхнюю его часть через 6 с небольшим минут после того, как они стартовали от каньона. Через 15 минут Скотт и Ирвин доехали до места размещения научных приборов ALSEP. Здесь астронавты разделились, Скотт поехал к лунному модулю один, а Ирвин должен был подобрать четыре неразделённые секции глубокой пробы грунта и инструменты и донести их до «Фалкона» пешком. В Хьюстоне решили, что для доставки на Землю секции бура не обязательно разделять все, достаточно было бы отделить две секции от двух других. Третья и последняя поездка экипажа «Аполлона-15» на «Лунном Ровере» завершилась. Она продолжалась 1 час 57 минут, было покрыто расстояние 5 км 100 м, собрано 27,3 кг образцов породы.

### Завершение третьей прогулки
Вернувшись к лунному модулю, Скотт со всех сторон сфотографировал изрядно запылившийся «Ровер». После этого астронавты принялись за разделение секций глубокой пробы грунта. И тут Скотт руками попытался их раскрутить, и одна секция, совершенно неожиданно, отвернулась. На этом Хьюстон решил, что с секциями бура больше возиться не стоит. Пока всё это происходило, телекамера «Ровера» ещё два раза заваливалась то вверх, то вниз. Каждый раз астронавты её поправляли. Послеполётный анализ показал, что причиной этих неполадок была фрикционная передача механизма поворота камеры в вертикальной плоскости, выполненная из эластомера. На Земле эта деталь успешно прошла испытания при температуре 50°С, но во время 3-й ВКД, как показал анализ полученной информации, поверхность агрегатов «Ровера» нагрелась до 82°С. Поэтому проблемы с камерой, возникшие во время второй прогулки, к концу третьей значительно усугубились.
Дальше Ирвин занялся упаковкой собранных образцов в контейнеры, а Скотт сфотографировал крепления «Лунного Ровера», с которыми у них возникли проблемы при выгрузке, и помятое сопло двигателя посадочной ступени «Фалкона». Затем они совком взяли специальную пробу поверхностного слоя грунта прямо из-под посадочной ступени лунного модуля. Дальше астронавты направились к экрану ловушки солнечного ветра. Скотт сфотографировал его, а Ирвин свернул экран, правда, не без труда, поскольку он был сделан из очень плотной фольги, которая неохотно меняла форму.
В конце третьего выхода на поверхность Скотт погасил на Луне почтовую марку, использовав при этом обычный штемпель и штемпельную подушечку. На марке было написано: «Соединённые Штаты в космосе. Десятилетие достижений», а на штемпеле: «2 августа 1971, первый день выпуска». Штемпель отпечатался не очень чётко, и Скотт предпринял вторую попытку, но с тем же успехом. Тогда Ирвин посоветовал сделать отпечаток большого пальца перчатки, если на конверте ещё осталось место. Скотт сделал несколько «пыльных» отпечатков и положил конверт в мешок Почтового ведомства США.
«У меня есть ещё кое-что, — сказал Скотт, — думаю, вам будет интересно. И это займёт не больше минуты». То, что произошло дальше на глазах у изумлённой телеаудитории на Земле, он сопровождал своими комментариями:

Итак, в левой руке я держу перо, в правой — молоток. И я думаю, тем, что мы сегодня находимся здесь, мы обязаны джентльмену по имени Галилео, который давно сделал весьма значительное открытие о падении тел в гравитационном поле. Мы решили, что лучшего места, чем Луна, для подтверждения его выводов просто не найти. И сейчас мы для вас поставим здесь опыт. Перо — это, как и подобает, соколиное перо, в честь нашего «Фалкона». И я брошу эти два предмета, и, надеюсь, они упадут на поверхность одновременно… Ну, как!!! Это доказывает правоту мистера Галилео!
Оригинальный текст (англ.)
Well, in my left hand, I have a feather; in my right hand, a hammer. And I guess one of the reasons we got here today was because of a gentleman named Galileo, a long time ago, who made a rather significant discovery about falling objects in gravity fields. And we thought where would be a better place to confirm his findings than on the Moon. And so we thought we'd try it here for you. The feather happens to be, appropriately, a falcon feather for our Falcon. And I'll drop the two of them here and, hopefully, they'll hit the ground at the same time. How about that! Which proves that Mr. Galileo was correct in his findings.

Перо и молоток падали с одинаковым ускорением и находились в свободном падении 1,3 секунды. Этот очень эффектный «Опыт Галилея» (англ. «Galileo Experiment») наглядно продемонстрировал, что в безвоздушном пространстве предметы падают с одинаковой скоростью, независимо от их массы. Позже Скотт рассказывал, что идея эксперимента, которая всем очень понравилась, принадлежала Джо Аллену. Скотт взял с собой на Луну два соколиных пера, чтобы сначала проверить, не прилипнет ли перо к перчатке из-за статического электричества. Но времени для проверки не было, зато эксперимент блестяще удался с первого дубля.
Пришло время поставить «Лунный Ровер» на место его последней стоянки. Хьюстон временно отключил телекамеру, чтобы она немного остыла, тем более что её ещё предстояло использовать. «Аполлон-15» был первой экспедицией, в которой старт взлётной ступени лунного модуля с Луны планировалось показать в прямом эфире по телевидению. Для этого нужно было поставить «Ровер» примерно в ста метрах к востоку от «Фалкона», чтобы Солнце не попадало в объектив. Скотт поехал один. На полпути он понял, что около лунного модуля забыл перезагрузить навигационную систему, — индикатор на приборной панели не показывал пройденного расстояния. Ирвин предложил быстро вернуться и проделать всё заново, но Скотт продолжил движение вперёд. Проехав ещё немного, он выбрал относительно ровное, чуть возвышавшееся место и, оценив дистанцию на глаз, доложил в Хьюстон, что запарковался примерно в 90 метрах от лунного модуля (послеполётный анализ фотоснимков, сделанных Скоттом в этом месте, показал, что, на самом деле, он поставил «Ровер» в 160—165 метрах от «Фалкона»). Скотт щётками почистил от пыли телекамеру и лунный передатчик информации. После этого он почти две минуты не отзывался на просьбы Джо Аллена сориентировать антенну высокого усиления на Землю. Как выяснилось на первой пресс-конференции после полёта, в это время Скотт воткнул в лунный грунт небольшую табличку с именами четырнадцати погибших советских космонавтов и американских астронавтов. Перед ней он осторожно положил маленькую (8,5 см в высоту) алюминиевую фигурку Павшего Астронавта. Этот символический ритуал все трое членов экипажа «Аполлона-15» задумывали, как глубоко личную церемонию, она не была заранее согласована с руководством НАСА, о ней никто ничего не знал. Фамилии космонавтов и астронавтов были перечислены в порядке букв английского алфавита: Чарлз Басетт, Павел Беляев, Роджер Чаффи, Георгий Добровольский, Теодор Фримэн, Юрий Гагарин, Эдвард Гивенс, Гас Гриссом, Владимир Комаров, Виктор Пацаев, Эллиот Си, Владислав Волков, Эдвард Уайт, Си. Си. Уильямс, (имена советских космонавтов Валентина Бондаренко и Григория Нелюбова, гибель которых тогда ещё держалась в строжайшей тайне от всего мира, упомянуты не были). Скотт сфотографировал мемориал. Оглядев всё вокруг, он прислонил к ручке управления «Ровера» маленькую Библию красного цвета. Когда он, наконец, сориентировал антенну, в Хьюстоне увидели правое переднее крыло «Ровера» — камера смотрела вниз. Скотт её поправил, но она очень скоро поползла вверх. Пришлось поправлять ещё раз. Напоследок он, отойдя на несколько шагов, сделал 31 снимок панорамы места последней стоянки «Ровера».

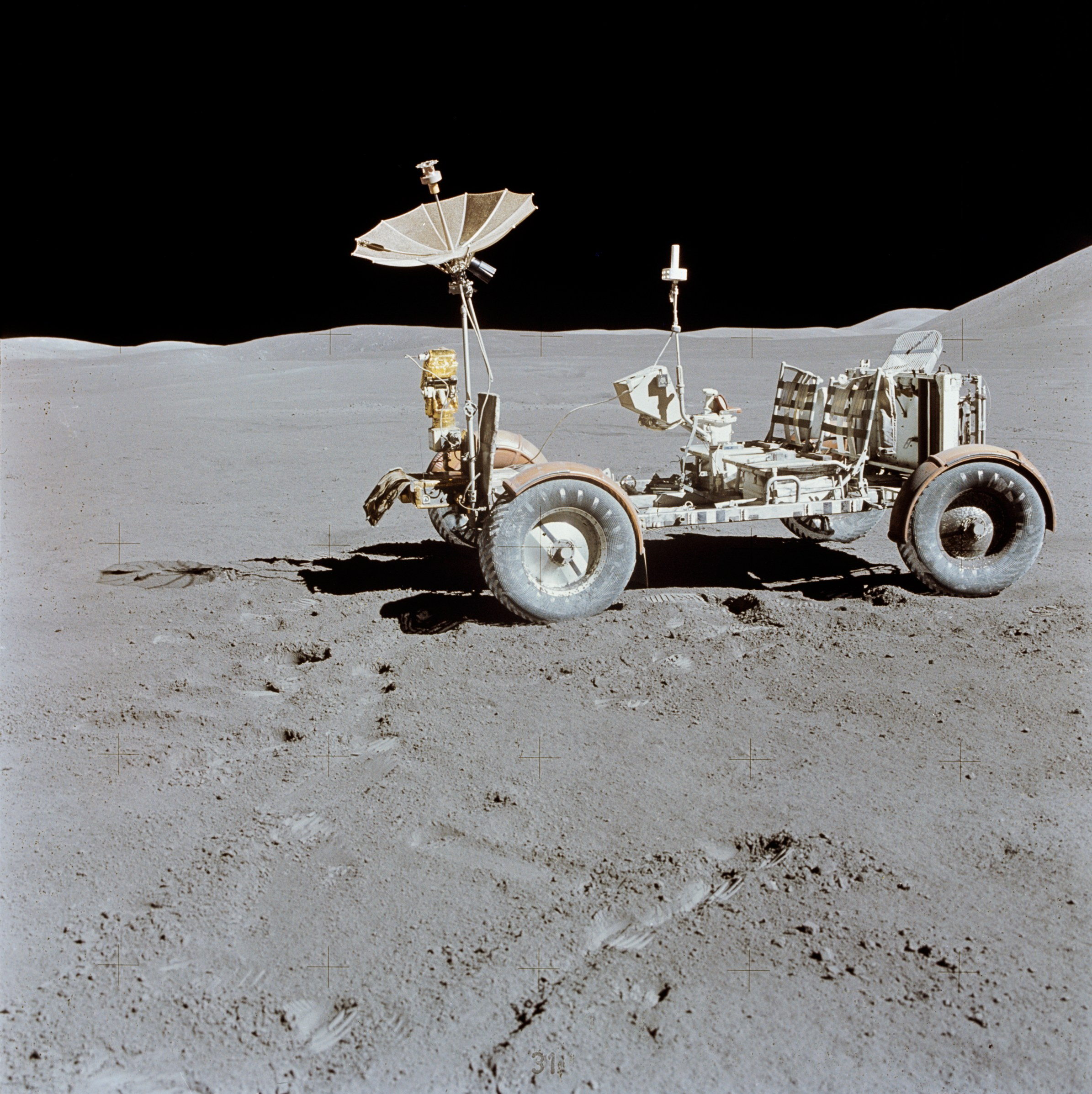
«Лунный Ровер» на месте последней стоянки. На ручке управления чуть впереди сидений видна Библия
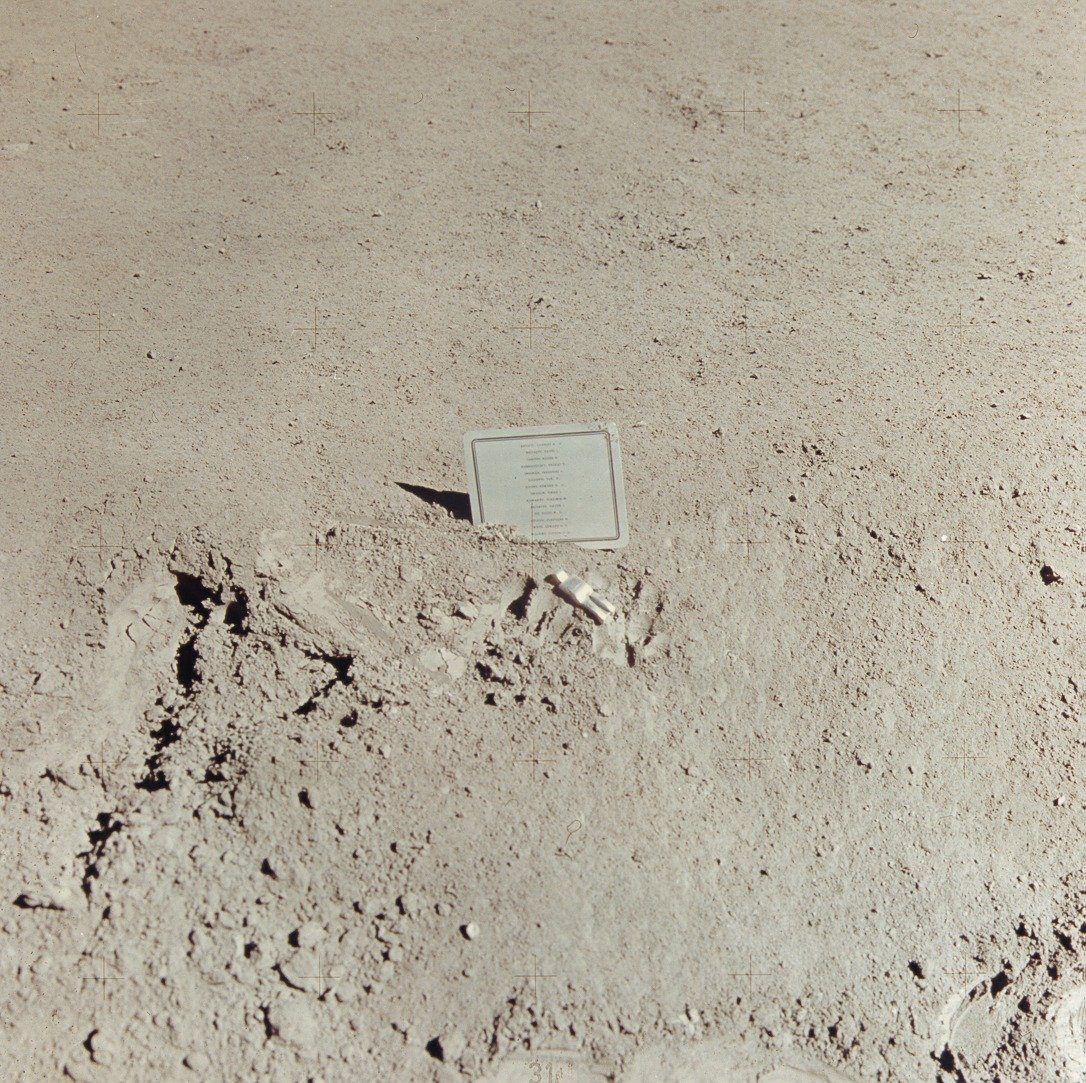
Табличка с именами погибших советских космонавтов и американских астронавтов и фигурка Павшего Астронавта
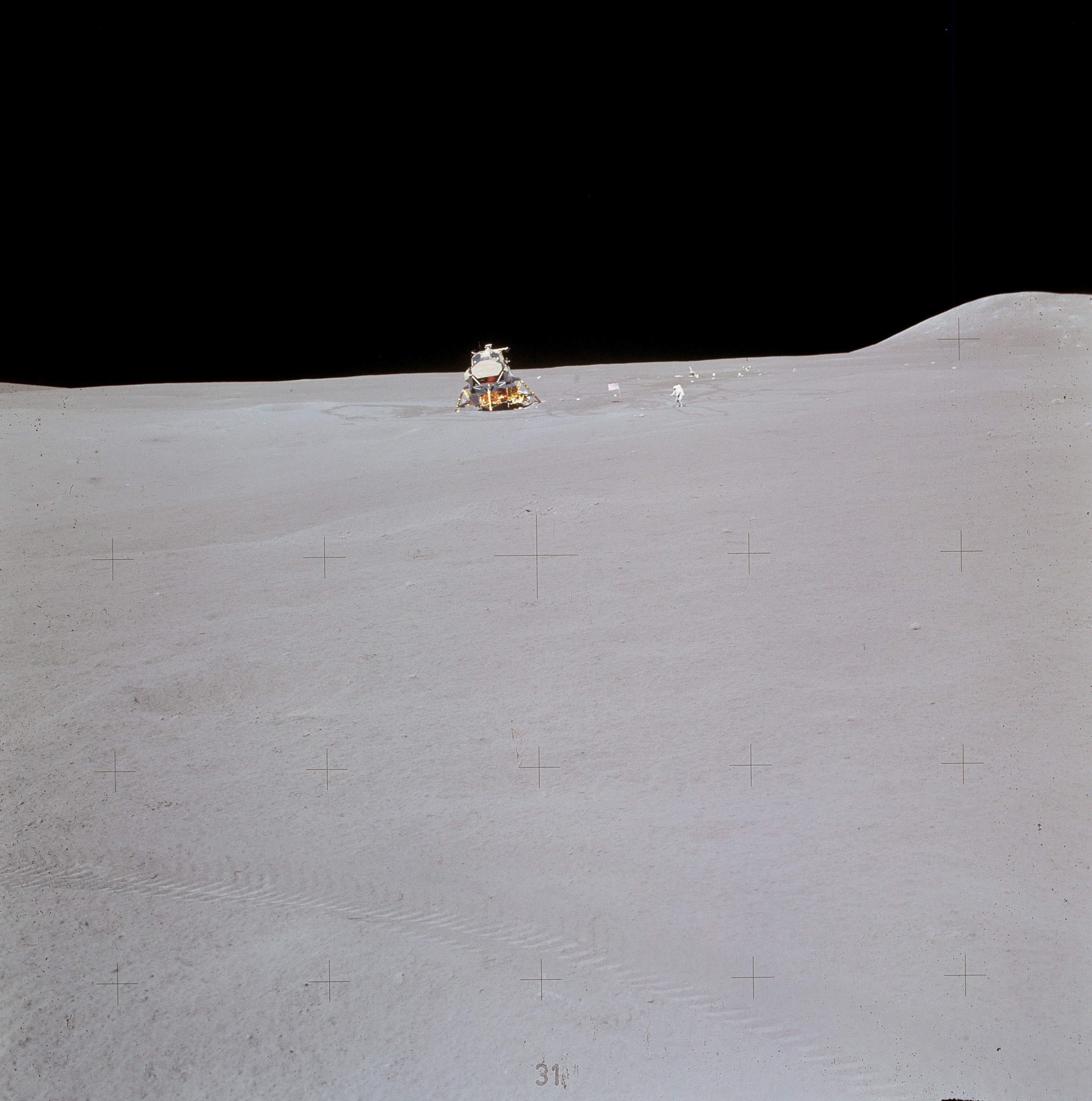
Ирвин бродит вокруг лунного модуля в ожидании Скотта. Позади него видны приборы комплекта ALSEP. Фото сделано Д. Скоттом с места последней стоянки «Лунного Ровера»
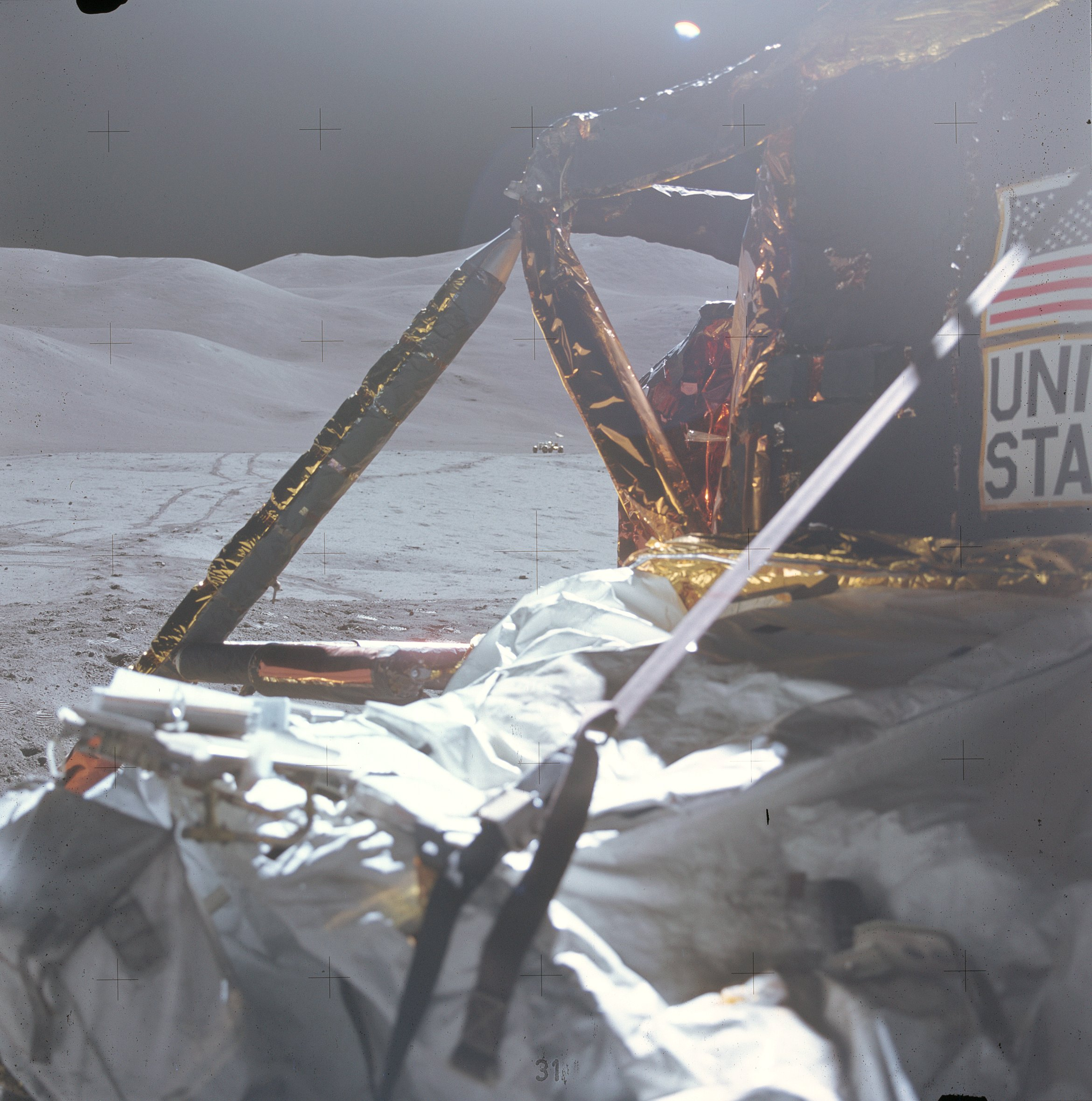
«Лунный Ровер» вдали. Это последнее фото, сделанное Д. Скоттом в конце третьего выхода на Луну

Всё это время Ирвин находился у лунного модуля. Он перенёс всё, что необходимо было взять с собой на Землю, к лестнице и даже поднял часть контейнеров на площадку перед люком наверху лестницы. После полёта он вспоминал: «В конце третьей прогулки у меня неожиданно образовалось свободное время. Всё запланированное было сделано. Я просто ждал Дэйва и использовал возможность в своё удовольствие походить и побегать по Луне. Сделал несколько кругов вокруг лунного модуля. Я не прыгал вверх, но несколько раз прыгнул в длину. Это было, как в школе, на перемене». Проведя у «Ровера» ровно 15 минут, Скотт пешком пошёл обратно и ещё через 2 минуты присоединился к Ирвину. Астронавты, насколько это было возможно, почистили скафандры друг друга щёткой. После этого Ирвин поднялся в лунный модуль. Они загрузили все контейнеры с образцами лунной породы, камерами и фото- и киноплёнкой. Последними были загружены секции глубокой пробы грунта. Три неразделённые секции решено было положить на пол, перед обшивкой двигателя. Через 6 минут после Ирвина в кабину поднялся и Скотт. Третий выход на поверхность Луны продолжался 4 часа 49 минут 50 секунд. Общее время, проведённое астронавтами «Аполлона-15» на Луне за пределами корабля, составило 18 часов 34 минуты 46 секунд.

## Временны́е параметры ВКД
- Скотт — «Стоячая» ВКД
- Начало: 31 июля 1971, 00:16:49 UTC
- Окончание: 31 июля 1971, 00:49:56 UTC
- Продолжительность: 33 минуты 07 секунд
- Скотт и Ирвин — первая ВКД
- Начало первой ВКД: 31 июля 1971, 13:12:17 UTC
- Окончание первой ВКД: 31 июля 1971, 19:45:59 UTC
- Продолжительность: 6 часов 32 минуты 42 секунды
- Скотт и Ирвин — вторая ВКД
- Начало второй ВКД: 1 августа 1971, 11:48:48 UTC
- Окончание второй ВКД: 1 августа 1971, 19:01:02 UTC
- Продолжительность: 7 часов 12 минут 14 секунд
- Скотт и Ирвин — третья ВКД
- Начало третьей ВКД: 2 августа 1971, 08:52:14 UTC
- Окончание третьей ВКД: 2 августа 1971, 13:42:04 UTC
- Продолжительность: 4 часа 49 минут 50 секунд

### Комментарии
1. ↑  Солнце перемещается на Лунном небосклоне с угловой скоростью ~12° за земные сутки или же на 0.5° в час , что в сравнении с земными 15° в час весьма мизерны. Зрительно это воспринимается так, что  Солнце висит практически в одной и той же точке.
2. ↑  | Внешние изображения | Внешние изображения                                                                                                    |
| ------------------- | --- |
|                     | Предметы, оставленные Дж. Ирвином на Луне. Фото полного тёзки астронавта, Дж. Б. Ирвина, — ближе к левому нижнему углу |Джеймс Ирвин оставил на Луне несколько маленьких серебряных медальонов с отпечатками пальцев его жены Мэри и детей, микроплёнку с памятным буклетом, посвящённым первой высадке на Луну «Аполлона-11», и маленькую фотографию своего полного тёзки Дж. Б. Ирвина, которого он совсем не знал. За два месяца до полёта Ирвин получил письмо от некоей молодой женщины, которая прислала фотографию своего отца. В письме говорилось, что он всю свою жизнь мечтал о полёте на Луну и умер в возрасте 75 лет, незадолго до исторической высадки Нила Армстронга и Эдвина Олдрина. Джеймс Ирвин решил взять фотографию своего тёзки на Луну и оставить её там. Все оставленные предметы он сфотографировал.
3. ↑  Росомаха — символ Мичиганского университета. Джеймс Ирвин и Альфред Уорден — выпускники Мичиганского университета, а Дэвид Скотт учился в нём один год перед поступлением в Военную академию США в Уэст-Пойнте.
4. ↑  В последующем деталь из эластомера была заменена на металлическую. В результате у «Аполлона-16» и «Аполлона-17» никаких проблем с телекамерой «Лунного Ровера» не возникало.